# Céret
Cet article possède un paronyme, voir Guéret.
Pour les articles homonymes, voir Céret (homonymie).
Céret  (en catalan : Ceret) est une commune française d'environ 8 000 habitants située dans le sud de la France, historiquement en Catalogne nord. C'est une des sous-préfectures du département des Pyrénées-Orientales. Ses habitants sont appelés les Cérétans et les Cérétanes. Sur le plan historique et culturel, la commune est dans le Vallespir, ancienne vicomté (englobée au Moyen Âge dans la vicomté de Castelnou), rattachée à la France par le traité des Pyrénées (1659) et correspondant approximativement à la vallée du Tech, de sa source jusqu'à Céret.
Exposée à un climat océanique altéré, elle est drainée par le Tech, le Riucerda, la rivière de Vaillère et par divers autres petits cours d'eau. La commune possède un patrimoine naturel remarquable : un site Natura 2000 (« le Tech ») et quatre zones naturelles d'intérêt écologique, faunistique et floristique.
Céret est une commune urbaine qui compte 7 544 habitants en 2022. Elle est dans l'unité urbaine de Céret et fait partie de l'aire d'attraction de Céret.
Connue pour son musée d'Art moderne, ses cerises et sa tradition tauromachique, la ville dont les premières mentions remontent à 814, fut un lieu de négociation du traité des Pyrénées (1659).

## Géographie

### Localisation
La commune de Céret se trouve dans le département des Pyrénées-Orientales, en région Occitanie et est frontalière avec l'Espagne (Catalogne).
Elle se situe à 26 km à vol d'oiseau de Perpignan, préfecture du département.
Les communes les plus proches sont : 
Reynès (3,8 km), Saint-Jean-Pla-de-Corts (4,2 km), Vivès (4,6 km), Maureillas-las-Illas (4,8 km), Amélie-les-Bains-Palalda (6,7 km), Llauro (6,9 km), Les Cluses (7,1 km), Le Boulou (7,6 km).
Sur le plan historique et culturel, Céret fait partie du Vallespir, ancienne vicomté (englobée au Moyen Âge dans la vicomté de Castelnou), rattachée à la France par le traité des Pyrénées (1659) et correspondant approximativement à la vallée du Tech, de sa source jusqu'à Céret.

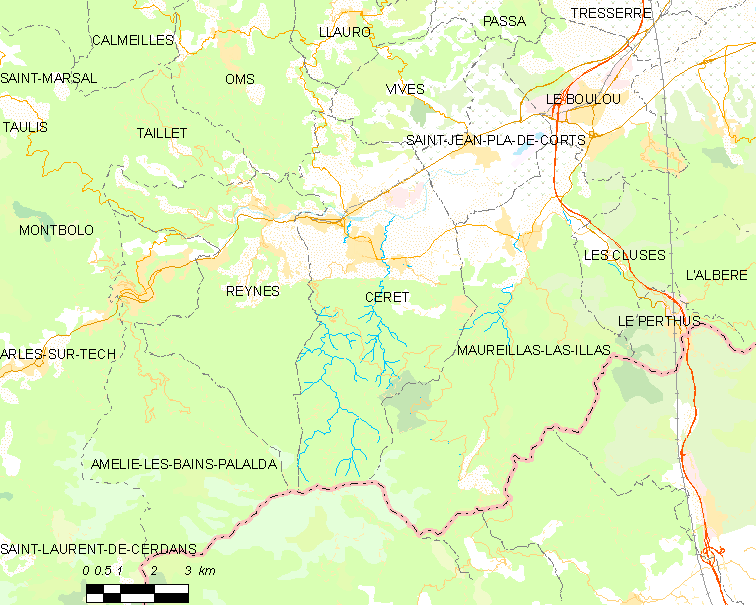
Situation de Céret.

| Oms    | Vivès                         | Saint-Jean-Pla-de-Corts |
| Reynès | Céret                         | Maureillas-las-Illas    |
|        | Maçanet de Cabrenys (Espagne) |                         |

### Paysages et relief

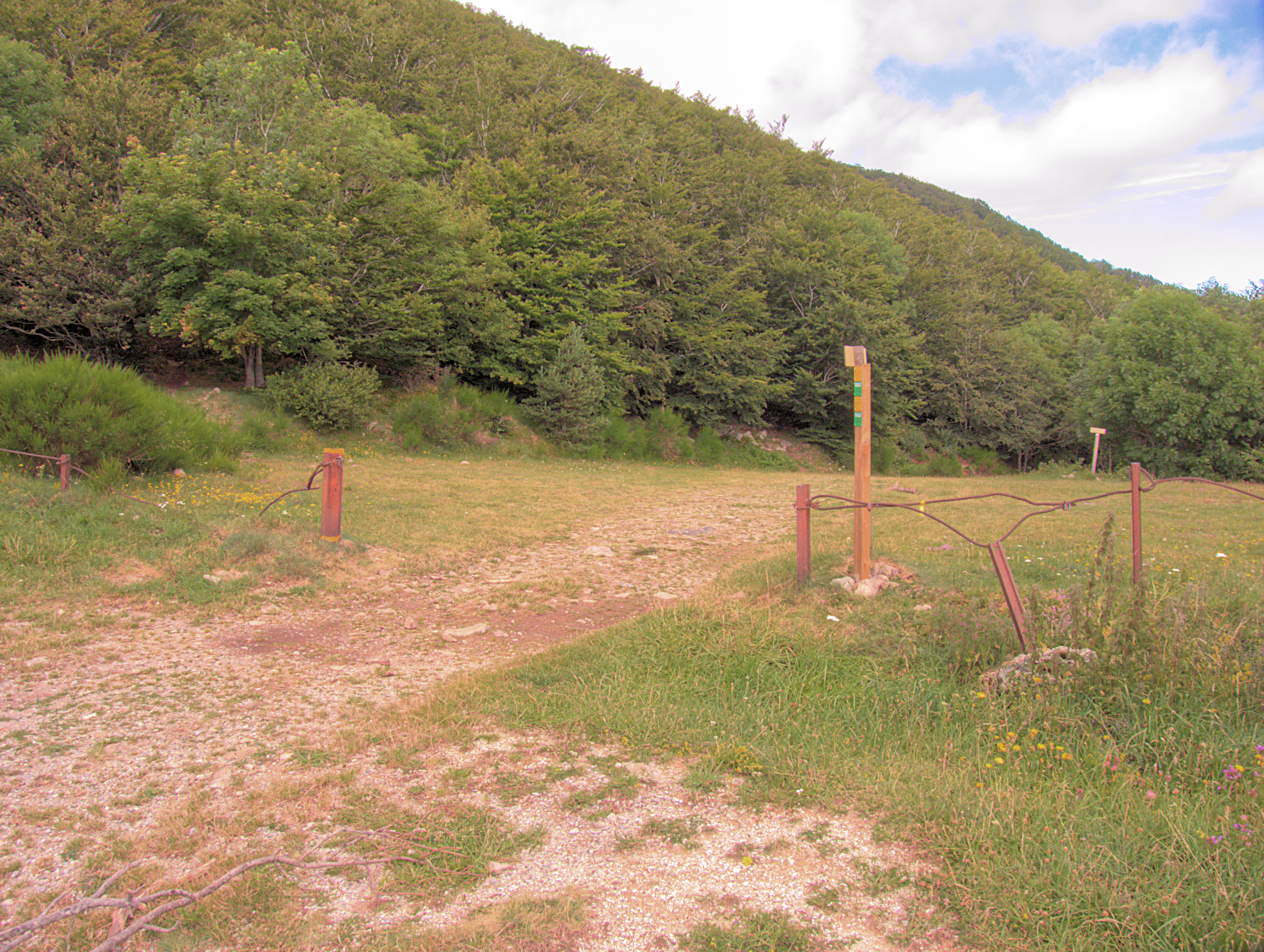
Col du Puits de la Neige depuis l'Espagne.

La ville est située dans le Vallespir, dans la vallée du Tech qui borde la ville. Elle s'appuie sur le versant nord des Pyrénées, est dominée au sud par le pic de Garces et Fontfrède et est frontalière de l'Espagne au sud. La Méditerranée est située à 24 km à l'est (vers Argelès-sur-Mer) et le massif du Canigou à 20 km à l'ouest. Les principales villes environnantes sont Perpignan au nord-est et Figueres au sud-est.
La commune est frontalière avec la commune espagnole de Maçanet de Cabrenys à laquelle il est possible d'accéder en voiture grâce à une piste de huit kilomètres menant au col du Puits de la Neige, vers les Salines. Celle-ci passe à côté du Têton des Salines.
L'altitude de la commune varie entre 107 et 1 440 mètres. Le point le plus bas se trouve au niveau du Tech et le point culminant au niveau du Roc de France. La mairie de Céret se trouve à une altitude de 154 mètres.
Le pic et le col de Fontfrède dominent la ville. Ce col fut un des hauts lieux de passage entre la France occupée et l'Espagne. Une stèle dite « des évadés » y est dressée.
La ville est classée en zone de sismicité 3, correspondant à une sismicité modérée.

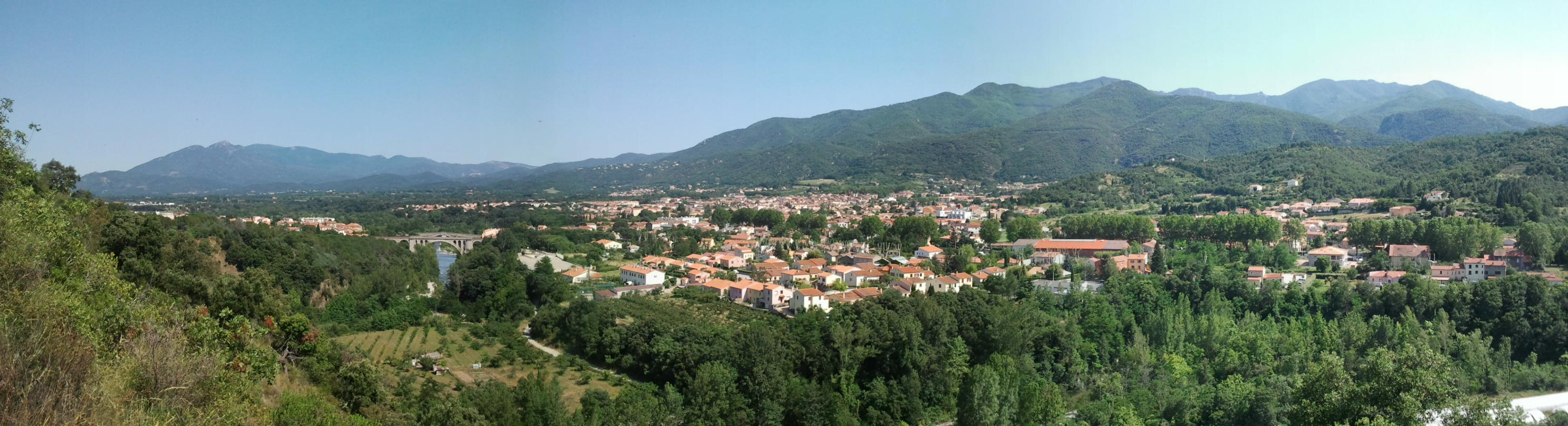
Vue panoramique de Céret depuis le nord.

### Hydrographie
Si aujourd'hui le Tech traverse Céret, il est situé à près de 2 kilomètres du centre historique de la ville, à plus de 50 mètres en contrebas. Cette situation a empêché pendant longtemps tout pompage direct dans le fleuve. L'accès à l'eau se faisait par des forages et par la captation des nombreuses sources drainées par des canaux.
À partir du XIVe siècle, la ville est équipée de divers canaux, d'abord d'évacuation des eaux et de drainage, puis de captation d'eau potable à partir du XVIIe siècle.
La construction d'un canal d'arrosage en 1866 permet d'irriguer largement les cultures. L'eau du Tech est détournée largement en amont de la ville et le canal suit les courbes de niveau. Ainsi, Céret se trouve à la fois en contrebas du point de captation et du canal et peut être irriguée.
Aujourd'hui, l'alimentation en eau potable se fait en pompant dans le Tech en amont de la ville, indépendamment du canal d'arrosage.

### Climat
Pour des articles plus généraux, voir Climat de l'Occitanie et Climat des Pyrénées-Orientales.
En 2010, le climat de la commune est de type climat du Bassin du Sud-Ouest, selon une étude du CNRS s'appuyant sur une série de données couvrant la période 1971-2000. En 2020, Météo-France publie une typologie des climats de la France métropolitaine dans laquelle la commune est exposée à un climat méditerranéen et est dans la région climatique Pyrénées orientales, caractérisée par une faible pluviométrie, un très bon ensoleillement (2 600 h/an), un air sec, particulièrement en hiver et peu de brouillards. Par ailleurs, la position particulière de la commune, sensiblement plus abritée de la tramontane et des dépressions d'ouest par le Massif du Canigou au nord-ouest, en plus de la crête montagneuse frontalière au sud, fait d'elle un des endroits les plus chauds du département, régulièrement en tête des relevés de températures dans le département. 
Pour la période 1971-2000, la température annuelle moyenne est de 14,8 °C, avec une amplitude thermique annuelle de 15 °C. Le cumul annuel moyen de précipitations est de 775 mm, avec 6 jours de précipitations en janvier et 4,1 jours en juillet. Pour la période 1991-2020, la température moyenne annuelle observée sur la station météorologique la plus proche, située sur la commune de Vivès à 5 km à vol d'oiseau, est de 15,8 °C et le cumul annuel moyen de précipitations est de 669,2 mm,. Pour l'avenir, les paramètres climatiques de la commune estimés pour 2050 selon différents scénarios d’émission de gaz à effet de serre sont consultables sur un site dédié publié par Météo-France en novembre 2022.

### Milieux naturels et biodiversité

#### Réseau Natura 2000

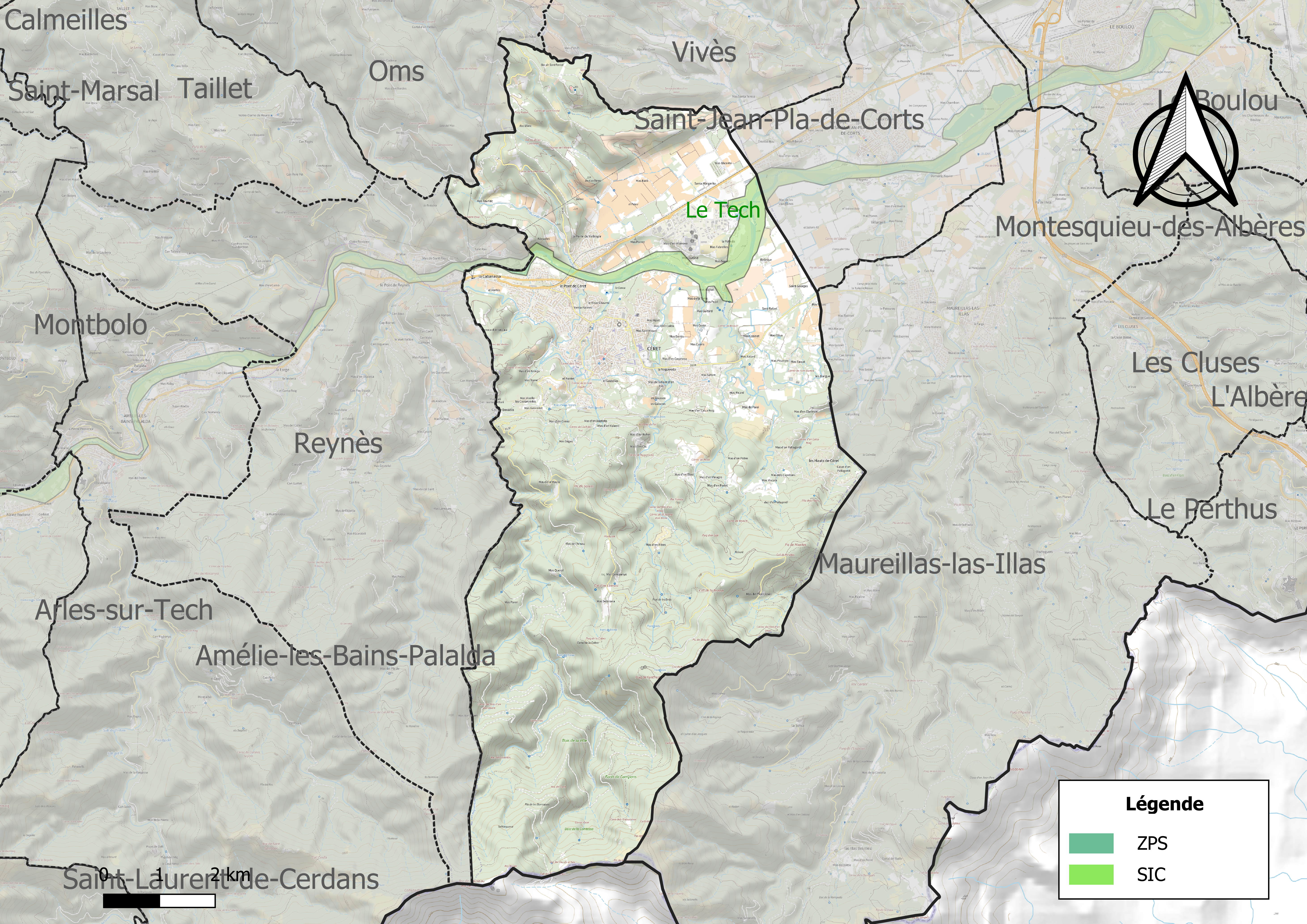
Site Natura 2000 sur le territoire communal.

Le réseau Natura 2000 est un réseau écologique européen de sites naturels d'intérêt écologique élaboré à partir des directives Habitats et Oiseaux, constitué de zones spéciales de conservation (ZSC) et de zones de protection spéciale (ZPS).
Un site Natura 2000 a été défini sur la commune au titre de la directive habitats : « le Tech », d'une superficie de 1 467 ha, héberge le Barbeau méridional qui présente une très grande variabilité génétique dans tout le bassin versant du Tech. Le haut du bassin est en outre colonisé par le Desman des Pyrénées.

#### Zones naturelles d'intérêt écologique, faunistique et floristique
L’inventaire des zones naturelles d'intérêt écologique, faunistique et floristique (ZNIEFF) a pour objectif de réaliser une couverture des zones les plus intéressantes sur le plan écologique, essentiellement dans la perspective d’améliorer la connaissance du patrimoine naturel national et de fournir aux différents décideurs un outil d’aide à la prise en compte de l’environnement dans l’aménagement du territoire.
Une ZNIEFF de type 1 est recensée sur la commune :
la « vallée du Tech de Céret à Ortaffa » (611 ha), couvrant 10 communes du département et trois ZNIEFF de type 2, : 
- « le Vallespir » (47 344 ha), couvrant 18 communes du département[21] ;
- le « massif des Aspres » (28 819 ha), couvrant 37 communes du département[22] ;
- la « rivière le Tech » (933 ha), couvrant 14 communes du département[23].

Carte des ZNIEFF de type 1 et 2 à Céret.
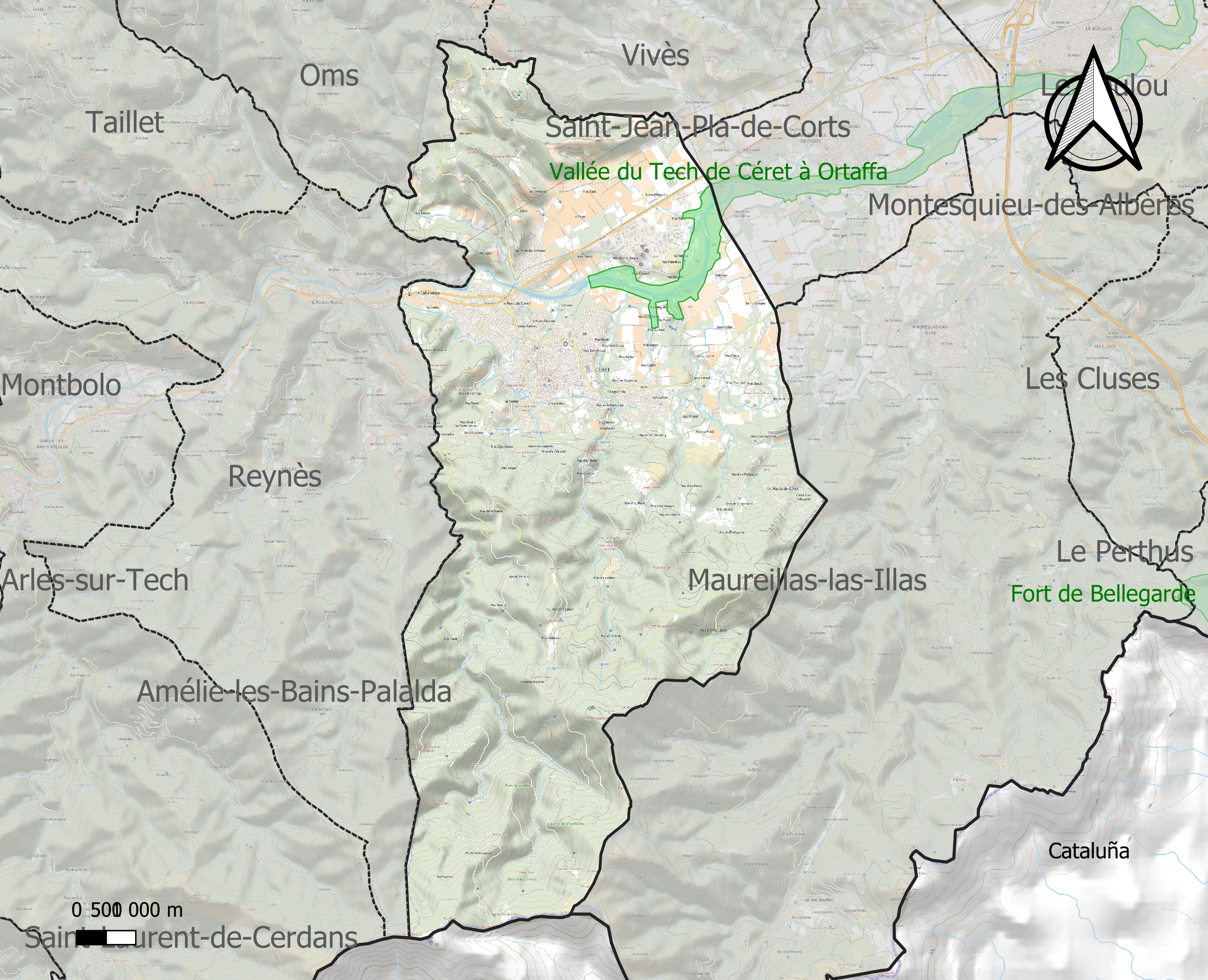
Carte de la ZNIEFF de type 1 sur la commune.
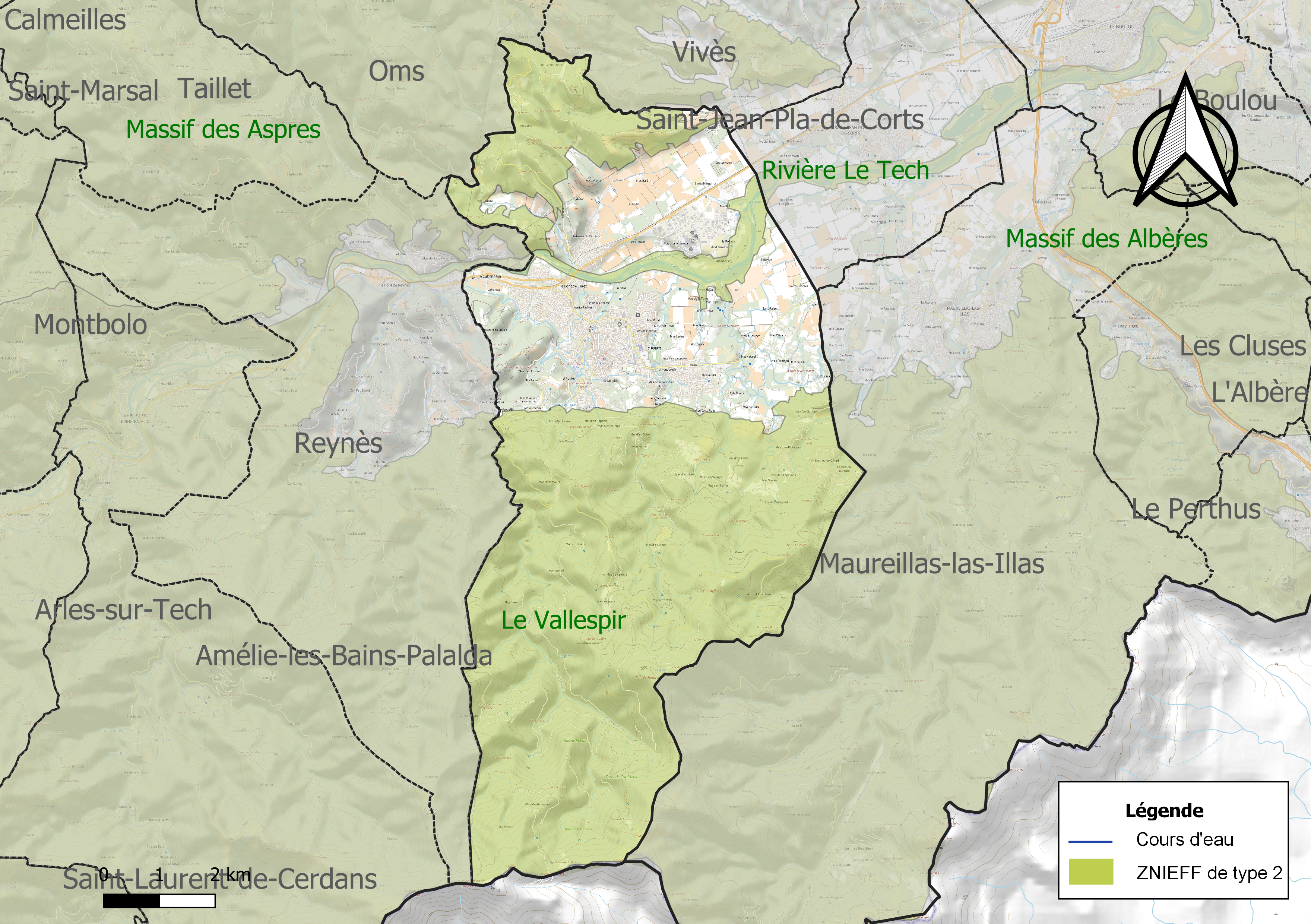
Carte des ZNIEFF de type 2 sur la commune.

## Urbanisme

### Typologie
Au 1er janvier 2024, Céret est catégorisée petite ville, selon la nouvelle grille communale de densité à sept niveaux définie par l'Insee en 2022.
Elle appartient à l'unité urbaine de Céret, une agglomération intra-départementale regroupant quatre  communes, dont elle est ville-centre,,. Par ailleurs la commune fait partie de l'aire d'attraction de Céret, dont elle est la commune-centre,. Cette aire, qui regroupe 3 communes, est catégorisée dans les aires de moins de 50 000 habitants,.

### Occupation des sols

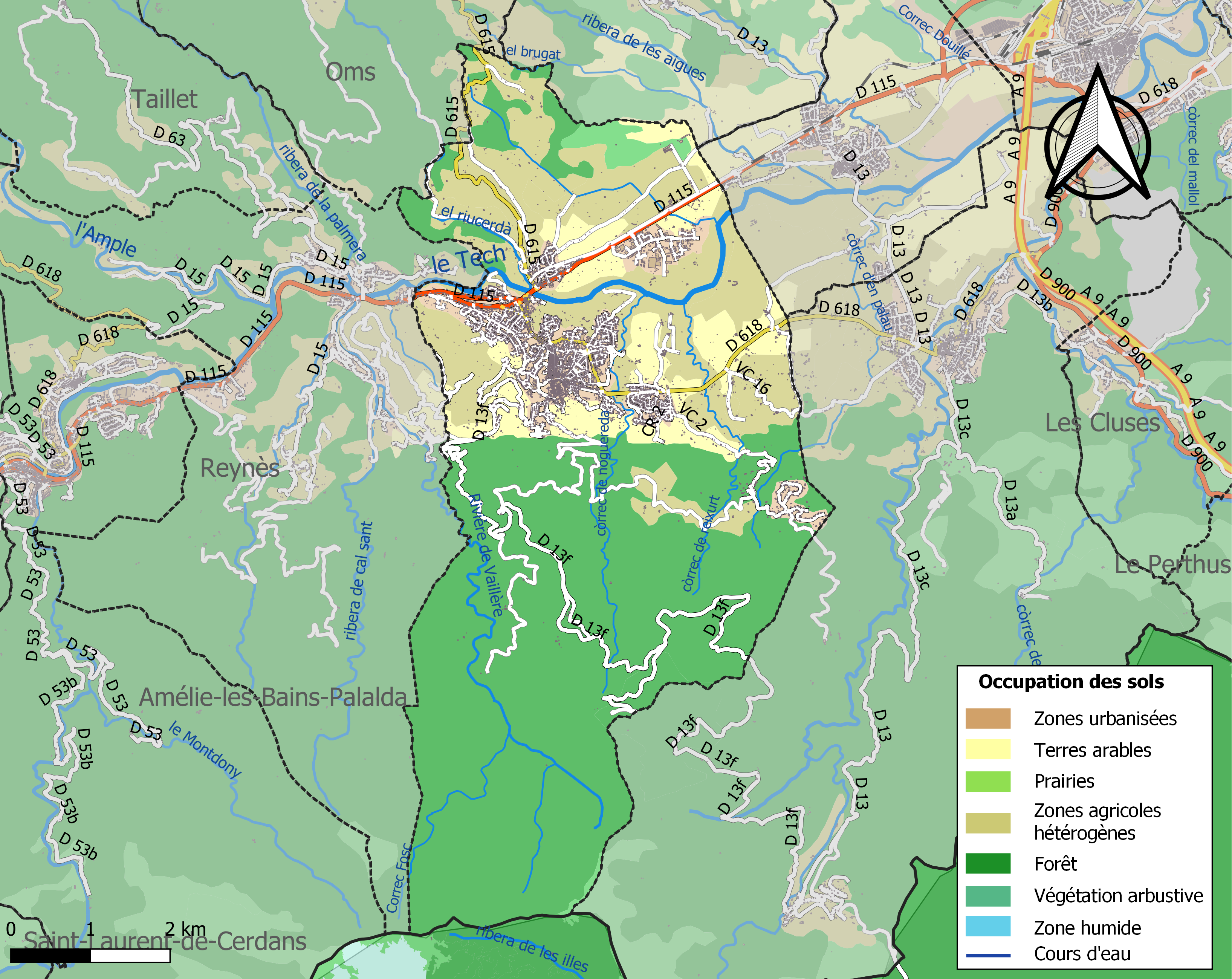
Carte des infrastructures et de l'occupation des sols de la commune en 2018 (CLC).

L'occupation des sols de la commune, telle qu'elle ressort de la base de données européenne d’occupation biophysique des sols Corine Land Cover (CLC), est marquée par l'importance des forêts et milieux semi-naturels (57,6 % en 2018), une proportion sensiblement équivalente à celle de 1990 (57,7 %). La répartition détaillée en 2018 est la suivante : 
forêts (56,2 %), zones agricoles hétérogènes (24,3 %), cultures permanentes (9,6 %), zones urbanisées (7,3 %), zones industrielles ou commerciales et réseaux de communication (1,3 %), milieux à végétation arbustive et/ou herbacée (1,3 %).
L'IGN met par ailleurs à disposition un outil en ligne permettant de comparer l’évolution dans le temps de l’occupation des sols de la commune (ou de territoires à des échelles différentes). Plusieurs époques sont accessibles sous forme de cartes ou photos aériennes : la carte de Cassini (XVIIIe siècle), la carte d'état-major (1820-1866) et la période actuelle (1950 à aujourd'hui).

### Morphologie urbaine
Le village d'origine s'est développé sur les hauteurs de la rive droite du Tech, à l'abri des inondations. Le centre historique est délimité par les boulevards reprenant le tracé des anciens remparts. Cependant, le bâti ancien représente en 2009 moins de 10 % des zones urbanisées à vocation d'habitat et moins de 1 % de la totalité du territoire communal. Les constructions récentes, quant à elles, représentent un peu plus de 90 % des zones urbanisées à vocation d'habitat et 6,7 % de la totalité du territoire communal.

### Logement
La ville de Céret compte, en 2009, 4 665 logements. Parmi ceux-ci, 81,2 % sont des résidences principales, 12,3 % sont des résidences secondaires et 6,4 % sont vacants. 59,5 % des ménages de Céret sont propriétaires de leur résidence principale.

### Voies de communication et transports
Céret se situe à l'entrée du Vallespir et de la haute-vallée du Tech. La ville est traversée par la route départementale 115, ancienne route nationale 115, qui relie Le Boulou à l'Espagne par le col d'Ares en suivant le cours du Tech jusqu'à Prats-de-Mollo. Depuis juin 2010 et la mise en service de la déviation ouest du Boulou sur la route départementale 900 (ancienne route nationale 9), elle complète l'accès routier à Céret depuis la plaine roussillonnaise et notamment depuis Perpignan. Le conseil général a pour projet de relier cette déviation à Céret par une route à une fois deux voies, déviant ainsi Saint-Jean-Pla-de-Corts et aboutissant sur la route départementale 618, après le franchissement du Tech par un nouveau pont routier prévu vers 2025.
Céret était de plus desservie par la ligne de chemin de fer reliant Elne à Arles-sur-Tech, qui appartenait au réseau de la Compagnie des Chemins de fer du Midi. À la suite des inondations de 1940 ayant endommagé l'infrastructure, puis d'une série de fermetures après-guerre, la ligne n'est plus desservie que par des trains de fret entre Elne et Le Boulou. Néanmoins, les rails sont toujours en place jusqu'à la limite ouest de Saint-Jean-Pla-de-Corts.
La commune est desservie par plusieurs lignes du réseau régional liO : la ligne 530 entre la gare de Perpignan et Arles-sur-Tech, la 531 entre Prats-de-Mollo-la-Preste et la gare de Perpignan, la 532 entre Coustouges et la gare de Perpignan et enfin la 550 entre Céret et Argelès-sur-Mer.

### Risques majeurs
Le territoire de la commune de Céret est vulnérable à différents aléas naturels : inondations, climatiques (grand froid ou canicule), feux de forêts, mouvements de terrains et séisme (sismicité modérée). Il est également exposé à un risque technologique, le transport de matières dangereuses, et à un risque particulier, le risque radon,.

#### Risques naturels
Certaines parties du territoire communal sont susceptibles d’être affectées par le risque d’inondation par crue torrentielle de cours d'eau du bassin du Tech.
Les mouvements de terrains susceptibles de se produire sur la commune sont soit des mouvements liés au retrait-gonflement des argiles, soit des glissements de terrains, soit des chutes de blocs, soit des effondrements liés à des cavités souterraines. Une cartographie nationale de l'aléa retrait-gonflement des argiles permet de connaître les sols argileux ou marneux susceptibles vis-à-vis de ce phénomène. L'inventaire national des cavités souterraines permet par ailleurs de localiser celles situées sur la commune.
Ces risques naturels sont pris en compte dans l'aménagement du territoire de la commune par le biais d'un plan de prévention des risques inondations et mouvements de terrains.

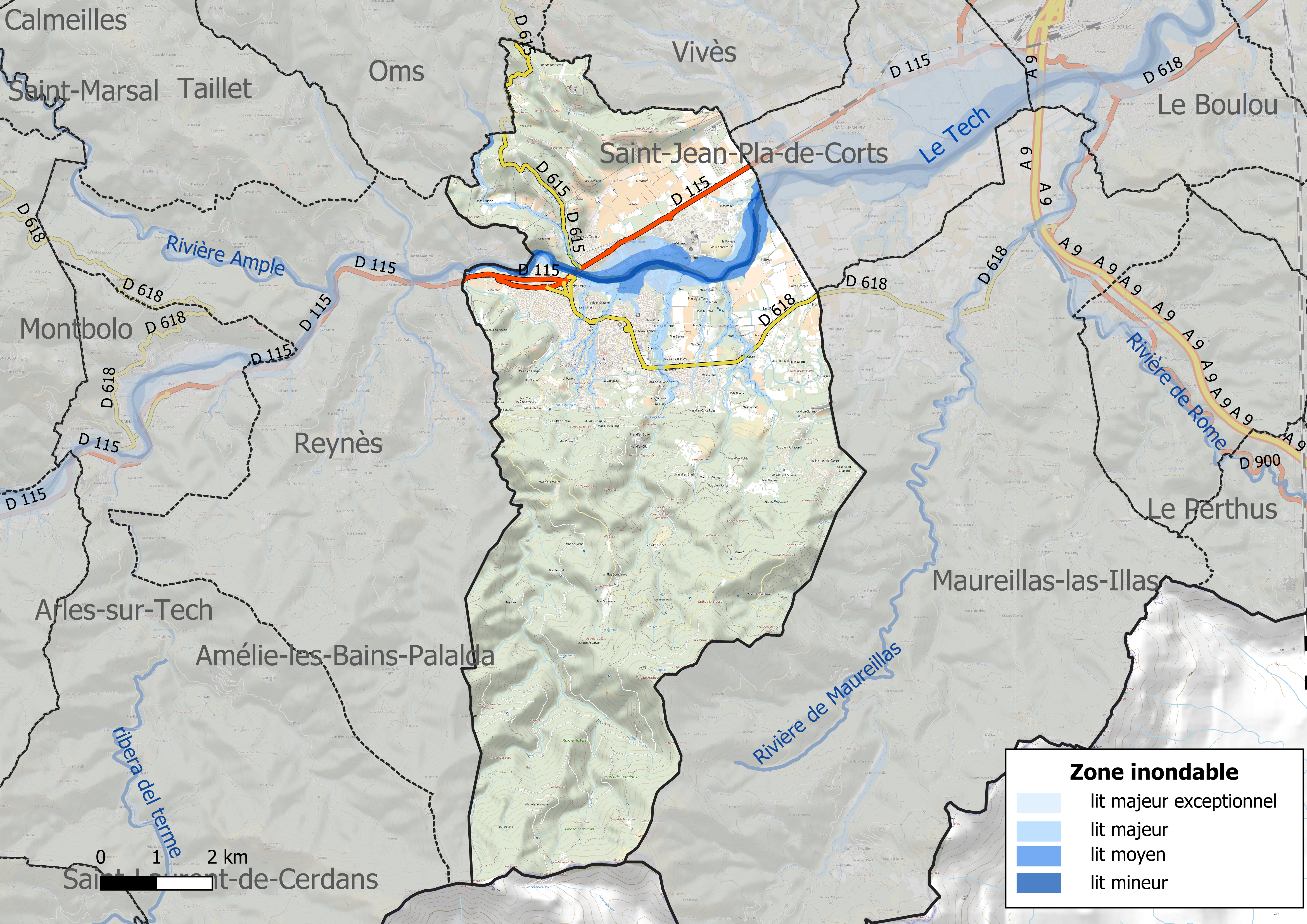
Carte des zones inondables.
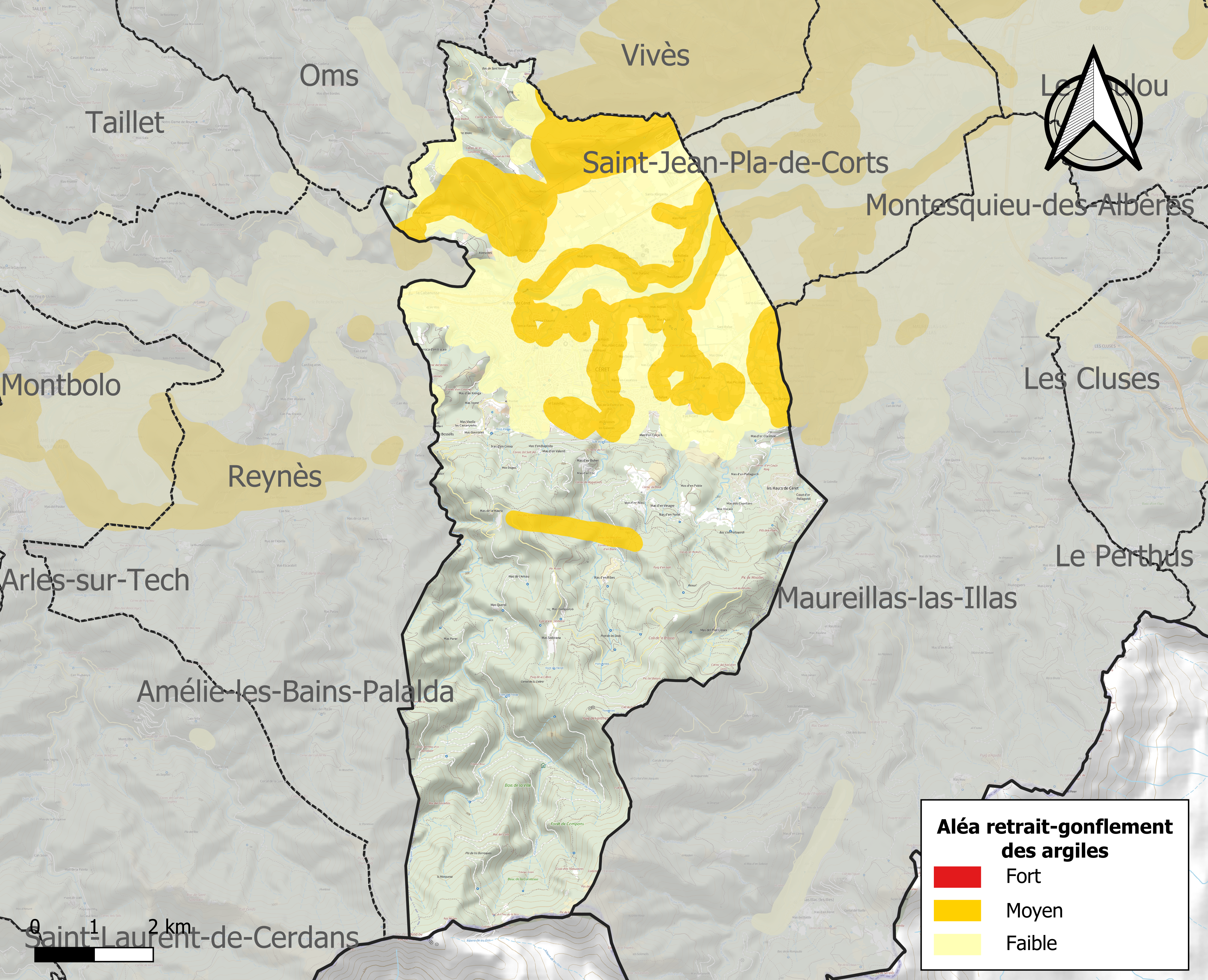
Carte des zones d'aléa retrait-gonflement des argiles.

#### Risques technologiques
Le risque de transport de matières dangereuses sur la commune est lié à sa traversée par une canalisation de transport de gaz. Un accident se produisant sur une telle infrastructure est en effet susceptible d’avoir des effets graves au bâti ou aux personnes jusqu’à 350 m, selon la nature du matériau transporté. Des dispositions d’urbanisme peuvent être préconisées en conséquence.

#### Risque particulier
Dans plusieurs parties du territoire national, le radon, accumulé dans certains logements ou autres locaux, peut constituer une source significative d’exposition de la population aux rayonnements ionisants. Toutes les communes du département sont concernées par le risque radon à un niveau plus ou moins élevé. Selon la classification de 2018, la commune de Céret est classée en zone 3, à savoir zone à potentiel radon significatif.

## Toponymie

### Étymologie
Céret est une francisation du nom catalan de la ville : Ceret.
L'étymologie rattache le nom de Céret au peuple des Kerètes, Ibères ou pré-Ibères habitant la région, à l'instar d'autres noms de la région tels que Cerdagne, Puigcerdà ou Saint-Laurent-de-Cerdans. Le mot kérète lui-même est construit sur le radical pré-indo-européen *Ker-Kar suivi du suffixe ibère -ete, le tout signifiant « habitants des montagnes ». Les Romains ont latinisé ce nom et créé le pagus des Ceretani dans ce qui est aujourd'hui le haut-Vallespir et la Cerdagne. Les Romains ont pu donner ce nom pour deux raisons :
- soit Céret était déjà une cité des Kéretes ;
- soit du fait de sa situation dans le pagus Ceretani, même dans le cas d'un peuplement postérieur aux Ibères[38].

Les différentes mentions du nom donnent vicus Sirisidum en 814,  vico Cereto en 866, villa Cerseto en 915, vigo Ceresido en 930, Cered et Ceriteto également au Xe siècle, Ceret, Cericeto aux XIe siècle et XIIe siècle, Cirset vers 1070, Cersed (une des formes les plus courantes) en 1130 et Cerset en 1138, puis du XIIIe siècle au XVe siècle Cereto, Ceret, Seret et Saret. Ceret supplante les autres formes au XVIe siècle.
Ces différentes graphies, souvent liées à des scribes essayant de transcrire en latin un nom qu'ils ne comprenaient pas et donc probablement non utilisées dans le langage parlé, se classent en deux familles :
- les noms issus du latin Ceresetum désignant un lieu planté de cerisiers : Sirisidum, Ceresido, Cereteto et Cericeto. Cela prouverait l'ancienneté de la culture de la cerise dans cette région ;
- les noms issus du latin Quercus suggérant plutôt des bois de chênes : Cerseto, Cersed[38].

Les formes du nom liées aussi bien au cerisier qu'au chêne disparaissent progressivement à partir du XIIe siècle, seules subsistant celles liées à l'antique kérète.
Les hypothèses se fondant sur *Ker (rocher) et celles sur le cerisier ne sont donc pas incompatibles car le mot latin Cerasus (cerisier) provient lui-même du nom de la cité antique de Kerasos en Asie Mineure, à l'étymologie identique.

### Gentilé
Les habitants de Céret sont appelés les Cérétans et les Cérétanes d'après la forme catalane Ceretà et Ceretana. Au XIXe siècle, l'usage administratif employait aussi la forme Cérétois tandis que localement, la population utilisait les formes de Cérétenc et Cérétencque, issues des formes catalanes Ceretenc et ceretenca, qui coexistent jusqu'au début du XXe siècle avec Ceretà et Ceretana. Ces deux formes ont depuis disparu en français. En catalan, on rencontre aussi bien les formes Ceretà et Ceretana que Ceretenc et Ceretenca bien que cette seconde forme soit moins employée.

## Histoire

### Protohistoire
Plusieurs vestiges témoignent du passage de populations diverses durant la protohistoire sur le territoire de la commune.
Dans les environs du Mas Carol, se trouve le Roc de Nou Creus (Roc des neuf croix). Ce rocher long d'une quinzaine de mètres pour une hauteur de 2,50 mètres présente de nombreuses croix gravées d'époque dolmenique, ainsi que quelques croix datant du Moyen Âge. On trouve également quelques roches à cupules dans les environs.

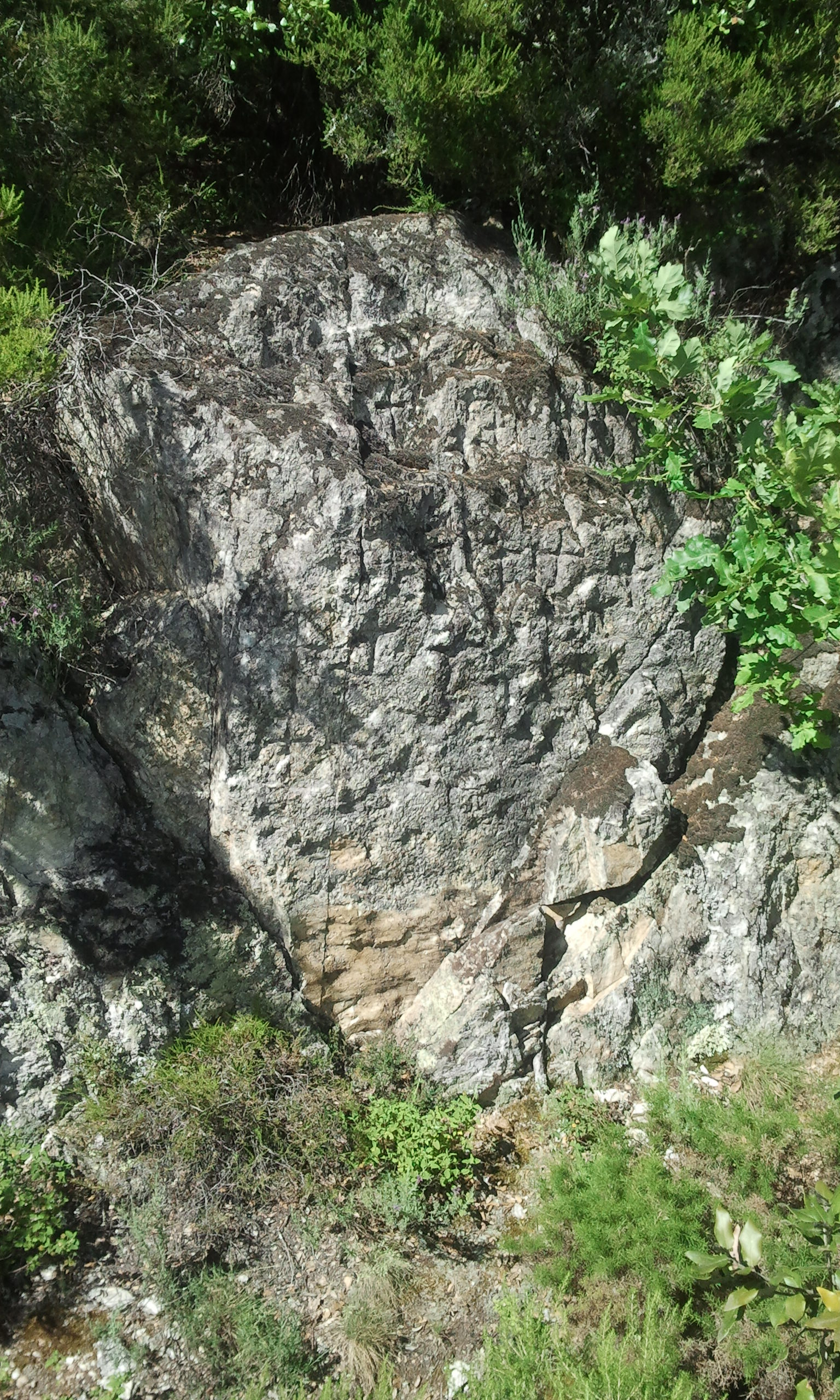
Détail du Roc de Nou Creus.
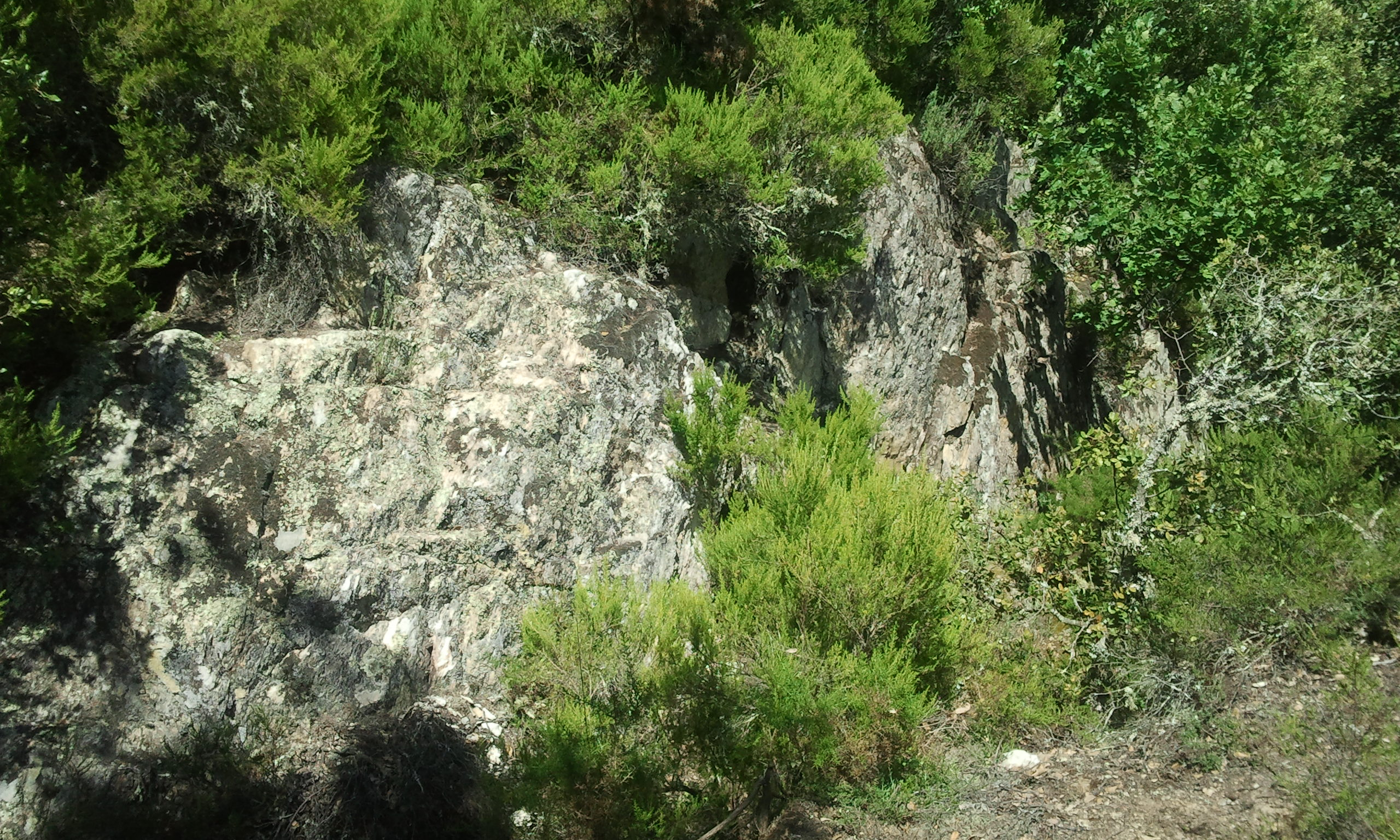
Vue d'ensemble du Roc de Nou Creus.
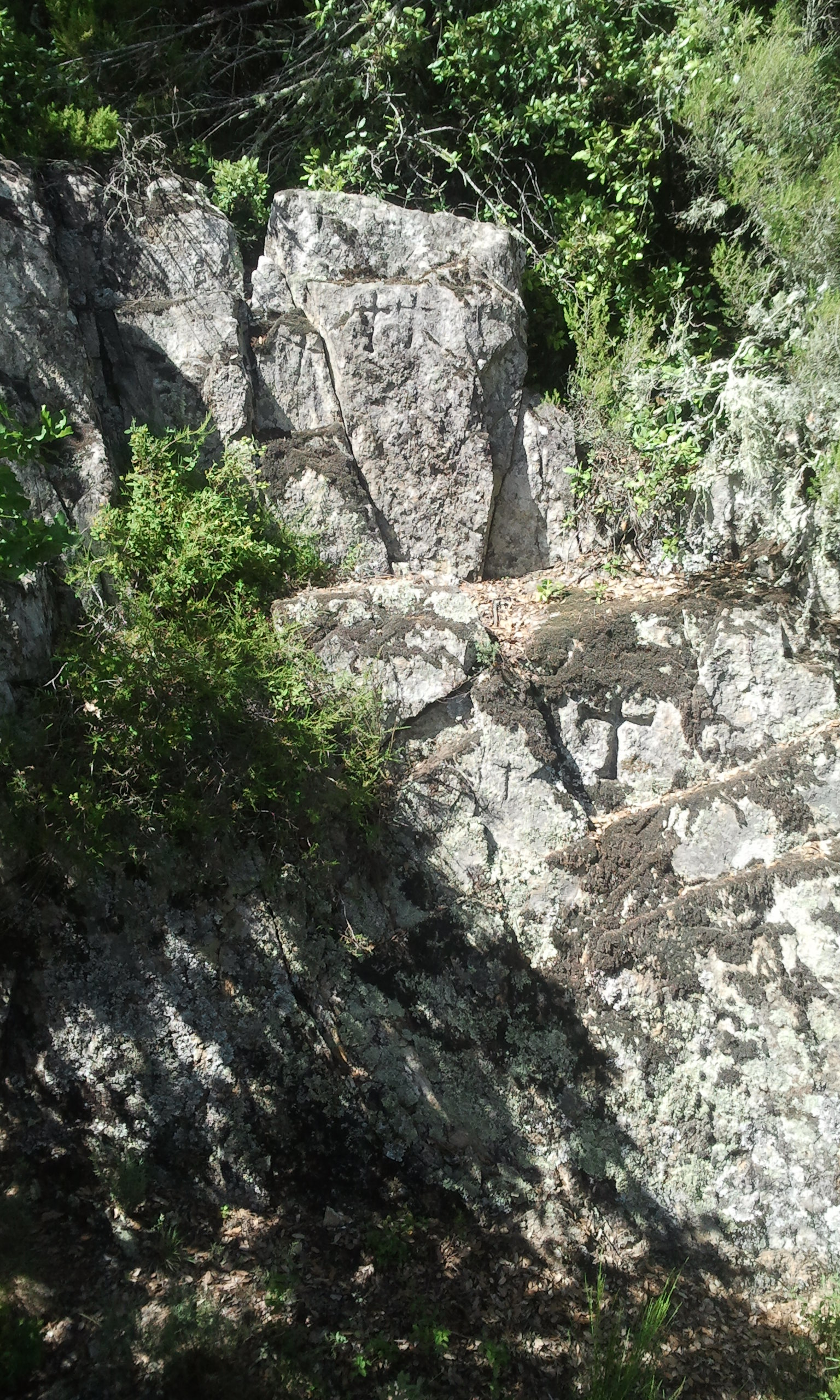
Détail du Roc de Nou Creus.

L'abri de la Porte de Fer est situé sur les hauteurs du ravin de Nogarède. Il s'agit d'un abri-sous-roche long de huit mètres ayant été fréquenté régulièrement du XIe siècle au IVe siècle av. J.-C. et sans doute épisodiquement de l'antiquité jusqu'au Moyen Âge. On y a trouvé de nombreux fragments de céramique et de verre ainsi que quelques monnaies romaines.
Le site le plus important est celui de la nécropole de Vilanova, situé sur la rive gauche du Tech, et ayant révélé 70 sépultures datées de 900 à 650 av. J.-C. et preuve d'un ancien peuplement sédentaire sur le territoire de la commune dès l'âge du bronze. Le résultat des fouilles effectuées sur ce site est conservé à la Maison du patrimoine Françoise-Claustre à Céret.

### Antiquité
Bien que la ville de Céret ne soit pas citée dans l'antiquité, divers éléments prouvent que son territoire était à la fois un lieu de passage et occupé par des populations sédentaires.
Les Romains construisirent un pont sur le Tech pour relier la plaine à Arles-sur-Tech de l'autre côté du Tech. L'ouvrage à deux arches fut détruit en 522 par une crue du fleuve. Les piles, des éléments de la route romaine et d'un poste de garde ad Centurionem peuvent être observés à 150 m en amont des ponts actuels.
Deux sites montrent des vestiges d'anciennes constructions. L'un, situé à l'est de Céret près de l'ancienne voie romaine au lieu-dit Las Tumbas ou plaine des tombeaux, a révélé des ruines d'une grosse exploitation rurale, peut-être un village, ayant existé du IIe siècle av. J.-C. au Ve siècle apr. J.-C.. Ce site est situé à environ 2 700 m en aval des ponts sur la rive droite. Il abrite notamment, outre des substructions et poteries romaines, les vestiges d'une villa gallo-romaine datant de la république et un tombeau de briques fait d'une voûte en encorbellement. Cet espace à cheval entre Saint-Jean-Pla-de-Corts et Céret a été connu sous le nom de Locertetum, donné en 833 par Louis le Pieux avec le vicus Sirisidum aux frères Wimar et Radon. Il fut détruit lors des guerres qui suivirent la chute du royaume de Majorque et une chapelle fut construite sur ses ruines en 1387.
L'autre site, situé au lieu-dit Bentes Farines, laisse penser qu'il y avait là aussi des constructions à vocation artisanale ou agricole, que des céramiques ont permis de dater précisément de la deuxième moitié du IVe siècle au début du Ve siècle.

### Royaumes de Majorque et d'Aragon
L'histoire de Céret commence lors de la formation de l'Empire carolingien. Le Vallespir fait alors partie des marches d'Espagne. C'est un pagus dépendant du comté de Roussillon.
Les premières mentions de Céret apparaissent au IXe siècle. La ville apparaît d'abord comme un fief des comtes d’Empuries sous contrôle de Pons de Vernet. Le Castellas, ancien château seigneurial de la ville, date de cette époque. La ville se développe dès cette époque en cellera, zone sacrée et noyau urbain primitif de trente pas autour de l’église. Aux XIe et XIIe siècles, une première extension est construite au sud, englobant l'actuelle place de la fontaine des neuf jets. Au XIIIe siècle, la zone intramuros est construite.
En 1172, Alphonse II, comte de Barcelone et roi d'Aragon, hérite du Roussillon et ses pagi dont le Vallespir. Jacques Ier d'Aragon partage en 1262 ses possessions entre ses fils. Jacques II de Majorque hérite du royaume de Majorque, du Roussillon et de Céret.
Cette époque, la ville se voit protégée par des remparts et des douves et la construction de l'abbaye bénédictine de Saint-Ferréol.
La rupture politique entre les héritiers de Jacques Ier entraîne la prise de possession du royaume de Majorque par la couronne d'Aragon. Pierre IV d'Aragon envahit et annexe le Roussillon en 1344.
En 1268, Guillaume V, vicomte de Castelnou, obtient Céret en dot lors de son mariage avec Ava. Sa fille en hérite en 1312. L'année suivante, en 1313, la fontaine des neuf jets est construite, sous le règne de Sanç Ier de Majorque.

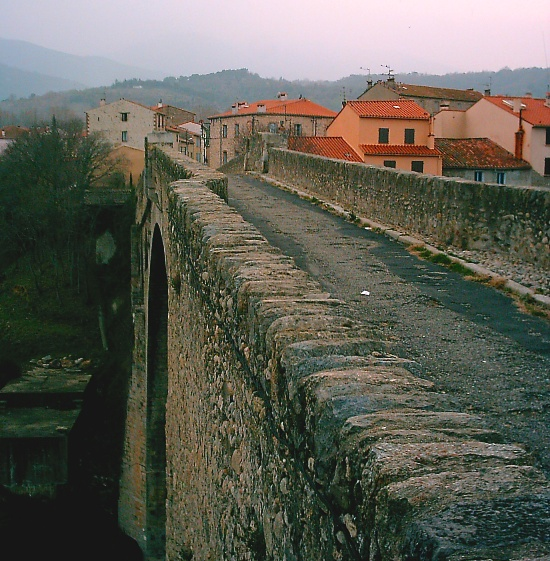
Pont du Diable.

Comme le veulent la mode de l'époque et un certain calcul politique, une forme d'autonomie est offerte par le vicomte dans la gestion de la ville. Quatre consuls sont élus annuellement par la population. À partir de 1321, la ville fait construire le pont du Diable. Les frais sont partagés entre Céret et les villages en amont du Tech qui en tirent parti.
Avant le XIVe siècle, la ville semble avoir été limitée à l'est par un ravin lui donnant une posture défensive naturelle. La zone accueillait « une activité métallurgique ». Ce ravin est comblé vers le début du XIVe siècle, un nouveau quartier est construit ainsi que des remparts, sur l'emplacement contemporain des arcades. Le nouveau quartier possédait un canal de 1,20 m de profondeur, qui servait de drainage et d'égouts.

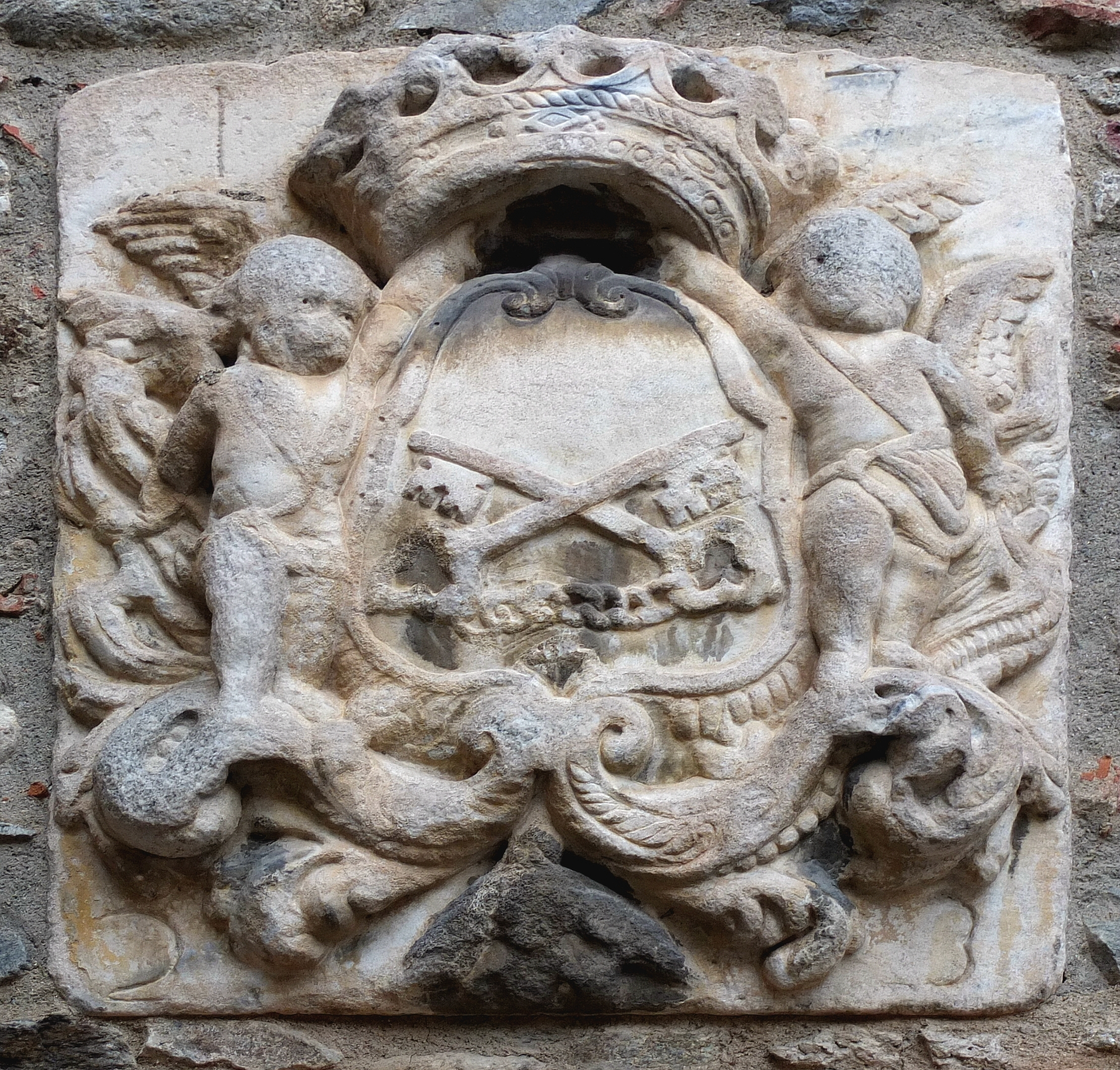
Blason de la ville (1723).

### Période espagnole
À la suite du mariage d'Isabelle de Castille et de Ferdinand d'Aragon et de l'union des deux royaumes qui s'ensuivit, Céret dépend du royaume d'Espagne. À cette occasion, la fontaine des neuf Jets fut alors surmontée d'un lion, emblème de l'Espagne.
Le couvent des Capucins fut construit en 1581. Un couvent des Carmes fut construit en 1648 sur le site occupé aujourd'hui par le musée, la mairie et l'office du tourisme. La rivalité entre les Capucins et les Carmélites virera en un conflit, dont l'issue sera la destruction des deux édifices pendant la Révolution française.
En 1640, les représentants de la Généralité de Catalogne signèrent dans la commune un pacte avec le représentant de Louis XIII, le cardinal de Richelieu.
Une épidémie de peste toucha la ville de 1651 à 1655 et fera une centaine de victimes.
En 1641, en pleine guerre franco-espagnole, la cité privilégiée reçut des droits spéciaux, à l'égal de Ille. Un second privilège lui fut accordé lors de la conférence de Céret lorsque les représentants des royaumes de France et d'Espagne négocièrent en 1660 la nouvelle frontière entre les deux pays, point laissé ouvert par le traité des Pyrénées (signé en 1659).

### Période française

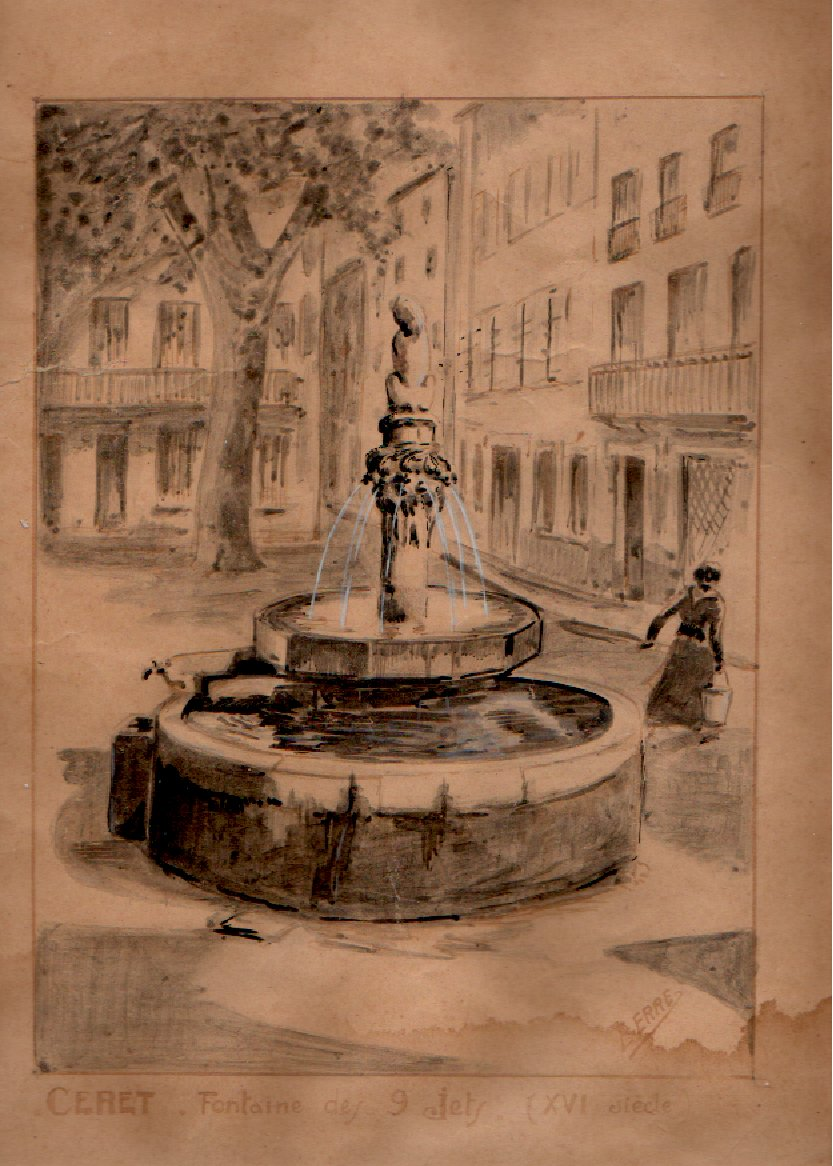
Fontaine des neuf jets, vers 1935. E. Erre

L'annexion du Roussillon à la France met fin aux droits spéciaux accordés à la ville. À cette occasion, la tête du lion surmontant la fontaine des neuf jets, initialement tournée vers l'Espagne, est tournée vers la France, et la phrase suivante est gravée : «Venite Ceretens, leo factus est gallus» (« Venez Cérétans, le lion s'est fait coq »)
Céret devient commune en 1790. L'abolition des privilèges proclamée par la Révolution française s'accompagne d'un partage des bois et prés communaux, qui se fait dans une certaine anarchie. De nombreux riverains et propriétaires vont alors se servir anarchiquement dans ce qui reste des anciennes forêts. Certains massifs sont ainsi dévastés en quelques années, parfois brûlés pour en revendre la cendre comme engrais, quand on n’y prend pas également l’humus pour le mettre sur les champs, rapporte Antoine Becquerel. La jeune préfecture des Pyrénées-Orientales, dans une proclamation imprimée et affichée, tente de raisonner la population : « Les cailloux des monts, entraînés par les eaux, encombrent les lits des rivières et les font déborder.  Nos superbes forêts de Céret et de Prades sont détruites. Il n'y aura bientôt plus de bois de chauffage ; les bois taillis ne peuvent suffire aux forges, et la rigueur des saisons a fait périr une quantité d'oliviers ».
Durant la guerre du Roussillon, la ville est le siège d'une bataille le 20 avril 1793, victoire facile de l'armée espagnole contre l'armée française, peu expérimentée. Dès lors occupée par les Espagnols, elle n'est reprise que le 4 mai 1794 par les Français. Les remparts fraîchement reconstruits au sortir de cette guerre sont démolis par Napoléon Ier [précision nécessaire]auquel les Cérétans ferment les portes. Devant l'inutilité de ce type d'ouvrage face aux canons, les remparts sont transformés en arcades.[réf. nécessaire]
Céret absorbe la commune de Palol, située au sud-est parmi sa partie la plus montagneuse, le 3 juillet 1823.
Une épidémie de choléra touche la ville du 15 septembre 1854 au 18 octobre de la même année. 64 personnes meurent en 2 jours entre le 8 et 9 octobre.
Le Second Empire donne lieu à la construction du canal d'arrosage.
Pendant la Première Guerre mondiale, 2 hôpitaux bénévoles ont été organisés. L'un, rue de la Fusterie dans la Maison Bonnet, financé par l'Anglaise Dorothy Allhusen. Le deuxième, à l'école communale des garçons (ancienne école Sainte-Marie ou école des Frères de la Sainte Famille), financé par Mme Justin Bardou-Job,.
L'installation au début du XXe siècle de nombreux peintres cubistes (Juan Gris, Pablo Picasso...) vaut au village le surnom de Mecque du cubisme, même si ce n'est pas la seule école représentée à Céret (Chaïm Soutine, Pinchus Krémègne, Marc Chagall…). Cette richesse permet à Pierre Brune et Franck Haviland, la construction d'un Musée d'Art moderne en 1950.

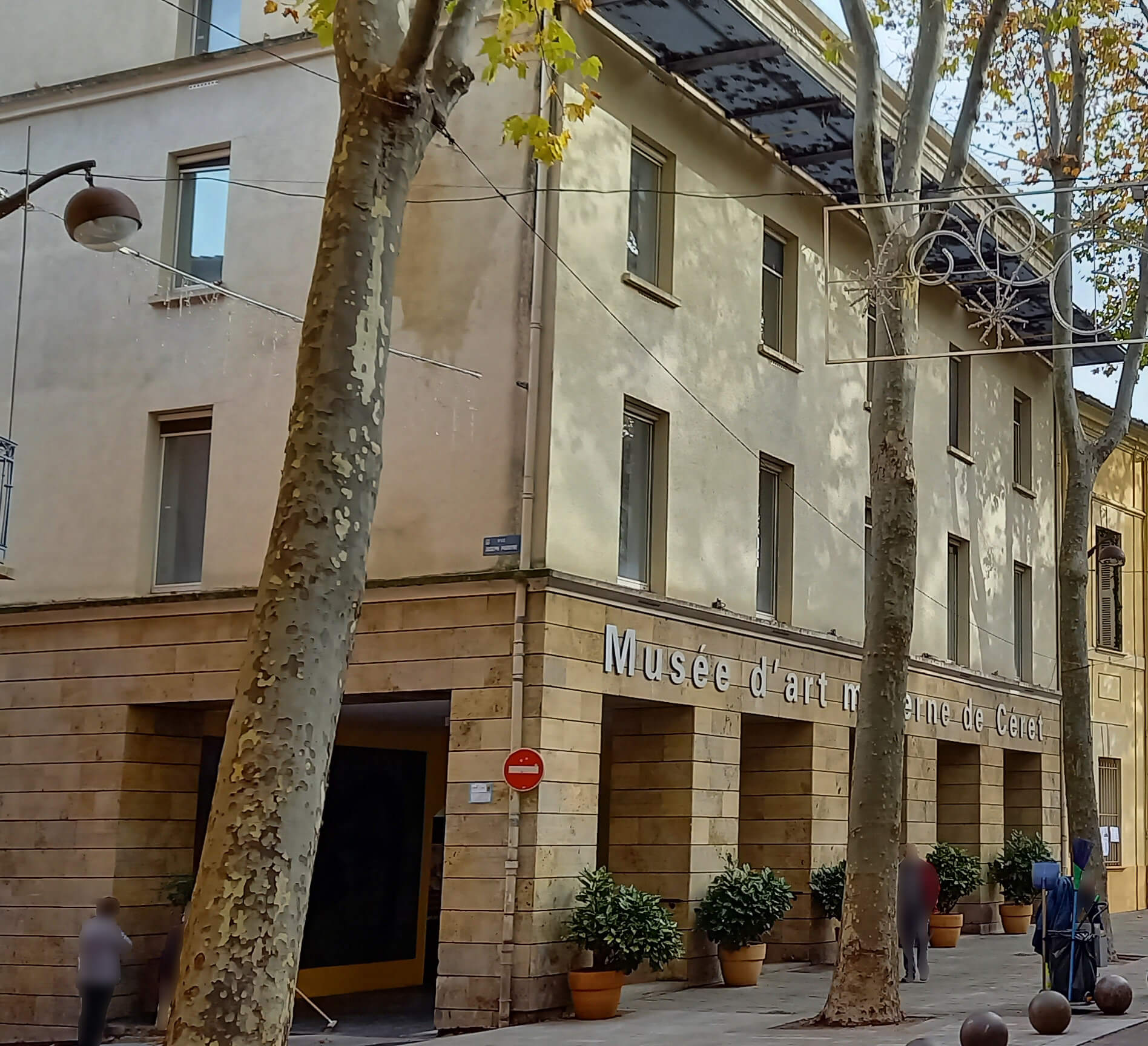
Musée Art Moderne
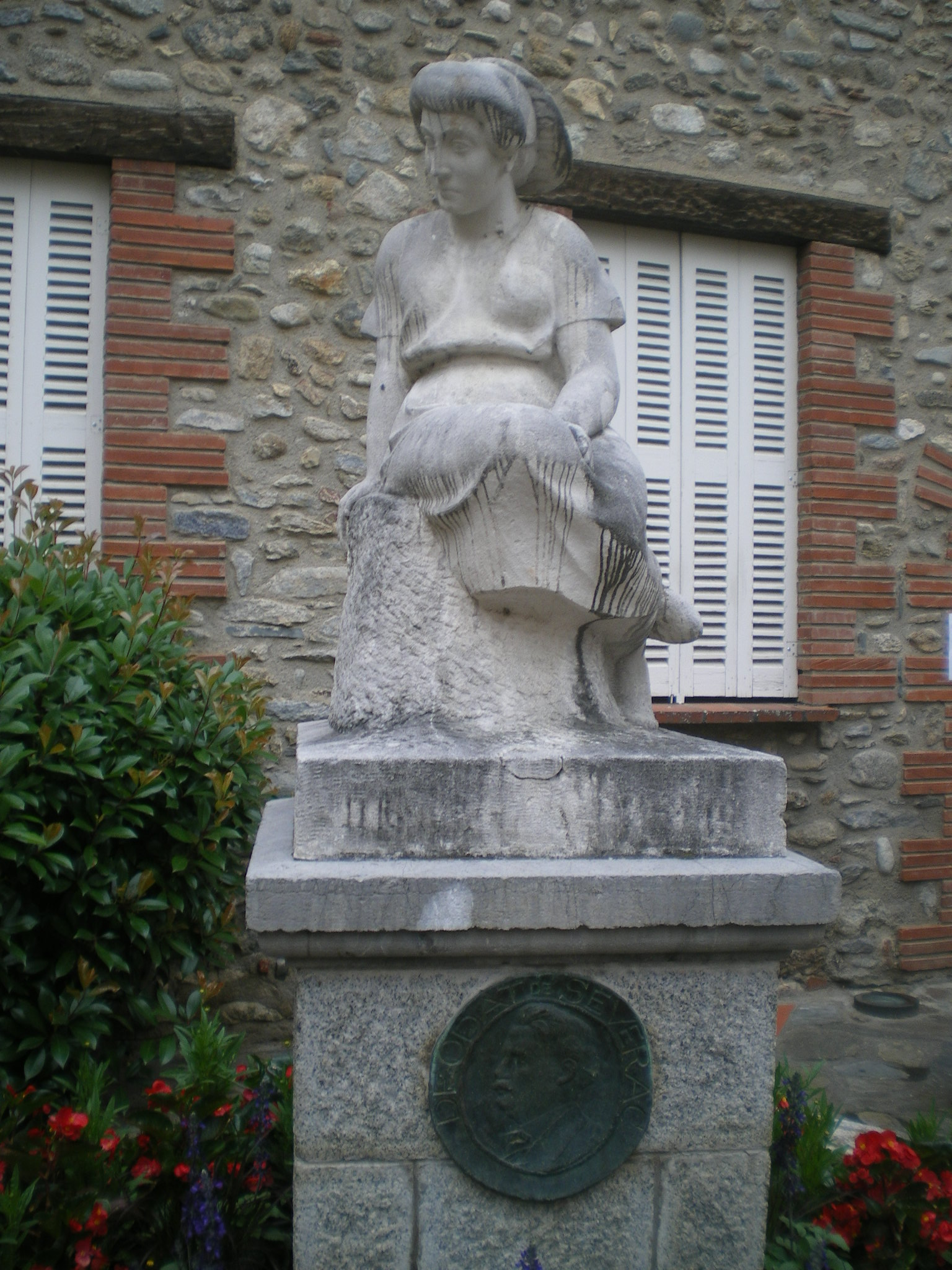
Magali de Séverac, par Manolo Hugué.
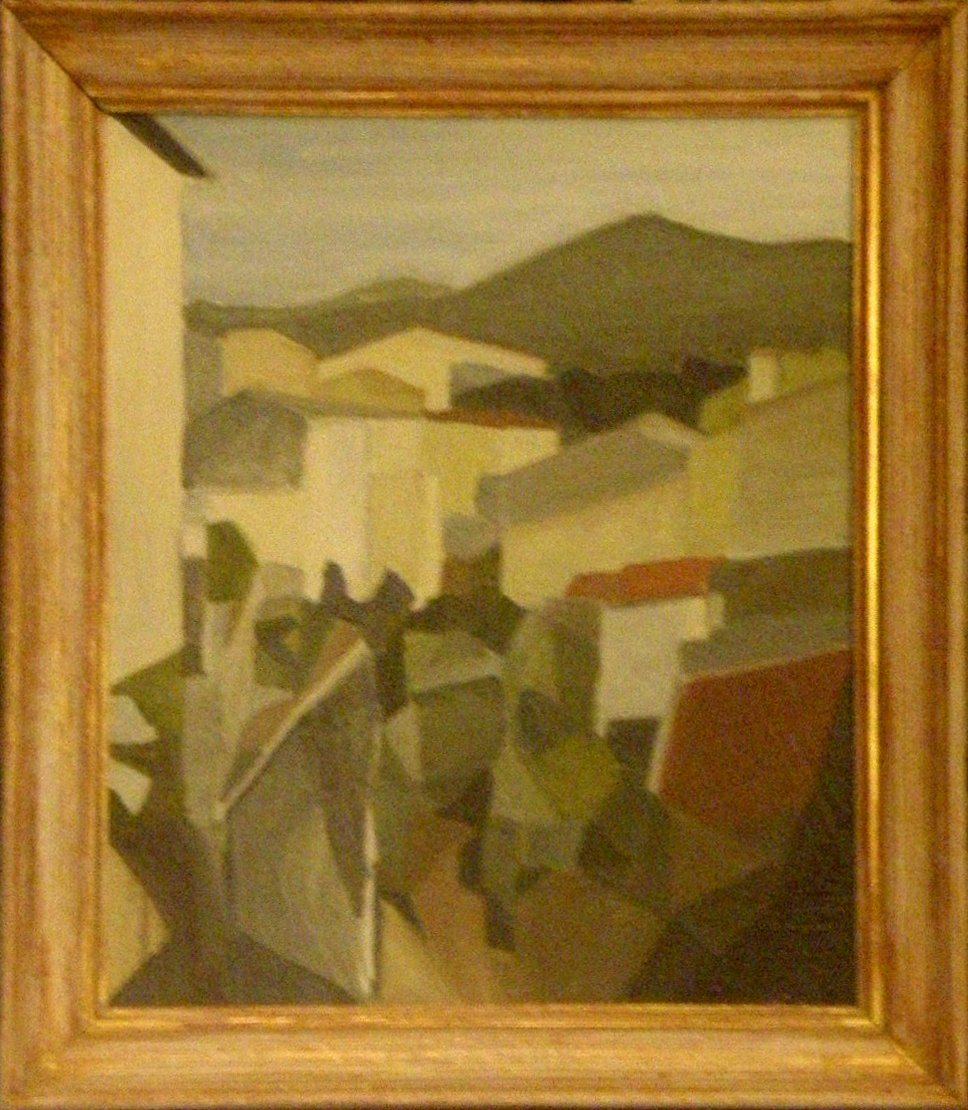
Le pic de Garces depuis le pont Jean Serris.
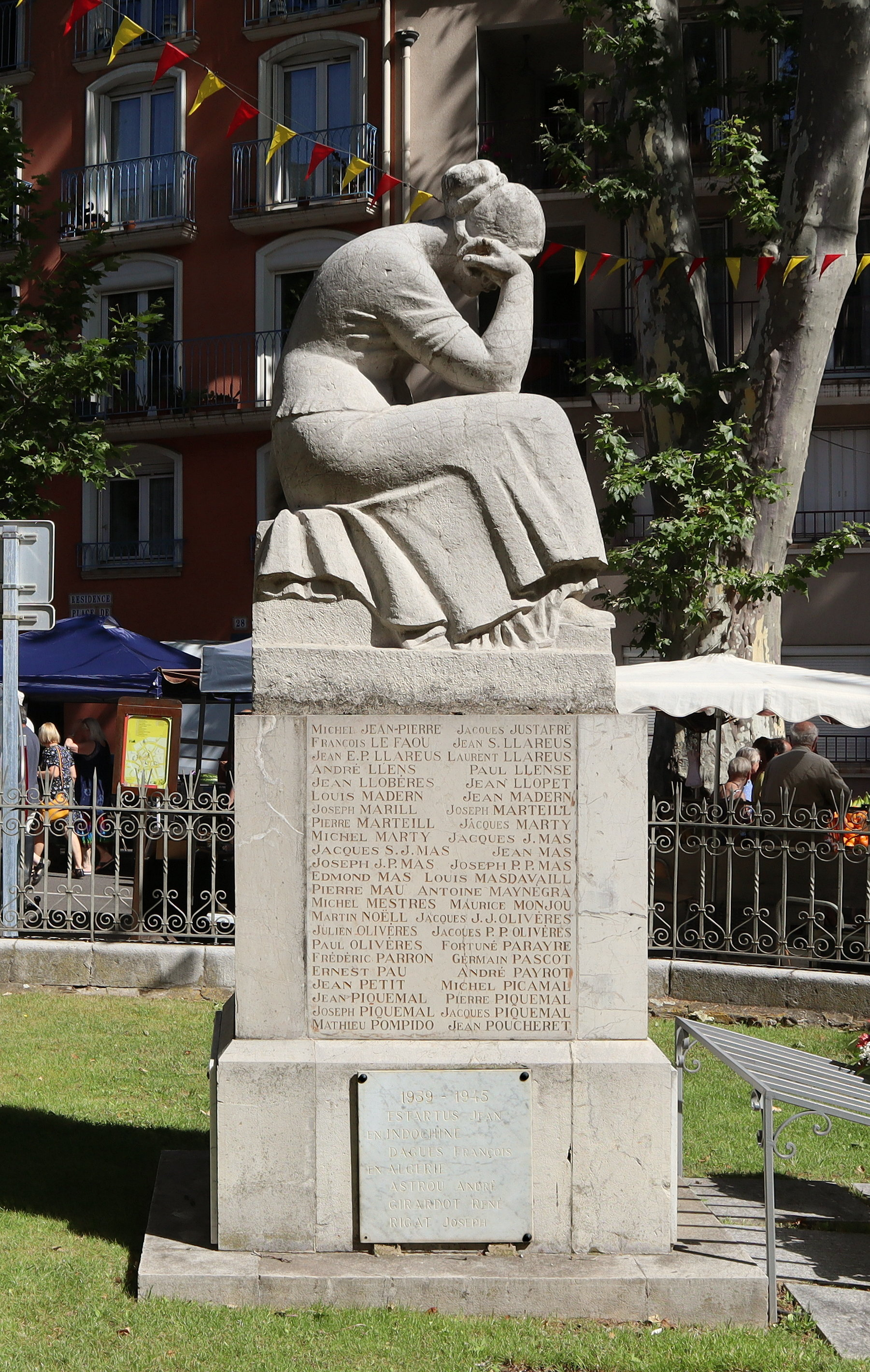
Le monument aux morts par Aristide Maillol

En 1922, l'œuvre commandée en 1919 à Aristide Maillol pour le monument aux morts est installée.
La même année, des familles cérétanes réunies en société font construire des arènes. Une statue Torero du Monde est érigée près des arènes. Cette œuvre est la copie d'une statue de Manolo Hugué, sculptée alors qu'il est installé dans le village, et exposée au musée. Pablo Picasso fait à son tour don en 1953 de 35 coupelles sur le thème de la tauromachie au musée d'art moderne, créant une relation entre la vie artistique cérétane et le monde tauromachique.
Lors de la guerre d'Espagne et de la retirada, le village accueille un grand nombre de réfugiés. Durant la Seconde Guerre mondiale, Céret est un point de passage de la résistance de la France vers l'Espagne. En 1946, une stèle des évadés est érigée près du pic de Fontfrède qui domine le village, lequel recevra la croix de guerre. La ville de Céret, tout comme quatre autres communes, est également décorée de la médaille de la reconnaissance française pour son rôle lors de la Seconde Guerre mondiale. D'après le décret d'Édouard Depreux qui attribue cette médaille à cinq communes dont Céret, « La ville [...] a été à l'avant-garde de la résistance à l'ennemi dans le Roussillon. Trois-cent-quarante de ses fils ont préféré s'expatrier plutôt que de subir l'oppression de l'ennemi et du gouvernement de Vichy et sont allés servir dans les rangs des Forces françaises combattantes jusqu'à l'Armistice du 8 mai 1945. Les organisations de résistance de cette commune ont eu, indépendamment de leurs services de renseignement et de leurs troupes armées, une action particulièrement efficace dans l'aide aux personnalités politiques et militaires désirant quitter la France pour se soustraire à l'ennemi. Trois mille cinq cents personnes ont ainsi été acheminées au-delà de la frontière, 340 de ses habitants ayant rejoint les rangs des Forces françaises combattantes. »

## Politique et administration

### Canton
La commune de Céret est le chef-lieu du canton de Céret depuis sa création en 1790. À compter des élections départementales de 2015, la commune est incluse dans le nouveau canton de Vallespir-Albères, dont elle est le bureau centralisateur.

### Administration municipale
En plus du maire, le conseil municipal comprend sept adjoints et vingt-et-un conseillers municipaux.

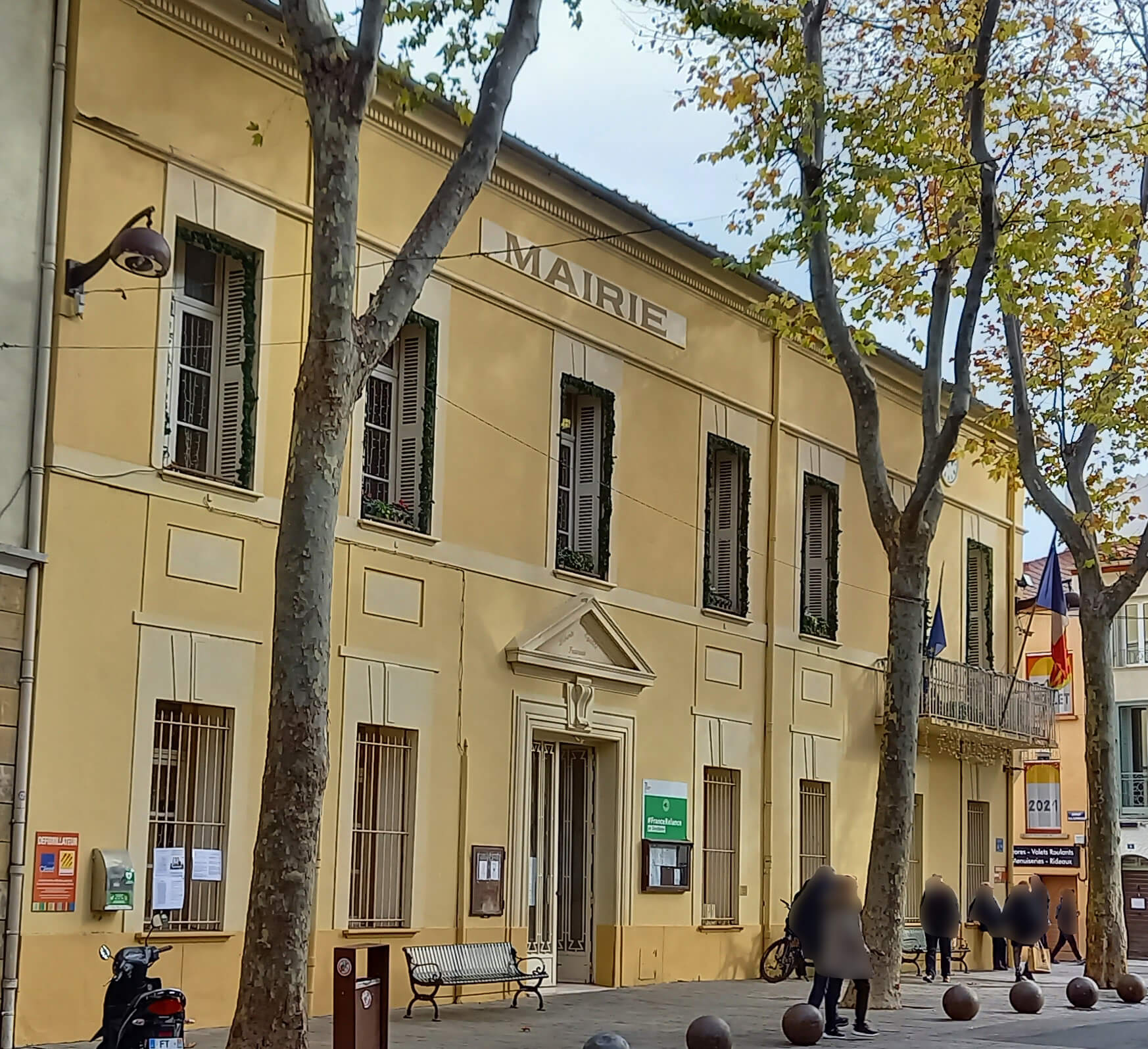
La mairie.

### Liste des maires

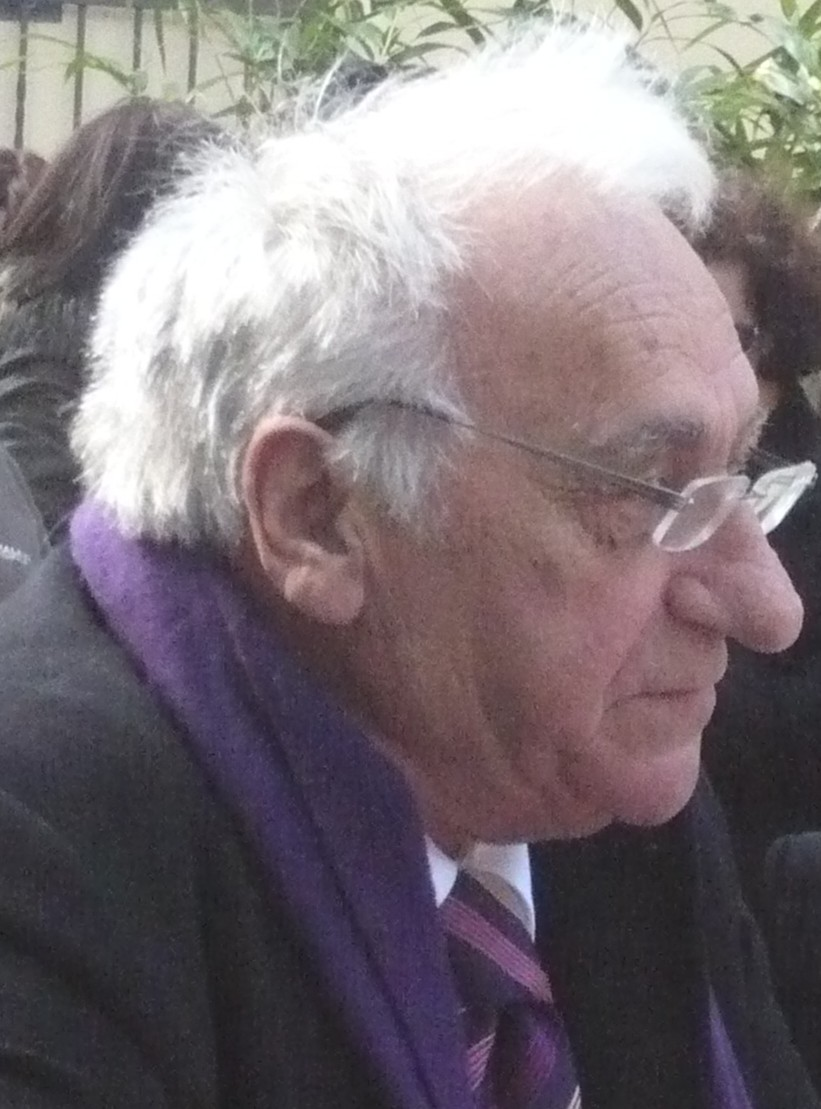
Alain Torrent, maire de Céret de 2001 à 2020.

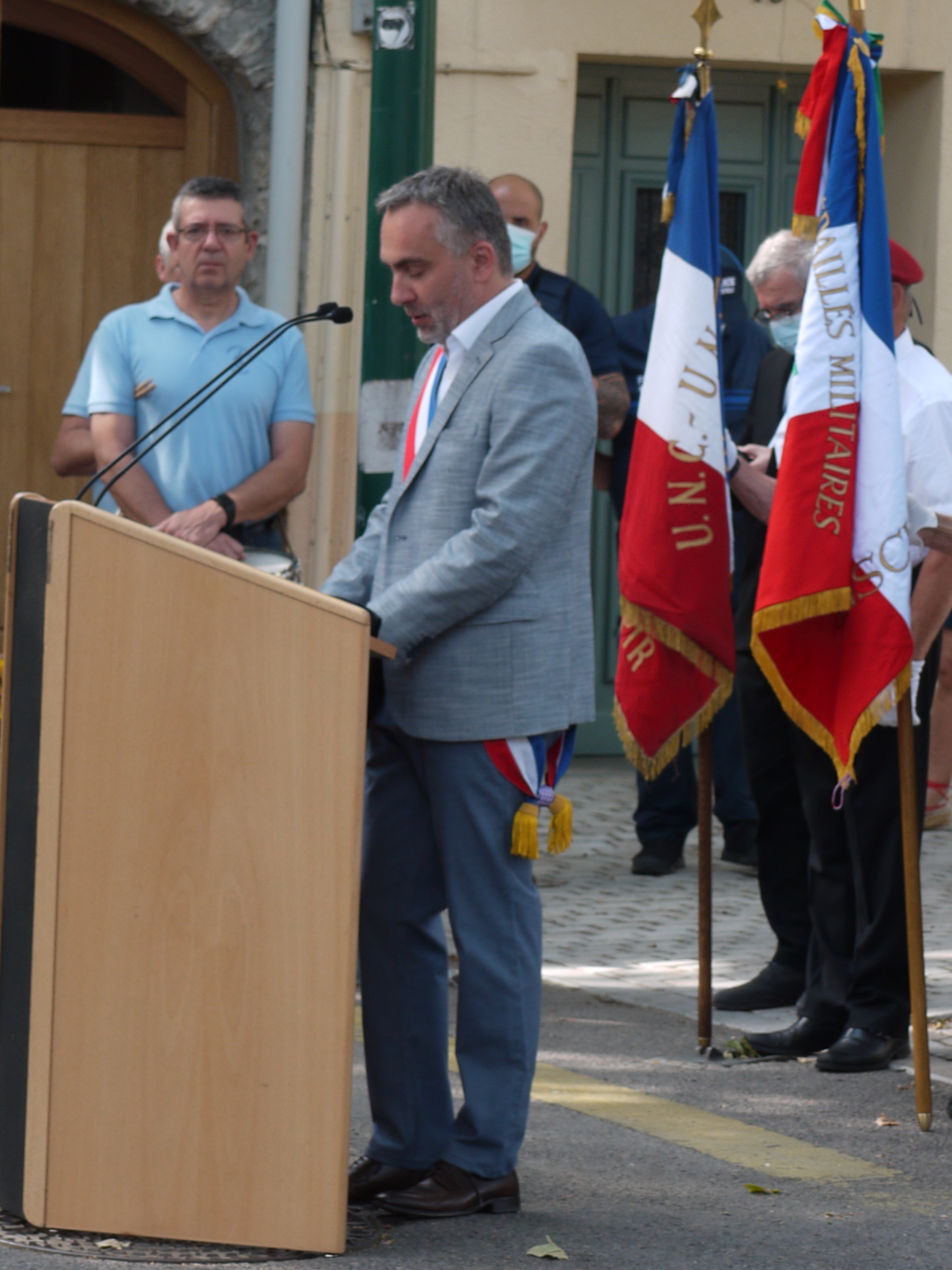
Michel Coste, maire depuis 2020.

| Période          | Période                  | Identité               | Étiquette    | Qualité |
| ---------------- | ------------------------ | ---------------------- | ------------ | --- |
| 27 octobre 1944  | mai 1945                 | Jacques Souquet        |              | |
| mai 1945         | octobre 1947             | Gaston Cardonne        | PCF          | Employé des contributions indirectes Sénateur des Pyrénées-Orientales (1946 → 1948) Conseiller général du canton de Céret (1945 → 1951)                                                                |
| 26 octobre 1947  | 12 novembre 1963 (décès) | Henri Guitard          | SFIO         | Avoué Conseiller général du canton de Céret (1951 → 1963) |
| 13 décembre 1963 | 1964                     | Marcel Parayre         |              | |
| 20 avril 1964    | 1983                     | Michel Sageloly        | SFIO puis PS | Préparateur en pharmacie puis droguiste détaillant Conseiller régional de Languedoc-Roussillon Conseiller général du canton de Céret (1964 → 1982)                                                     |
| 7 mars 1983      | 18 juin 1995             | Henri Sicre            | PS           | Inspecteur des impôts Député de 4e circonscription des Pyrénées-Orientales (1988 → 2007) Conseiller régional de Languedoc-Roussillon (1986 → 1988) Conseiller général du canton de Céret (1982 → 2001) |
| 25 juin 1995     | 1996                     | Michel Sageloly (fils) | DVD          | |
| 28 juillet 1996  | 18 mars 2001             | Henri Sicre            | PS           | Inspecteur des impôts Député de 4e circonscription des Pyrénées-Orientales (1988 → 2007) Conseiller général du canton de Céret (1982 → 2001)                                                           |
| 19 mars 2001     | 5 juin 2015              | Alain Torrent          | DVG          | Professeur agrégé de mathématiques |
| 24 juillet 2015, | 3 juillet 2020           | Alain Torrent          | DVG          | Professeur agrégé de mathématiques Président de la CC du Vallespir |
| 3 juillet 2020   | En cours                 | Michel Coste           | DVG          | Ingénieur, Président de la Communauté de communes |

### Jumelages
- Almonte, Andalousie,  Espagne ;
- Banyoles, Catalogne,  Espagne, depuis le 27 octobre 2004 ;
- Lüchow (Wendland),  Allemagne, depuis 1983[76].
- Vienna (Virginie),  États-Unis, en 1974[77],[78].

## Population et société

### Démographie ancienne
La population est exprimée en nombre de feux (f) ou d'habitants (H).
| 1365  | 1378  | 1470  | 1515  | 1553  | 1643  | 1709  | 1720  | 1730  |
| ----- | ----- | ----- | ----- | ----- | ----- | ----- | ----- | ----- |
| 227 f | 242 f | 194 f | 163 f | 142 f | 340 f | 498 f | 416 f | 498 f |

| 1755  | 1765    | 1767    | 1774  | 1789  | - | - | - | - |
| ----- | ------- | ------- | ----- | ----- | - | - | - | - |
| 587 f | 1 350 H | 2 215 H | 498 f | 440 f | - | - | - | - |

### Démographie contemporaine
L'évolution du nombre d'habitants est connue à travers les recensements de la population effectués dans la commune depuis 1793. Pour les communes de moins de 10 000 habitants, une enquête de recensement portant sur toute la population est réalisée tous les cinq ans, les populations de référence des années intermédiaires étant quant à elles estimées par interpolation ou extrapolation. Pour la commune, le premier recensement exhaustif entrant dans le cadre du nouveau dispositif a été réalisé en 2006.

En 2022, la commune comptait 7 544 habitants, en évolution de −2,62 % par rapport à 2016 (Pyrénées-Orientales : +3,92 %, France hors Mayotte : +2,11 %).
| 1793  | 1800  | 1806  | 1821  | 1831  | 1836  | 1841  | 1846  | 1851  |
| ----- | ----- | ----- | ----- | ----- | ----- | ----- | ----- | ----- |
| 1 754 | 2 181 | 2 517 | 2 692 | 3 251 | 3 302 | 3 313 | 3 519 | 3 586 |

| 1856  | 1861  | 1866  | 1872  | 1876  | 1881  | 1886  | 1891  | 1896  |
| ----- | ----- | ----- | ----- | ----- | ----- | ----- | ----- | ----- |
| 3 488 | 3 585 | 3 737 | 3 708 | 3 629 | 3 777 | 3 818 | 3 828 | 3 766 |

| 1901  | 1906  | 1911  | 1921  | 1926  | 1931  | 1936  | 1946  | 1954  |
| ----- | ----- | ----- | ----- | ----- | ----- | ----- | ----- | ----- |
| 3 840 | 3 841 | 3 921 | 4 472 | 4 918 | 5 052 | 5 118 | 5 148 | 5 091 |

| 1962  | 1968  | 1975  | 1982  | 1990  | 1999  | 2006  | 2011  | 2016  |
| ----- | ----- | ----- | ----- | ----- | ----- | ----- | ----- | ----- |
| 5 421 | 5 438 | 5 987 | 6 798 | 7 285 | 7 291 | 7 568 | 7 583 | 7 747 |

| 2021  | 2022  | - | - | - | - | - | - | - |
| ----- | ----- | - | - | - | - | - | - | - |
| 7 648 | 7 544 | - | - | - | - | - | - | - |

| selon la population municipale des années : | 1968 | 1975 | 1982 | 1990 | 1999 | 2006 | 2009 | 2013 |
| Rang de la commune dans le département      | 6    | 5    | 4    | 5    | 10   | 9    | 9    | 11   |
| Nombre de communes du département           | 232  | 217  | 220  | 225  | 226  | 226  | 226  | 226  |

### Enseignement

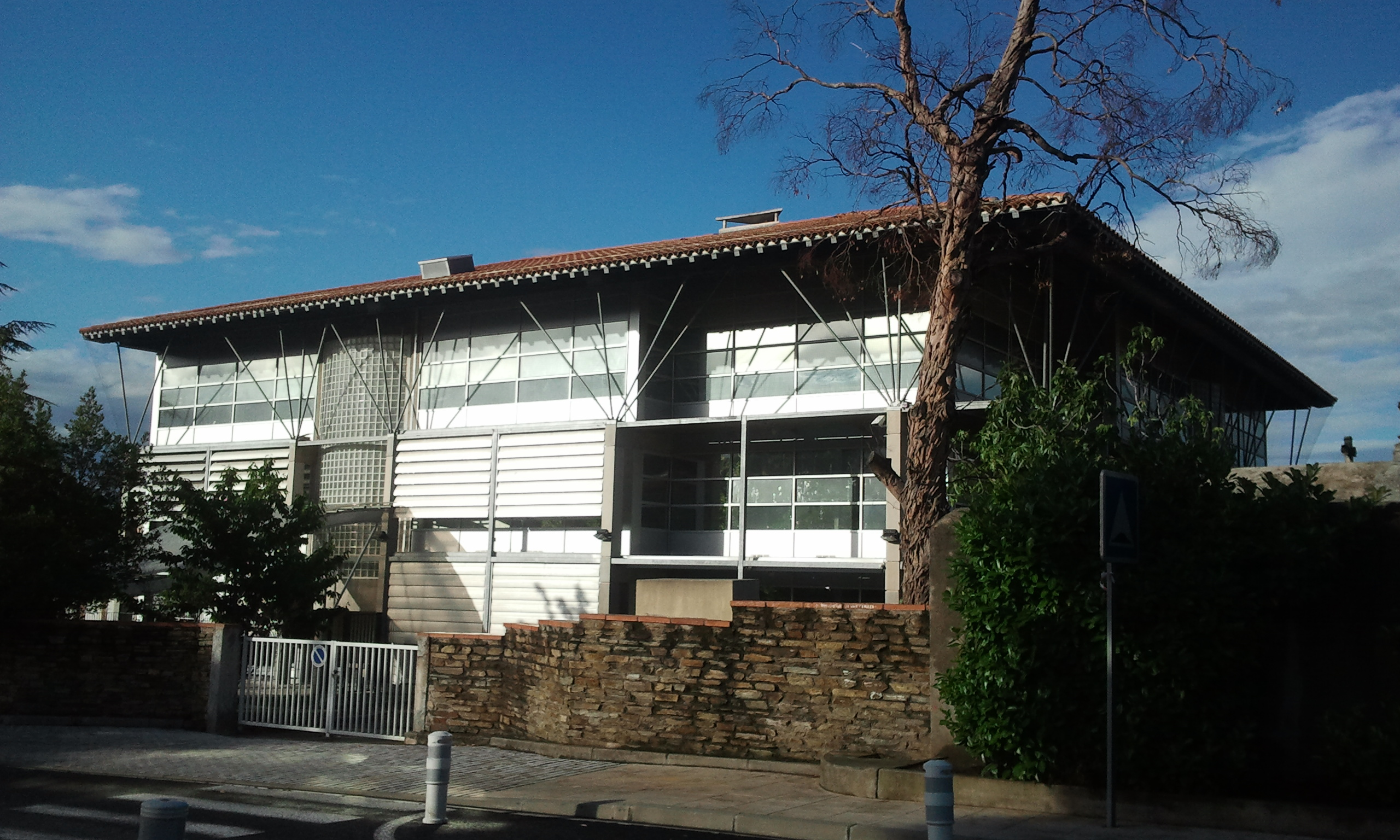
Le collège Jean-Amade.

La commune compte deux écoles maternelles (Joan-Miró et du Pont-de-Céret) et deux écoles élémentaires (Pablo-Picasso et Marc-Chagall).
Céret compte aussi un collège (Jean-Amade), un lycée public (Déodat-de-Séverac) et un lycée d'enseignement agricole privé (LEAP) (BeauSoleil). Le lycée public propose l'accès aux baccalauréats généraux, à plusieurs baccalauréats professionnels ainsi qu'au baccalauréat technologique STMG (Sciences et Technologie du Management et de la Gestion). Le LEAP accueille 160 élèves et propose des classes de 4e et 3e agricoles, ainsi que la préparation au baccalauréat professionnel SAPAT (Services aux personnes et aux territoires) en trois ans.
Ces établissements portent des noms d'artistes (peintre, écrivains ou musiciens) ayant vécu à Céret, à l'exception de Joan Miró qui demanda à réaliser une exposition au musée de Céret en 1977, sans toutefois y résider.

### Manifestations culturelles et festivités
Fêtes et marchés
- Marché : samedis ;

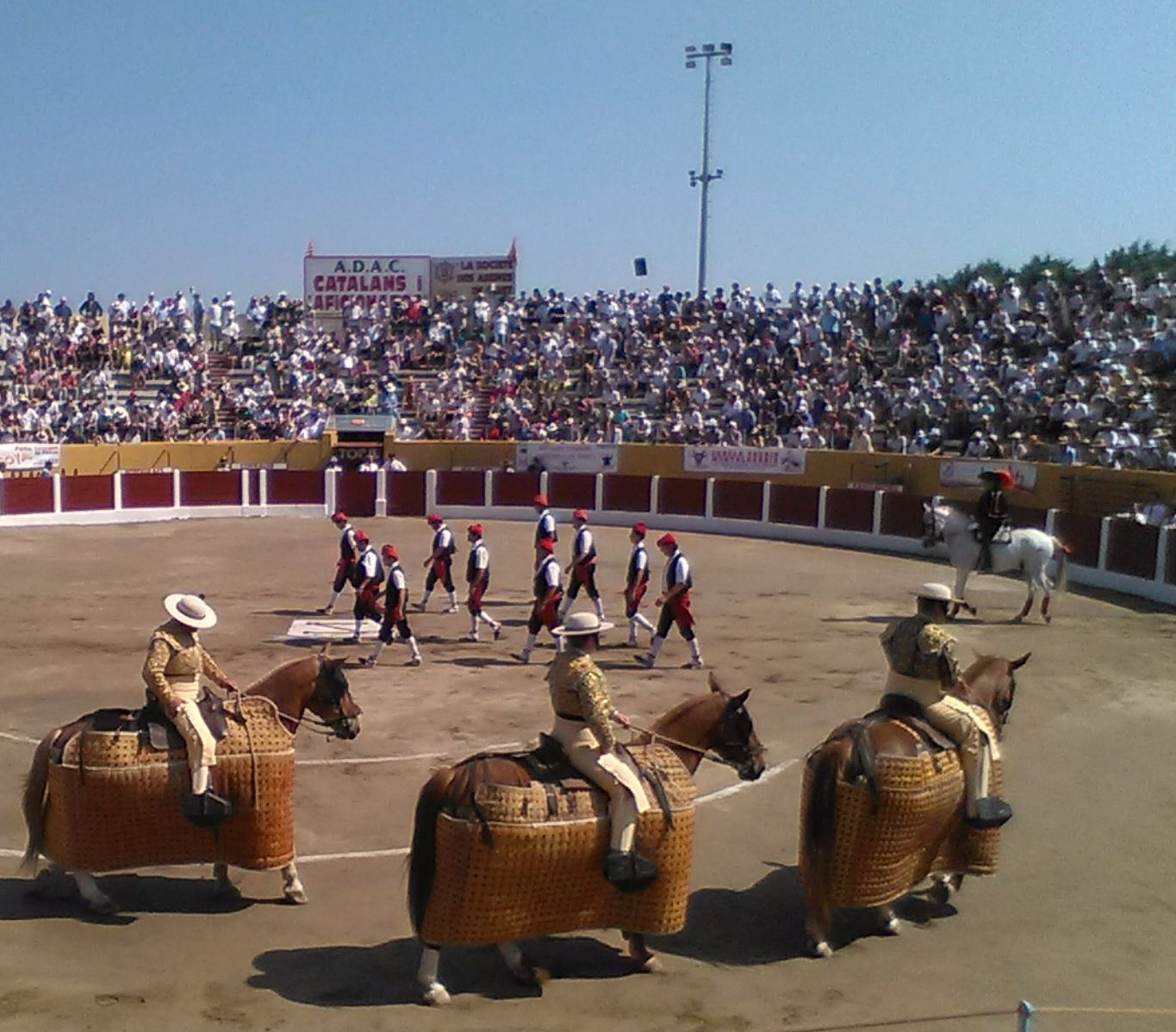
Paseo lors de la Féria de Céret Céret de toros.

- Fête patronale : 18 septembre pour la Saint-Ferréol, ou dimanche suivant[6] ;
- Fête communale : Pentecôte et 18 août[6] ;
- Mi-mars : Carnaval ;
- Un dimanche d'avril : La Cavallade, cavalcade de chevaux sur les boulevards, danses et musique Country ;
- Pâques : procession du Ressuscité[6] ;
- Suivant Pâques : Les Pasquettes, concerts de musique sacrée en l'église Saint-Pierre ;
- Fin mai : Fête de la cerise (21e édition en 2014[90]) ;
- Fin juin : festival Las Quérencias, concerts de guitares et flamenco ;
- Mi-juillet : féria ;
- Foire : dernier samedi et dimanche d'octobre[6].

Événements
- Mi-août : festival de flamenco[91] ;
- Mi-août : festival de musique en Catalogne[92] ;
- Début septembre : salon du livre, depuis 2008[93] ;
- Mi-septembre : course de la Ronde Cérétane, depuis 1984.

Corrida
Les arènes actuelles sont inaugurées en 1922 mais la tradition taurine est présente dans le village depuis au moins 1577 sous la forme de courses de taureaux. La première corrida avec mise à mort à Céret a lieu en 1894. Les arènes sont rachetées par la ville le 28 juin 2024.
Chaque année, depuis 1988, l'ADAC, Association des aficionados cérétans, organise dans les arènes des corridas pendant la feria. Cette association est connue dans le monde taurin pour être torista, c'est-à-dire qui fait du taureau l'élément central de la corrida. La ville est membre du l'Union des villes taurines françaises. La feria a lieu le week-end le plus proche du 14 juillet.
Sardanes

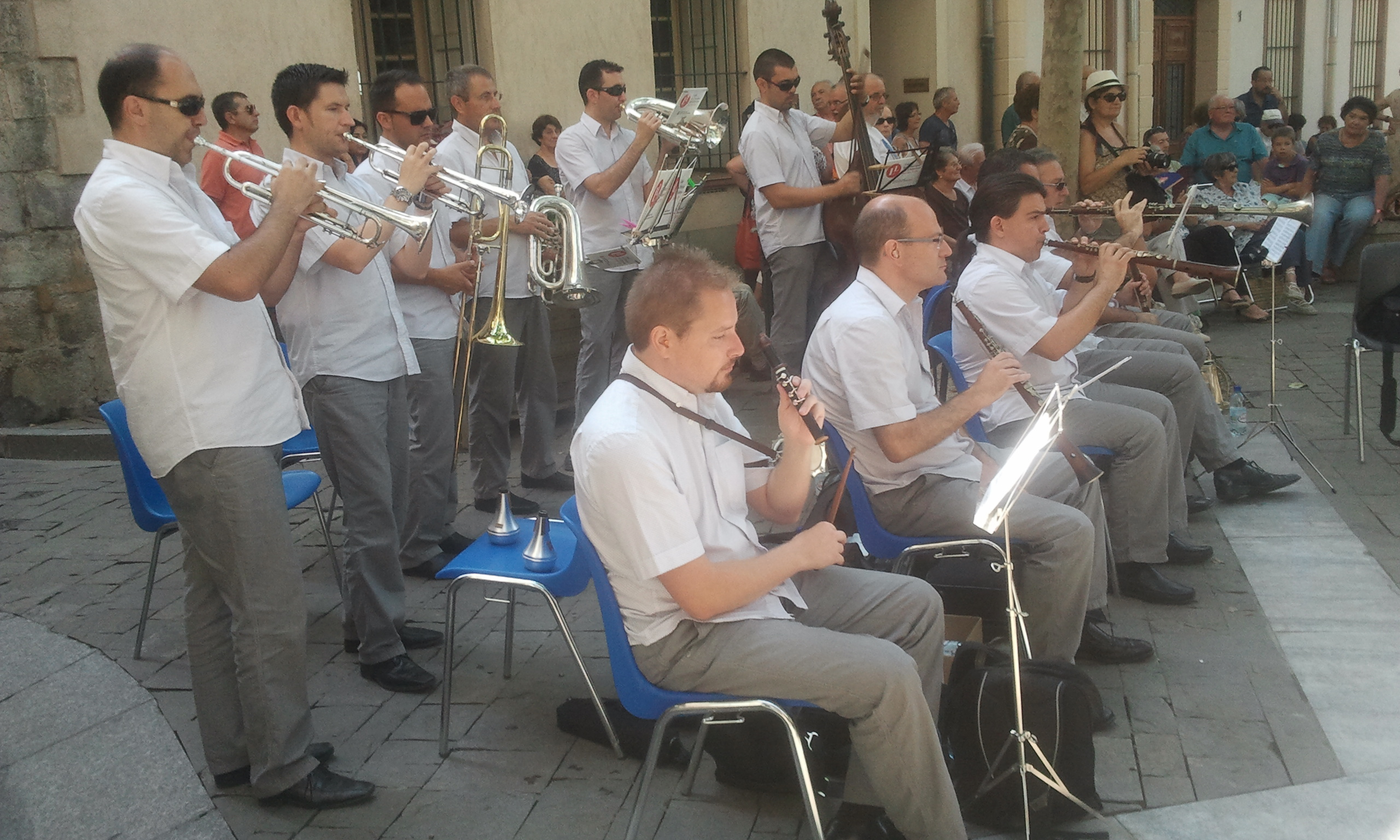
La Cobla Principal de Llobregat lors de la Fête de la sardane 2013.

Le festival international de sardane a lieu chaque année depuis 1958, le week-end suivant celui de la feria.
Céret comme la ville de Banyoles en Catalogne sud sont considérées comme de hauts-lieux « sardanistes ». Les deux villes coopèrent autour du concours de composition pour cobla « Ceret-Banyoles ».

### Santé
La commune possède une clinique privée (clinique du Vallespir) ouverte en 1971 et faisant partie d'un groupement de 11 cliniques du Languedoc-Roussillon.
Le nombre des médecins généralistes, non remplacés à la suite des départs à la retraite, a tendance à diminuer.
On compte aussi deux vétérinaires, trois officines de pharmacie, trois opticiens, trois audio-prothésistes, de nombreux masseurs-kinésithérapeutes et infirmières libérales.

### Social

#### Association caritative

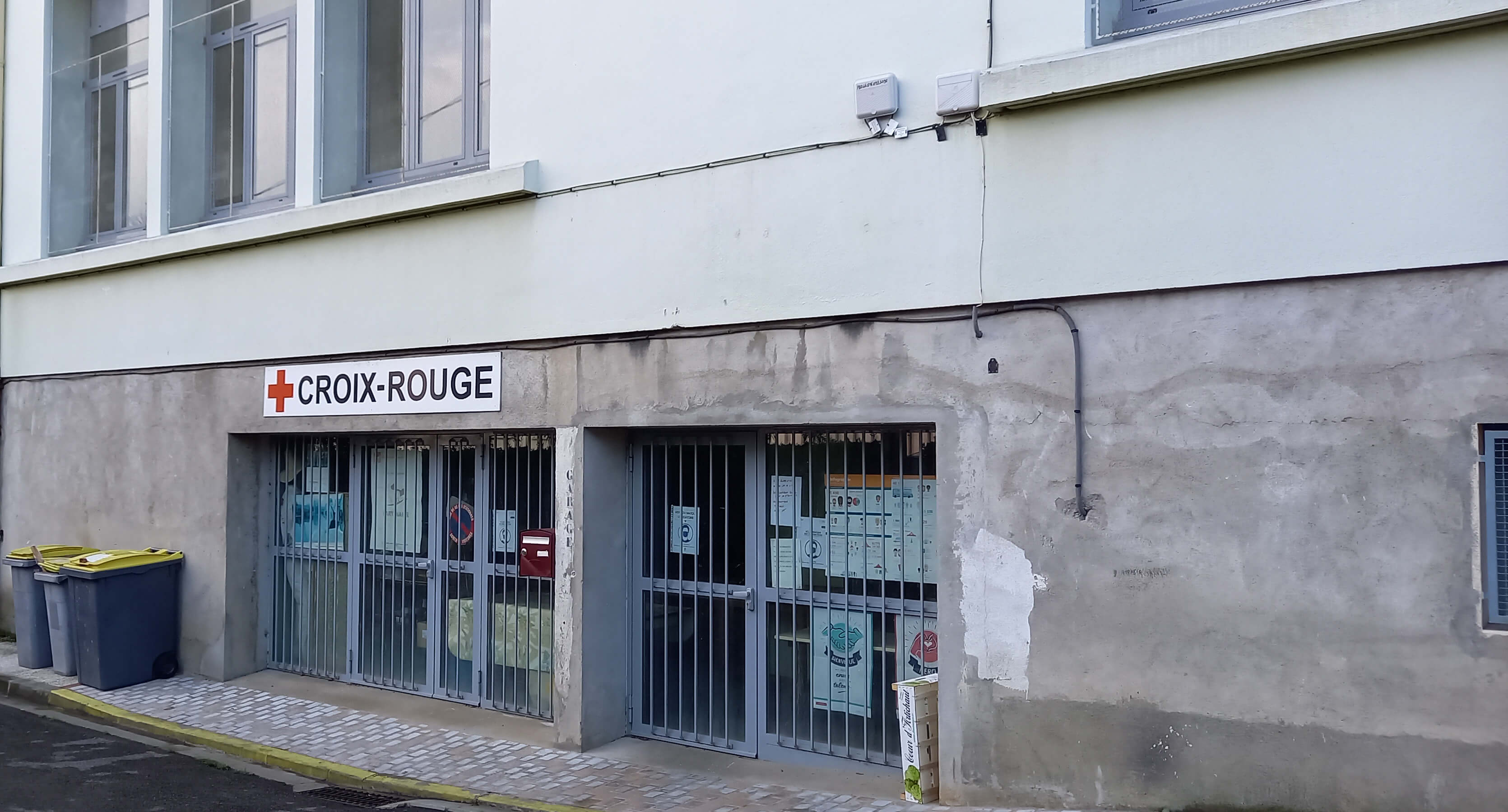
Le local de la Croix-Rouge à Céret.

- La Croix-Rouge a été présente dès 1888 avec la Société de Secours aux Blessés militaires.[réf. nécessaire] En 2021, elle a un local au 1 avenue Jules Ferry. Elle fait notamment de la distribution alimentaire et de l'accompagnement social.

### Sports
Équipements
- Stade de rugby Louis Fondecave, situé avenue d'Espagne, en face du lycée Déodat de Séverac. Il est fermé en 2021 pour travaux de remise en conformité des tribunes[97].
- Stade de football Font Calda
- Gymnase Font Calda
- Gymnase des Tilleuls
- Salle de danse
- Salle de gymnastique et de boxe
- Stade synthétique
- Courts de tennis

Clubs
- Céret Football Club : club créé en 1963, regroupant actuellement 240 licenciés répartis dans 14 équipes[98].
- Céret sportif : club de rugby créé en 1915.
- Club des Nageurs Cérétans (CNC) : club de natation créé en 1973[99].
- Le Vallespir Volley : club et école de formation à la pratique du volley-Ball créé en 1986 sous le nom Volley-Ball Amélien et devenu Vallespir Volley en 2005. L'école est créée en 2008[100].

Événements
- Ronde cérétane : course à pied, à deux parcours (6 km et 20 km), ayant lieu depuis 1984.
- Rond'color, course à pied de 5 km ayant lieu depuis 2016, la veille de la Ronde cérétane, et durant laquelle des pigments de couleurs sont jetés sur les participants[101].

Le dimanche 11 juillet 2021, la ville accueille le départ de la 15e étape du Tour de France 2021 entre Céret et Andorre-la-Vieille (AND).

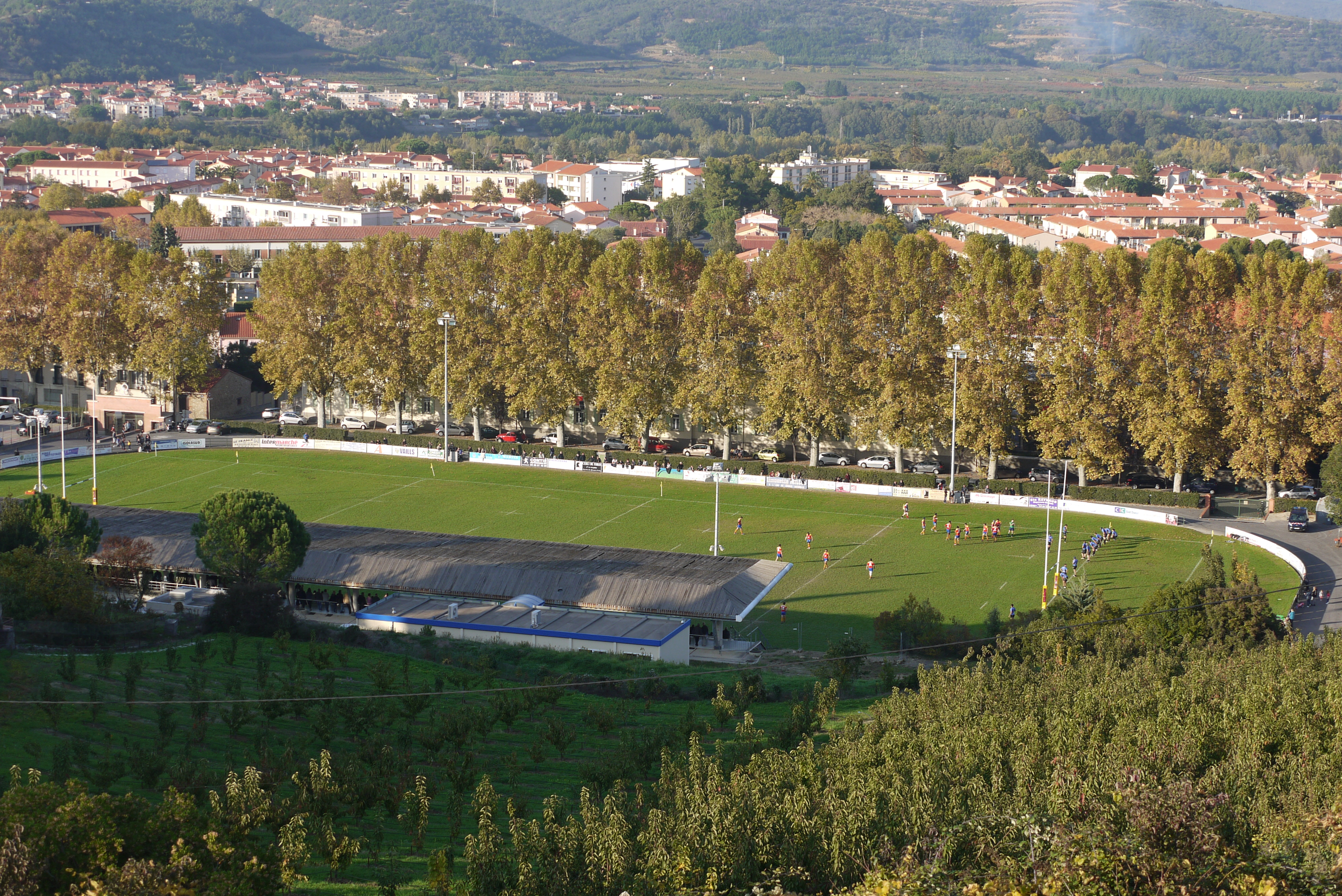
Le stade Louis Fondecave.
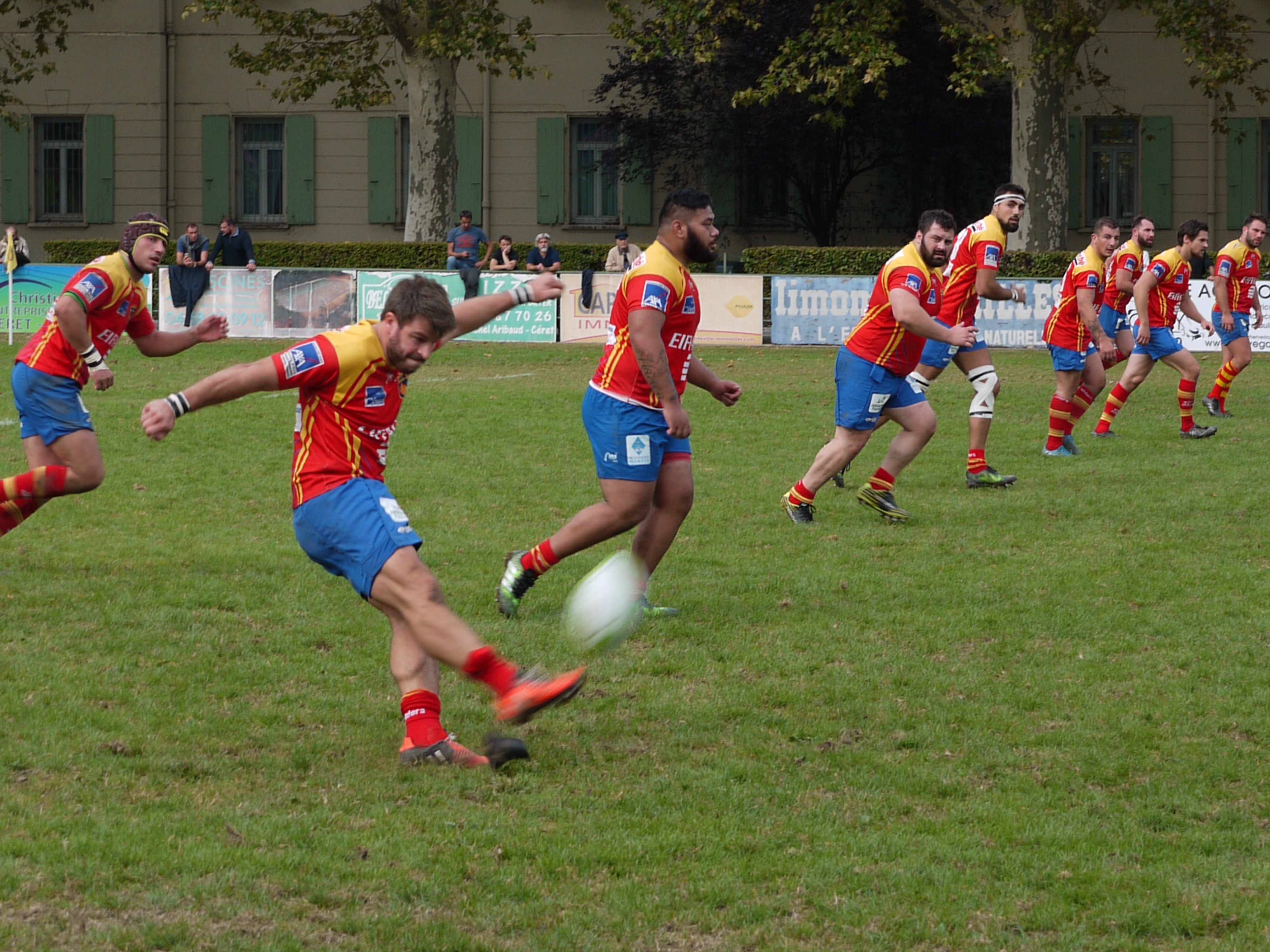
Le Céret sportif.
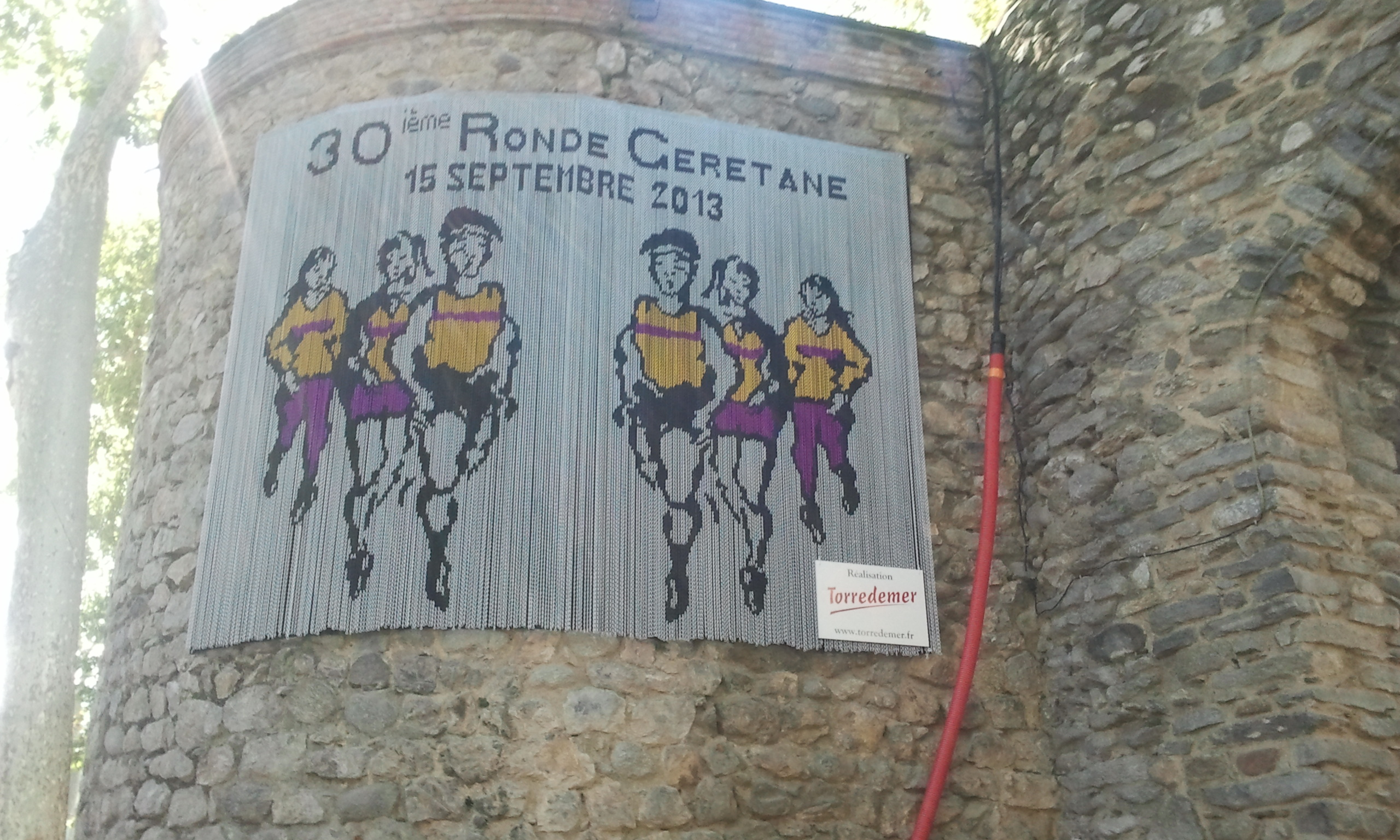
Panneau de la 30e Ronde cérétane.
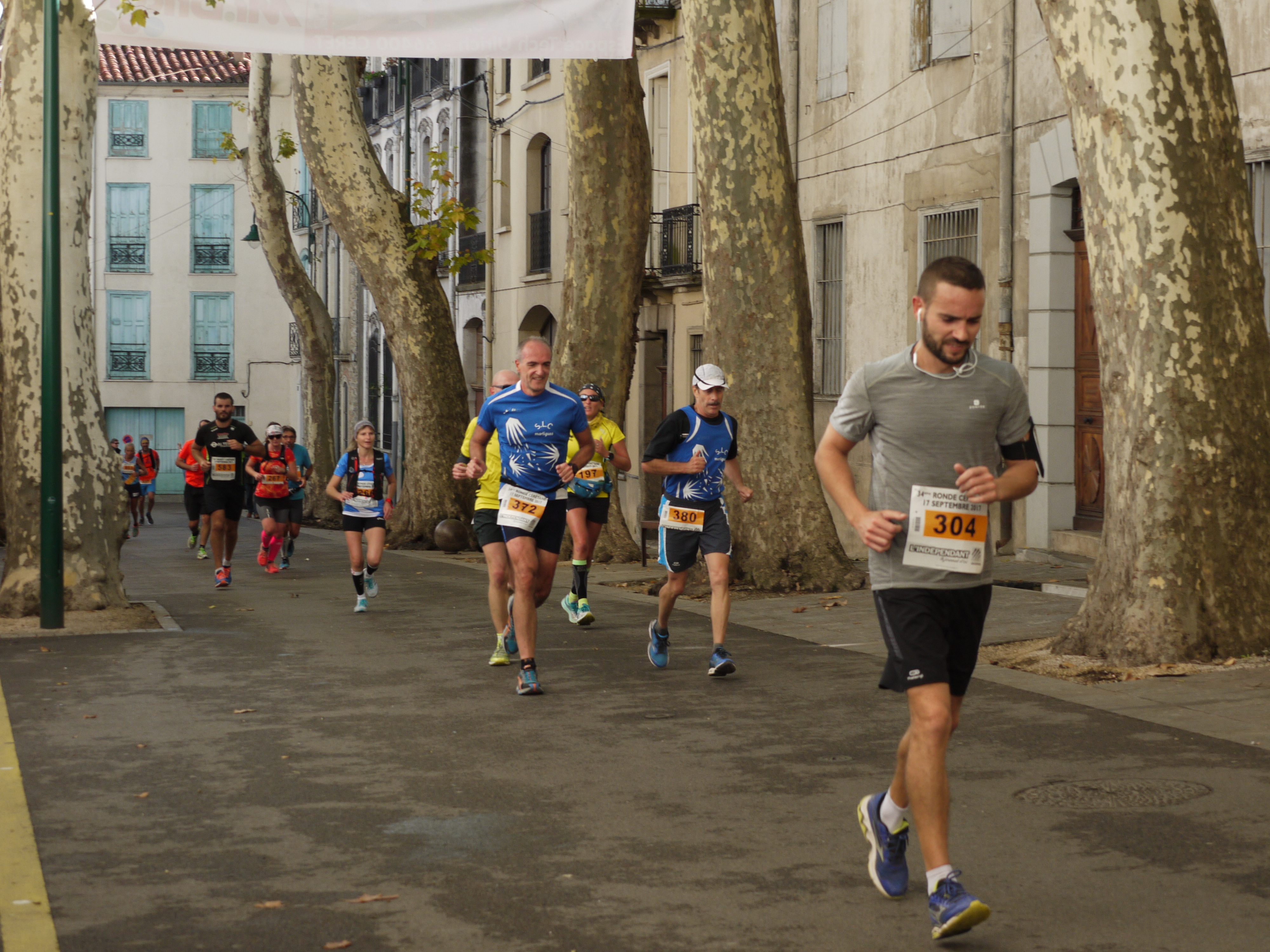
La Ronde cérétane dans les rues de Céret.
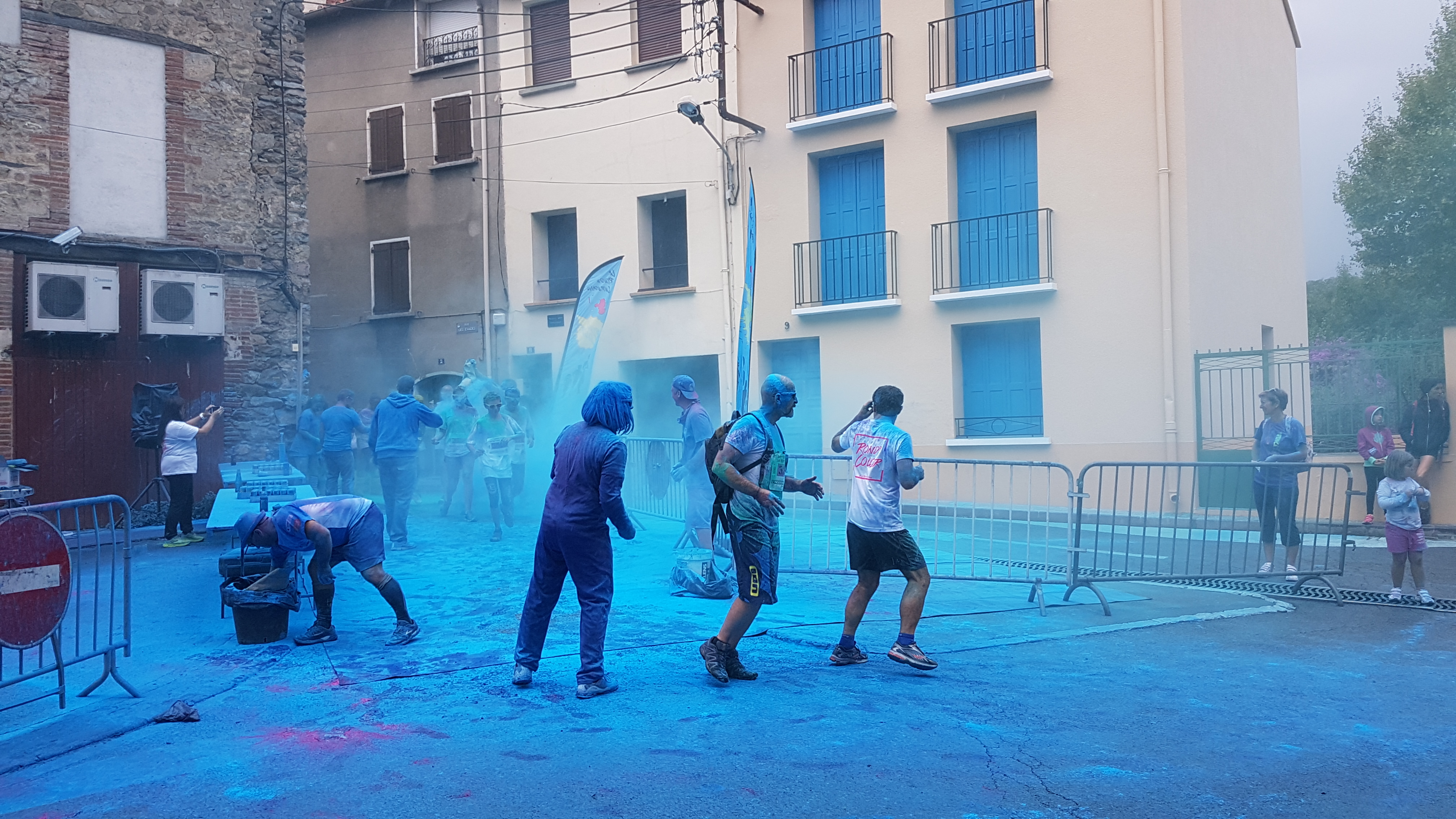
La Rond'Color 2017.

## Économie

### Revenus
En 2018, la commune compte 3 688 ménages fiscaux, regroupant 7 352 personnes. La médiane du revenu disponible par unité de consommation est de 20 540 € (19 350 € dans le département). 45 % des ménages fiscaux sont imposés (42,1 % dans le département).

### Emploi
|                | 2008   | 2013   | 2018   |
| -------------- | ------ | ------ | ------ |
| Commune        | 10 %   | 12,5 % | 13,8 % |
| Département    | 10,3 % | 12,9 % | 13,3 % |
| France entière | 8,3 %  | 10 %   | 10 %   |

En 2018, la population âgée de 15 à 64 ans s'élève à 4 236 personnes, parmi lesquelles on compte 70 % d'actifs (56,2 % ayant un emploi et 13,8 % de chômeurs) et 30 % d'inactifs,. En 2018, le taux de chômage communal (au sens du recensement) des 15-64 ans est supérieur à celui de la France et du département, alors qu'il était inférieur à celui du département en 2008.
La commune est la commune-centre de l'aire d'attraction de Céret,. Elle compte 2 866 emplois en 2018, contre 2 866 en 2013 et 2 720 en 2008. Le nombre d'actifs ayant un emploi résidant dans la commune est de 2 430, soit un indicateur de concentration d'emploi de 118 % et un taux d'activité parmi les 15 ans ou plus de 44,4 %.
Sur ces 2 430 actifs de 15 ans ou plus ayant un emploi, 1 377 travaillent dans la commune, soit 57 % des habitants. Pour se rendre au travail, 76,4 % des habitants utilisent un véhicule personnel ou de fonction à quatre roues, 2 % les transports en commun, 15,6 % s'y rendent à deux-roues, à vélo ou à pied et 6 % n'ont pas besoin de transport (travail au domicile).

### Revenus de la population et fiscalité
Revenus de la population
En 2010, le revenu fiscal médian par ménage était de 23 980 €. En 2011, ce revenu est de 24 590 €.
En 2010, le revenu fiscal médian par unité de consommation est de 17 458 €.
Fiscalité
En 2014, la totalité des impôts encaissés par la commune de Céret s'élevait à 4 112 000 €, incluant taxe foncière, taxe d'habitation et CFE (cotisation foncière des entreprises). Ramenée à la population de Céret, cette somme constitue une moyenne de 524 € par habitant, pour une moyenne en France de 490 € par habitant.
Les taux des différentes taxes à Céret en 2014 sont les suivants :
- Taxe d'habitation : 14,18 % pour le taux communal et 9,97 % pour le taux intercommunal.
- Taxe foncière sur les propriétés bâties : 20,45 % pour le taux communal et 19,51 % pour le taux départemental.
- Taxe foncière sur les propriétés non-bâties : 43,27 % pour le taux communal et 2,17 % pour le taux départemental.
- Taxe intercommunale additionnelle au foncier non-bâti : 35,04 %.
- Cotisation foncière des entreprises : 32,24 % pour le taux intercommunal.

### Emploi
L'effectif total de l'emploi sur Céret en 2009 est de 2 818 personnes, parmi lesquelles 79,1 % sont salariées. L'effectif total a augmenté de 0,9 % de 1999 à 2009.
En 2009, le taux d'activité des 15-64 ans est de 68,1 % et le taux de chômage de 18,4 %. La commune comprend au 31 décembre 2011 658 demandeurs d'emploi toutes catégories confondues, parmi lesquels figurent 512 demandeurs d'emploi de catégorie A.

### Entreprises et commerces

#### Agriculture

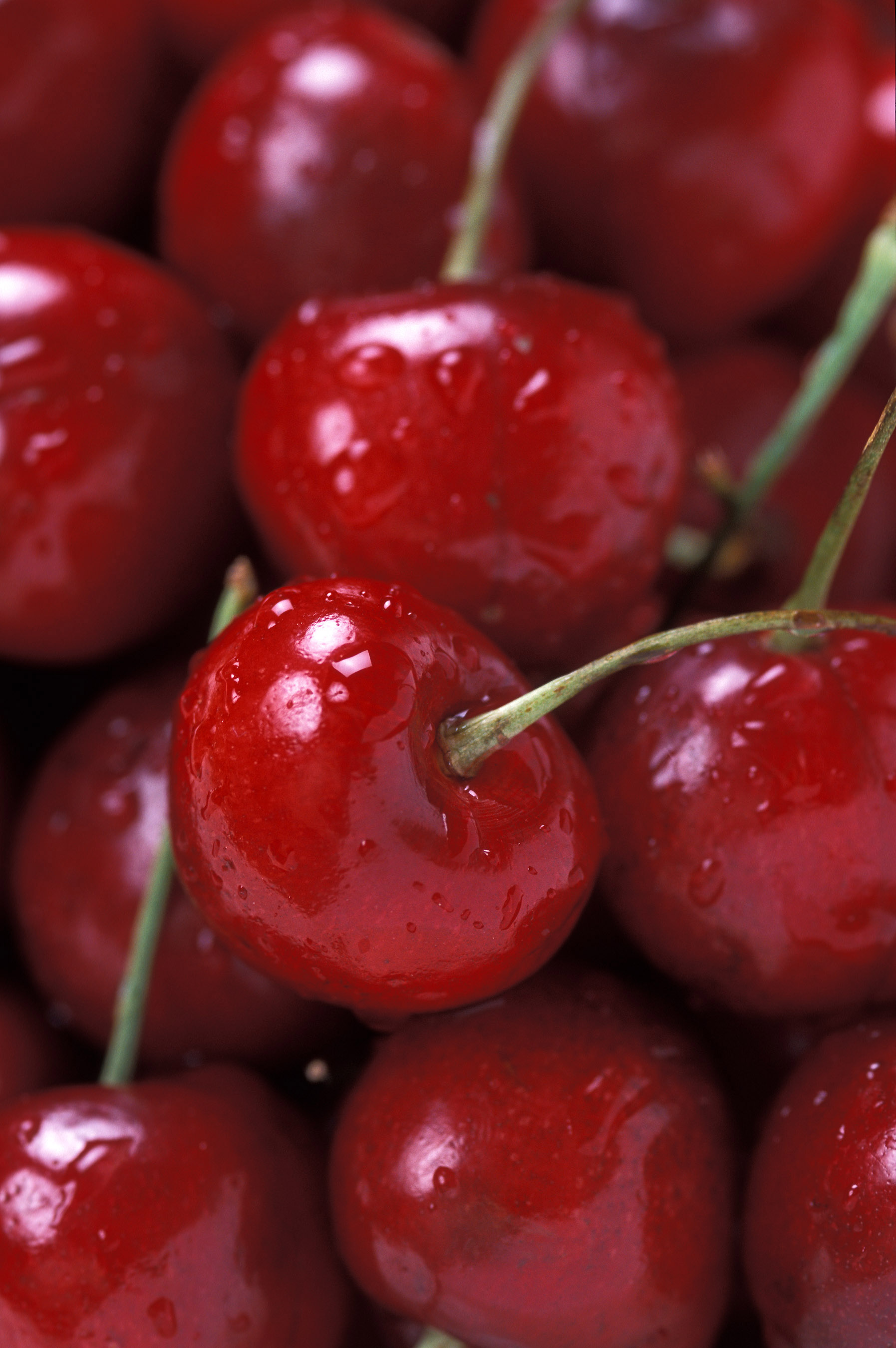
Les cerises de Céret.

De la fin du XIXe siècle jusque dans les années 1980, Céret est un village agricole assez important. À la fin du XIXe siècle, la commune est nationalement réputée pour sa production de noisettes, tandis que la production de cerises, encore artisanale, ne prend son véritable essor qu'à partir des années 1920. En mai 1932, des cerises de Céret sont transportées pour la première fois par avion et offertes au président de la République. La tradition d'offrir au président un cageot des premières cerises de l'année s'est depuis maintenue à Céret. En 1938, le canton de Céret concentre à lui seul 45 000 des 90 000 cerisiers du département. Les 25 000 cerisiers de Céret produisent alors en moyenne 1 250 tonnes annuellement. Dans les années 1960, la petite ville de 5 000 personnes produit 3 000 tonnes de cerises primeurs. En 2009, la production de cerises a été divisée par 11.
Quelques parcelles plantées de mimosas Mirandole et le Gaulois rapellent sa culture sur les Cornillères du Serrat de l'Albitre, exposées au sud, donc précoce avant le printemps et rivalisait avec celles de la Côte d'Azur, pour son époque de floraison, dans les années de la fin du XXe siècle et au début du 21 ème. Mais le changement climatique se manifestant par une sécheresse récurrente en Vallespir, et le risque d'incendie (dont celui du 5/08/2020 ravageant 8 hectares) la production de mimosas se réduit d'année en année.
Une parcelle de roses de Damas a été créée en lieu et place d'une partie d'un verger de cerisiers, près du site du Couvent des Capucins de Céret, en 2022. La 1re récolte du printemps 2023, démontrant que ce terrain s'avérait favorable à cette culture. Vu la quantité obtenue, la distillation artisanale de pétales de roses pour en extraire une eau florale Rosa Damascena, a justifié l'acquisition d'un alambic approprié pour la localiser directement sur place dès le printemps 2024.

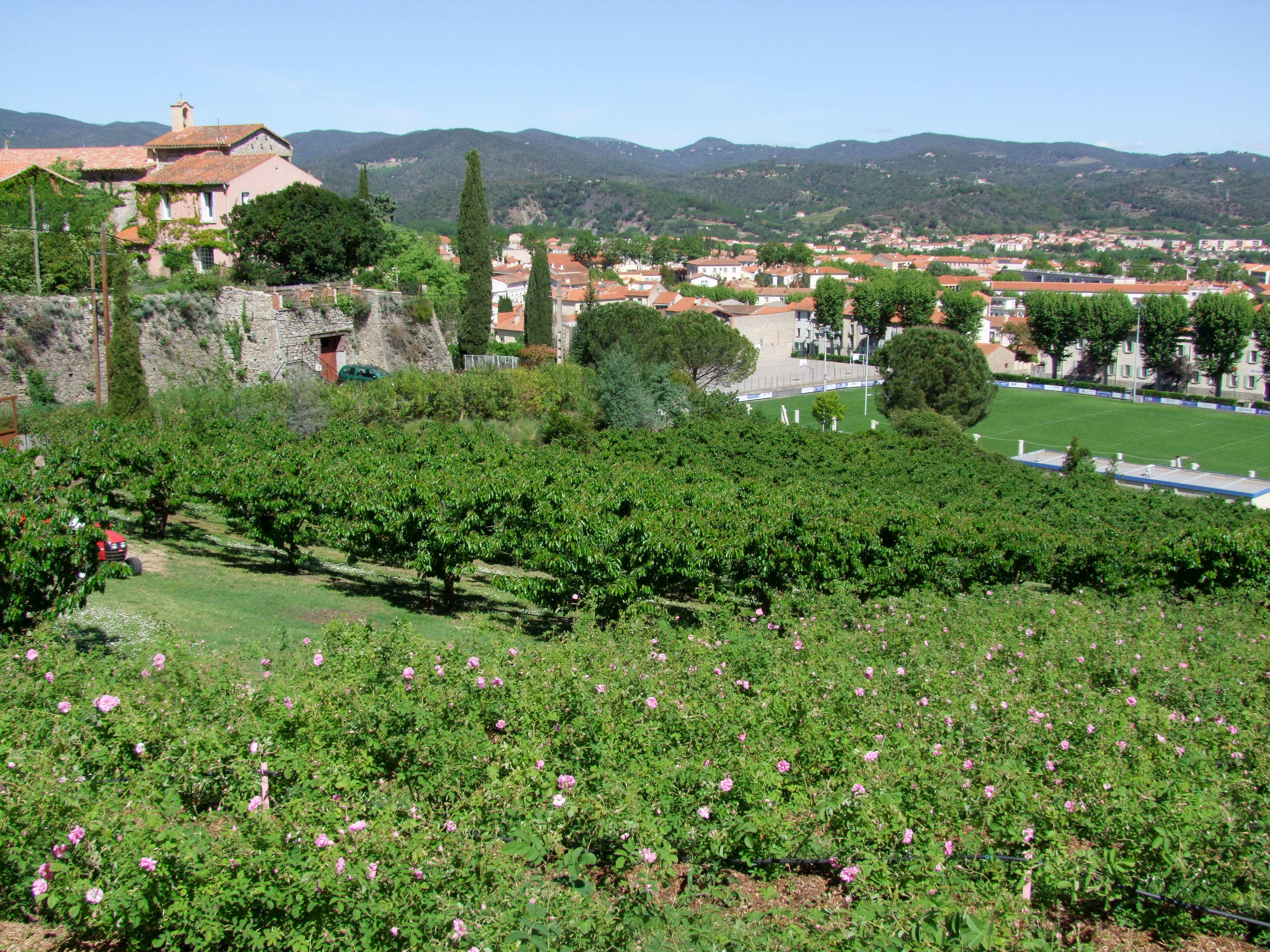
Pour la première fois à Céret, roses et cerises sont récoltées en même temps en mai.

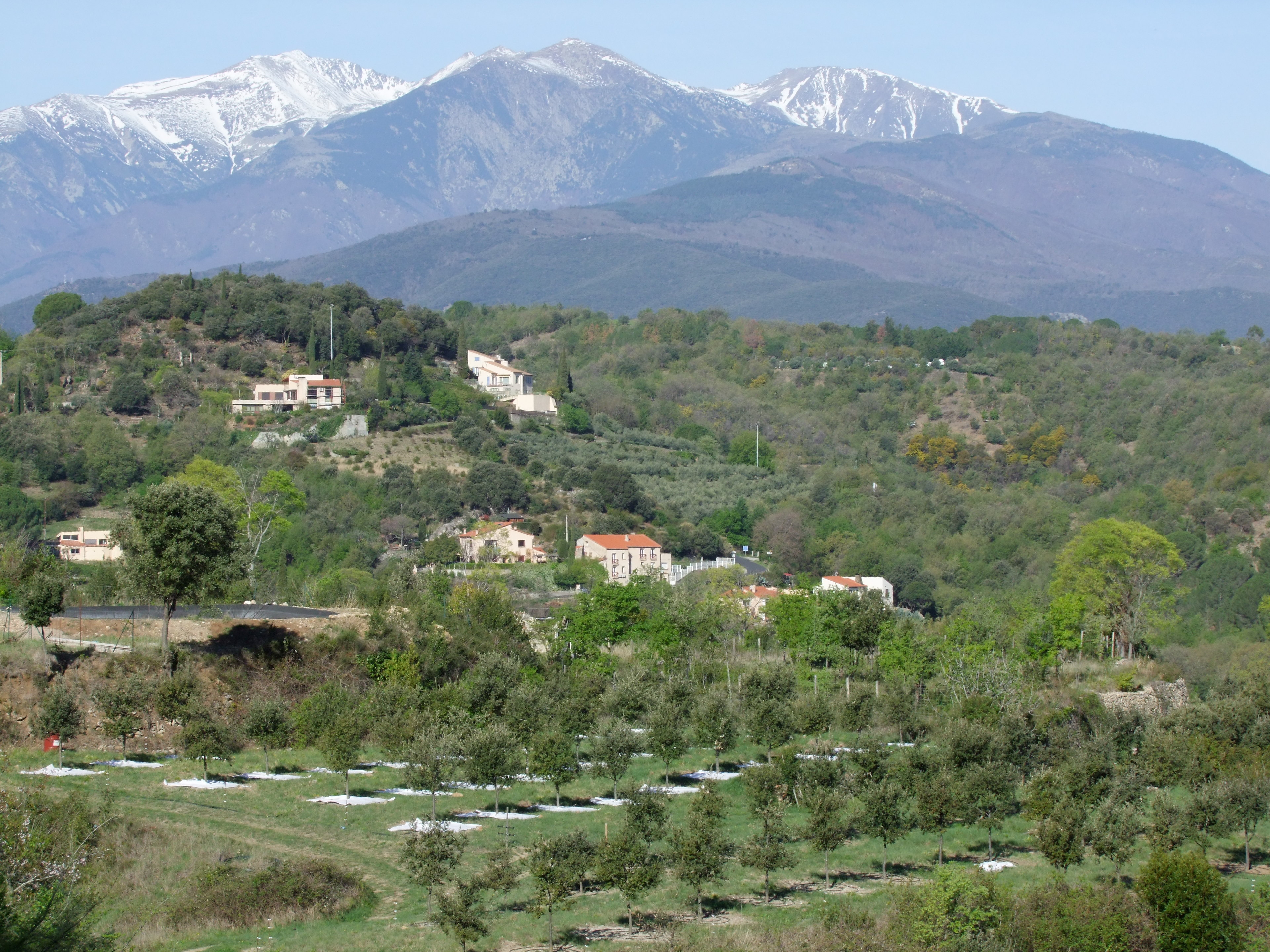
Ces chênes truffiers et oliviers remplacent des cerisiers depuis 1 à 2 décennies.

Donnant lieu au marché des truffes noires du Canigo' au cours de la deuxième quinzaine de décembre, cette culture confidentielle ne produit que quelques kilos commercialisés aussi qu'en quelques minutes devant la mairie de Céret, elle mérite cependant cette mention. En effet, là aussi de rares propriétaires connaissant de mémoire des endroits propices à la pousse spontanée et naturelle de truffes, se sont lancés dans la culture de chênes truffiers depuis une grosse décennie au début du XXIe siècle, sur des parcelles de ces parages, soigneusement préparées et irriguées par goutte à goutte, dans les environs du site du Castellas et des Capucins, sous las Guixères, et sur d'autres secteurs beaucoup plus éloignés de la ville. Bien que ces initiatives soient freinées par plusieurs années de sécheresse consécutives, cette spécialité de Céret peut avoir encore un avenir prometteur en raison de sa qualité de goût et ses consommateurs toujours nombreux acceptant ses prix logiquement élevés pour sa rareté croissante. L'indication "truffière protégée par la loi ACCÈS INTERDIT" fixée sur leur clôture, parfois hissée au-dessus de leur mur de soutènement en pierres sèches, n'admet que l'entrée exclusive du propriétaire, ponctuellement accompagné de son chien au flair exercé pour le cavage sélectif des truffes. Ces chanceux trufficulteurs ne sont jamais très loin les uns des autres pour dissuader toute envie de déterrer ces tubercules invisibles et inodores pour les humains, malgré le bel alignement de leurs chênes verts.

#### Artisanat et industrie
Au XIXe siècle, de nombreuses activités industrielles sont implantées : espadrilles et souliers, bouchons, tonneaux, meubles, pipes, fouets, lacets, etc. De nos jours, l'essentiel de la production industrielle traditionnelle a disparu.
La ville possède une antenne de la Chambre de commerce et d'industrie de Perpignan et des Pyrénées-Orientales.

#### Activités de services
Le tourisme est une des premières ressources de la ville.

## Culture locale et patrimoine

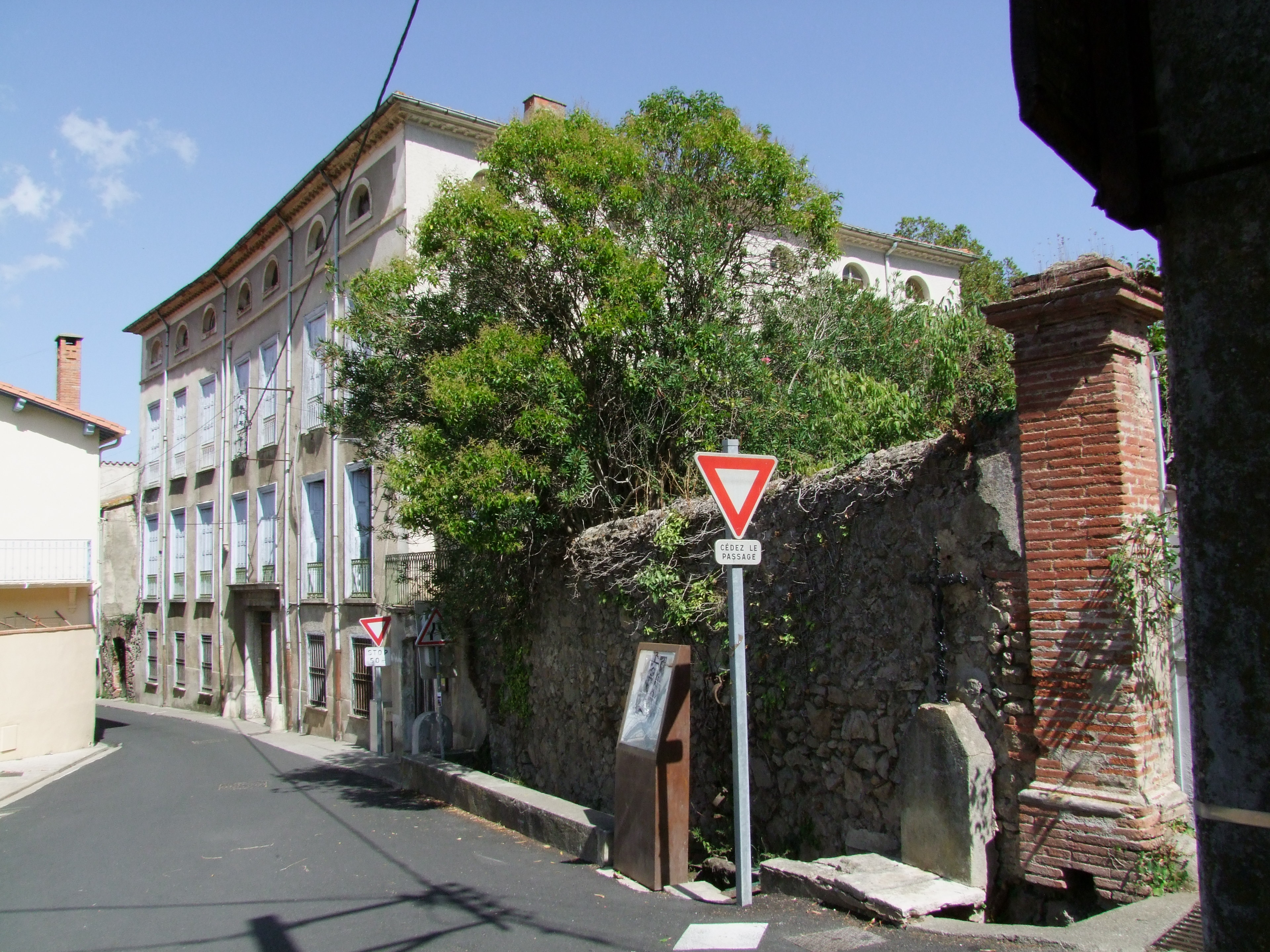
Façade sur rue. Le pilier tout à droite marque l'entrée du parc pour les véhicules.

Jusqu'au début du XXe siècle, le village est édifié autour de l'église Saint-Pierre et d'un rempart circulaire. C'est un village construit en pente douce sur le piémont pyrénéen. Les constructions sont caractéristiques de la région à base de pierres roulées en granite. On note la présence de marbre sur certains édifices (église, fontaines). Limitée par les Pyrénées au sud, par des ravins à l'est et à l'ouest, la ville se développe au cours du XXe siècle vers le nord, jusqu'à atteindre le Tech en contrebas. Les fossés bordant les remparts sont comblés et transformés en boulevards ombragés par de hauts platanes. Après d’importants travaux de terrassement pour combler partiellement le ravin de Tins, la ville s'étend au début du XXIe siècle à l'ouest.

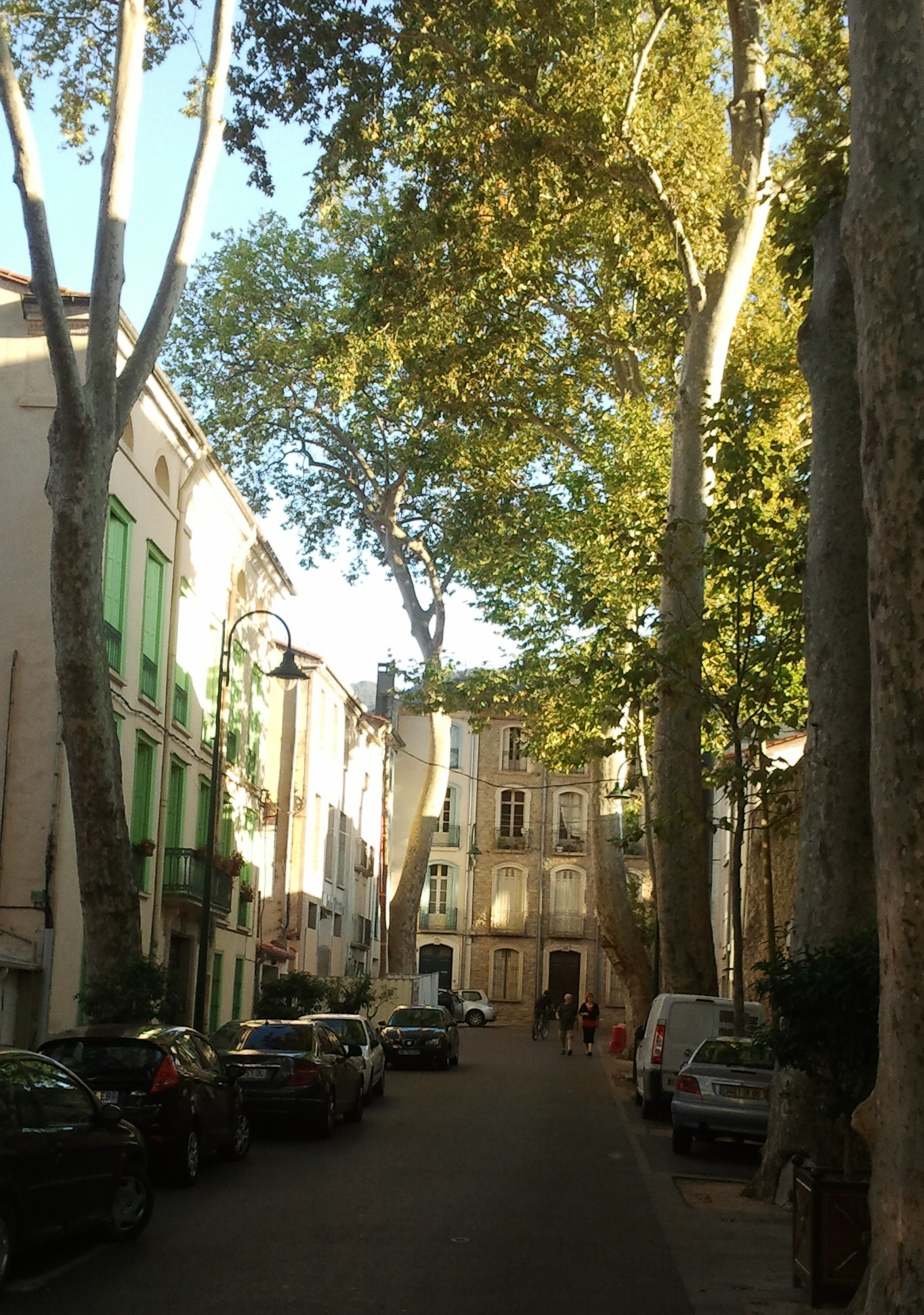
Le boulevard Lafayette
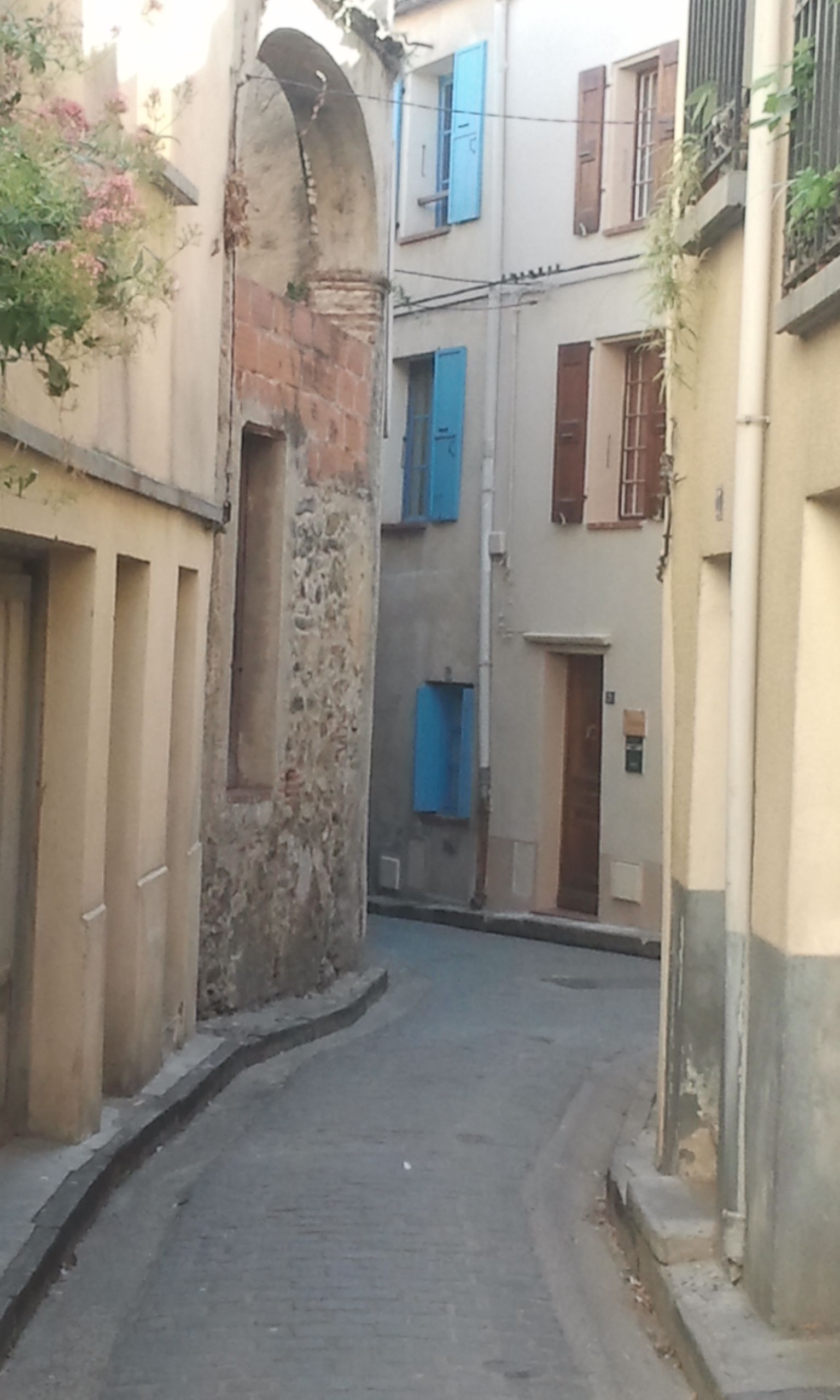
La rue Danton
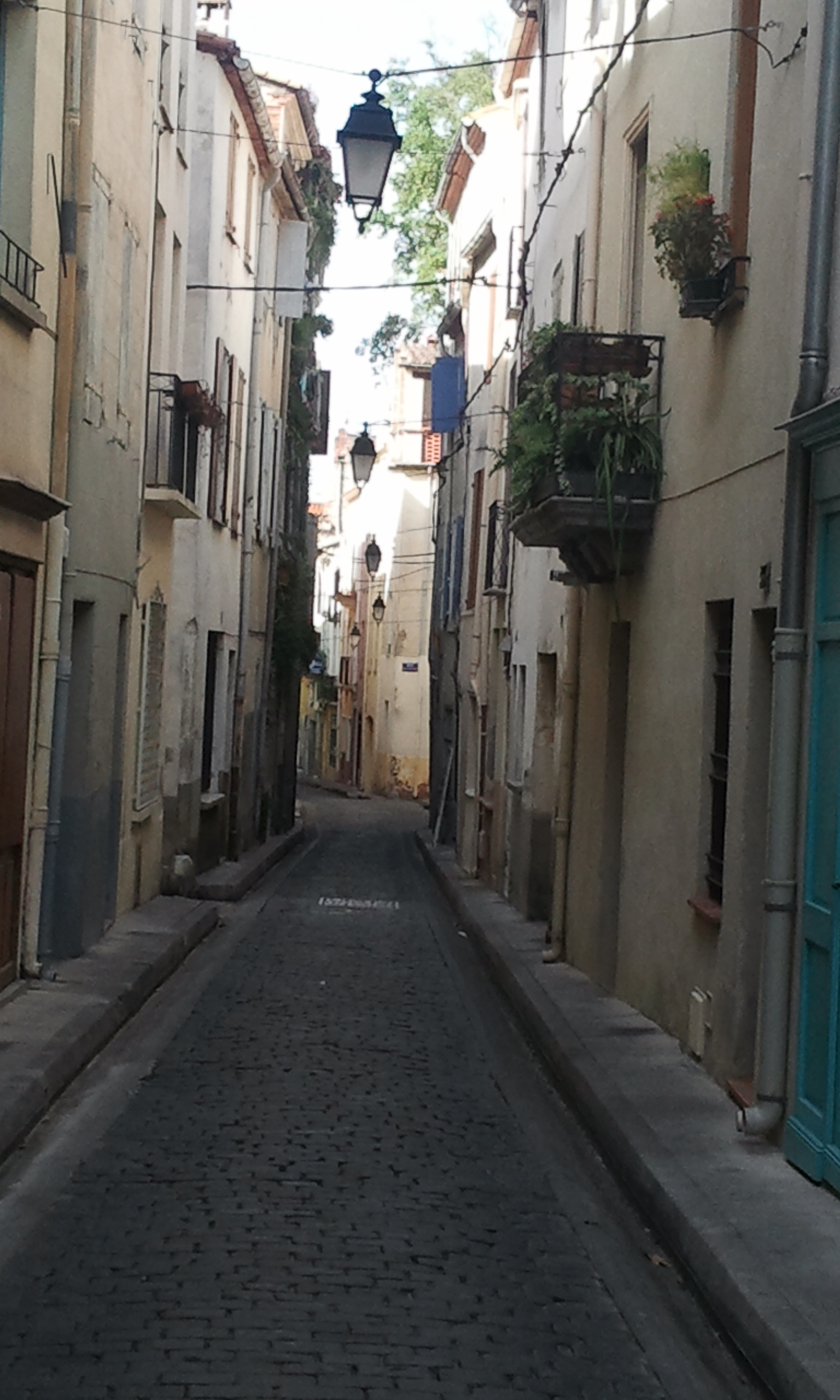
La rue du Commerce
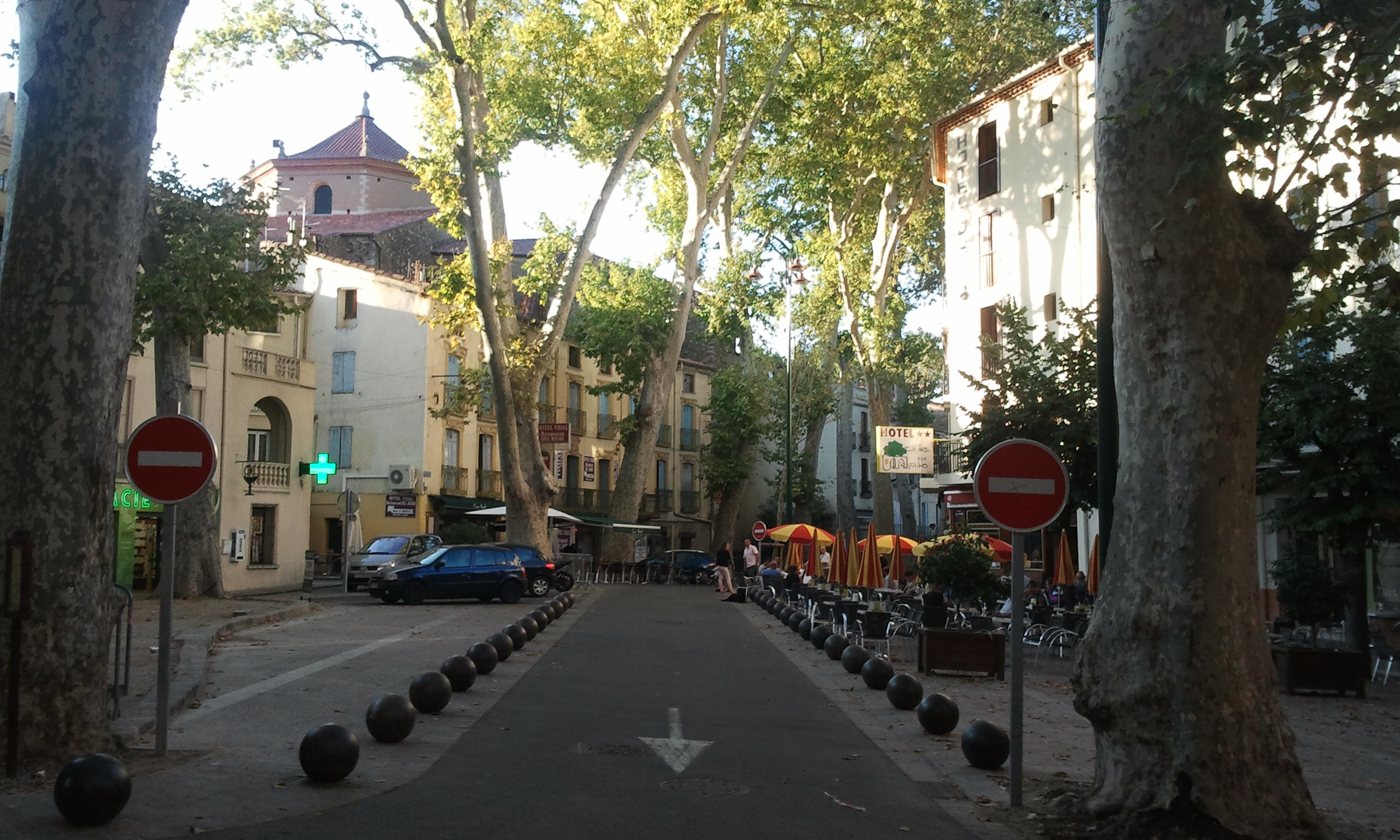
La place Picasso
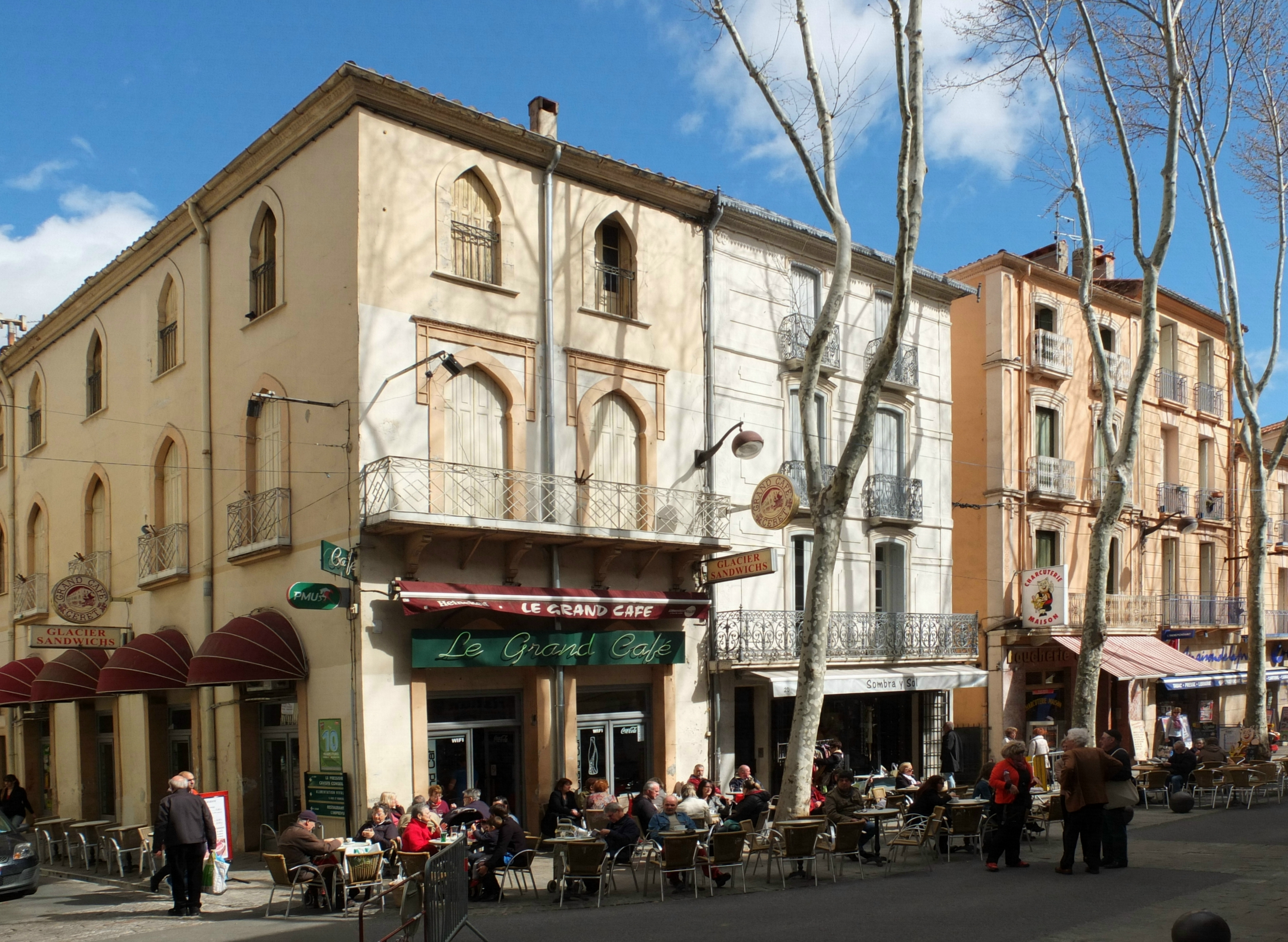
Le Grand Café
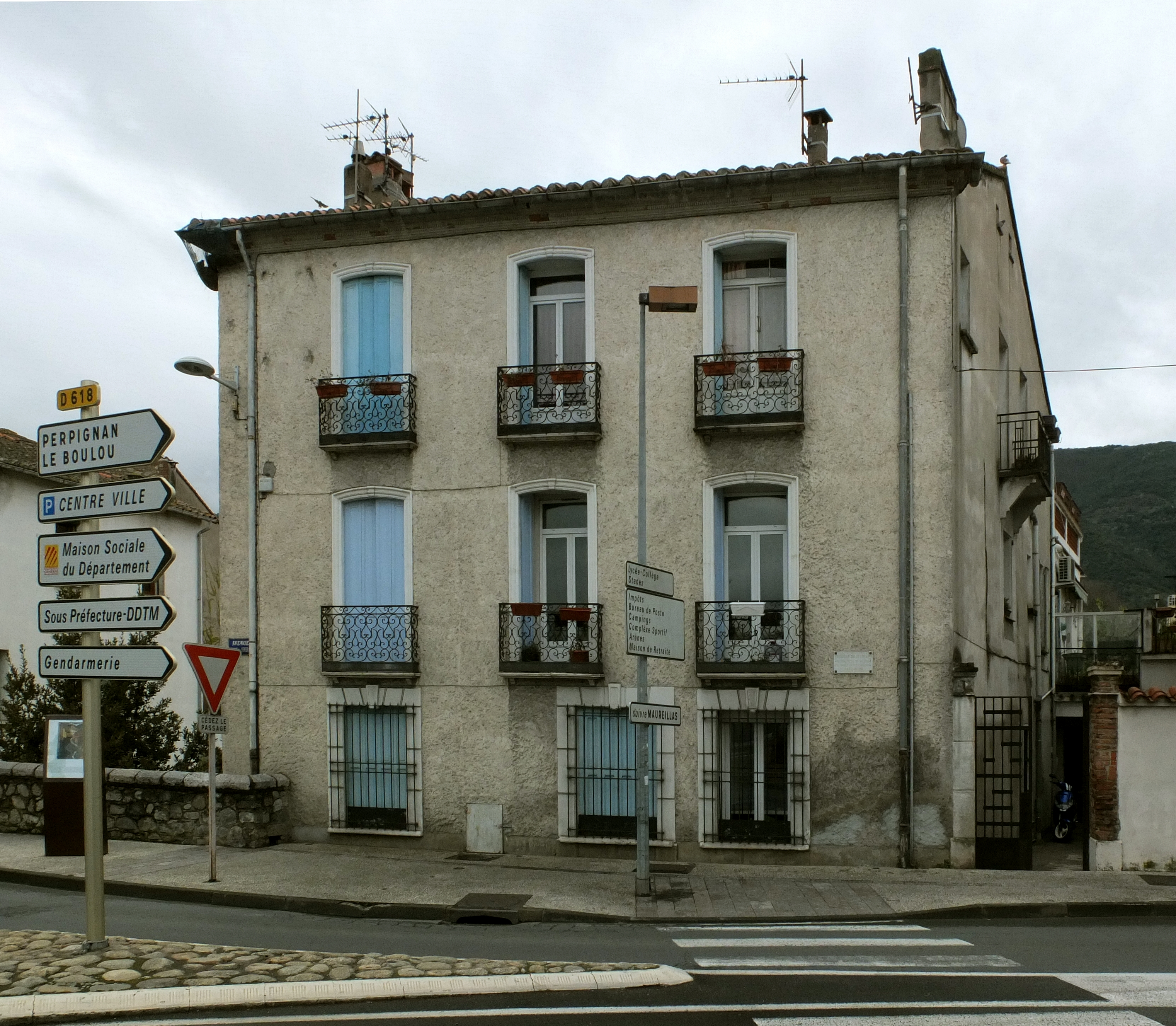
La maison où est mort Déodat de Séverac
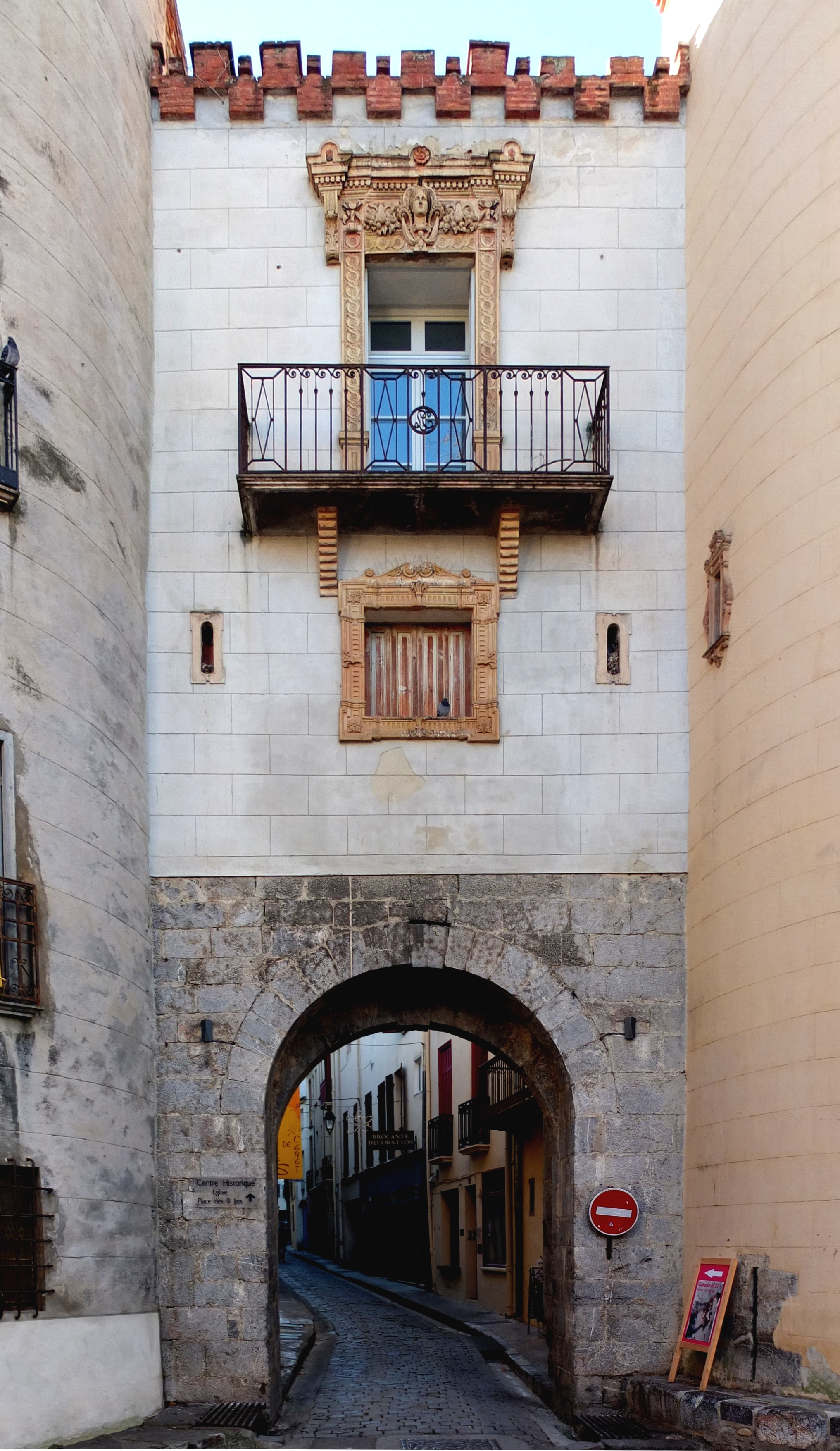
Portal de France

### Monuments religieux
La ville de Céret est dotée d'une douzaine de bâtiments religieux.
- Le principal en est l'église Saint-Pierre ( Classé MH (1998))[109], résultat de la superposition et reconstruction de quatre édifices. Une église préromane signalée en 814[110], une deuxième église romane avec son clocher à bandes lombardes du XIe siècle, une troisième église de style gothique. Divers éléments de ce bâti subsistent. L'élément le plus important est un portail en marbre gris du mas Carol, où est inscrit « L'any del nostre senyor 1398 va ser fet aquesta porta » ainsi qu'un clocheton ouvert sur les points cardinaux appelé conjurador[110]. Enfin, l'église du XVIIIe siècle construite sur le modèle de la basilique Saint-Pierre de 1722 à 1779[110]. Plusieurs objets sont référencés dans la base Palissy (voir les notices liées)[109].
- Le vestige de l'ancien couvent des Capucins, dont seuls subsistent d'origine la chapelle et son chevet campanile, domine le stade Fondecave et l'avenue d'Espagne à l'est du centre-ville. Fondé en 1581, il est réputé pour avoir hébergé la conférence de Céret préparant et rédigeant notamment les dispositions de l'article 42 du traité des Pyrénées, arrêtant les grandes lignes du tracé de la frontière franco-espagnole, au printemps 1660[111] , [Note 12]. Après l'abandon définitif de sa fonction religieuse en 1896, le site devient l'habitation du peintre Frank Burty Haviland durant la seconde décade du siècle dernier. Son paysage caractéristique en balcon a servi de sujet à de nombreux peintres du XXe siècle.
- L'ermitage Saint-Ferréol est situé sur une colline des Aspres au nord de Céret. C'est un lieu de pèlerinage le 18 septembre de chaque année. Il offre une vue panoramique sur la plaine alluviale du Tech et le massif des Albères.
- L'ermitage Saint-Georges del Pla del Carner est une chapelle romane en ruines. Elle se trouve à l'est de la ville, sur la plaine alluviale du Tech au sein de l'actuel hameau Saint-Georges.
- La chapelle Saint-Joachim du Mas Perer se trouve sur la commune.
- Chapelle Sainte-Marguerite du château d'Aubiry.
- Chapelle Saint-Augustin de Céret.
- Chapelle Notre-Dame-des-Anges du couvent des Capucins de Céret.
- Chapelle Saint-Roch de Céret.
- Chapelle Sainte-Anne du Mas Companyo.
- Chapelle Saint-Louis-Roi du Mas des Capellans.
- Chapelle Saint-Augustin du Mas d'en Ribes.
- Chapelle Sainte-Isabelle du Mas Querol.
- Chapelle Notre-Dame des Douleurs du Mas Seriès.
- Chapelle Saint-Sébastien de Céret, située face au pont du Diable (rive nord du Tech), construite en 1484. Seuls subsistent quelques vestiges intégrés aujourd'hui dans une maison et non visibles de l'extérieur. Une inscription figure à côté de la porte : L'année du Seigneur 1484 fut édifiée la présente chapelle dite du Pont Neuf.
- Capelleta.

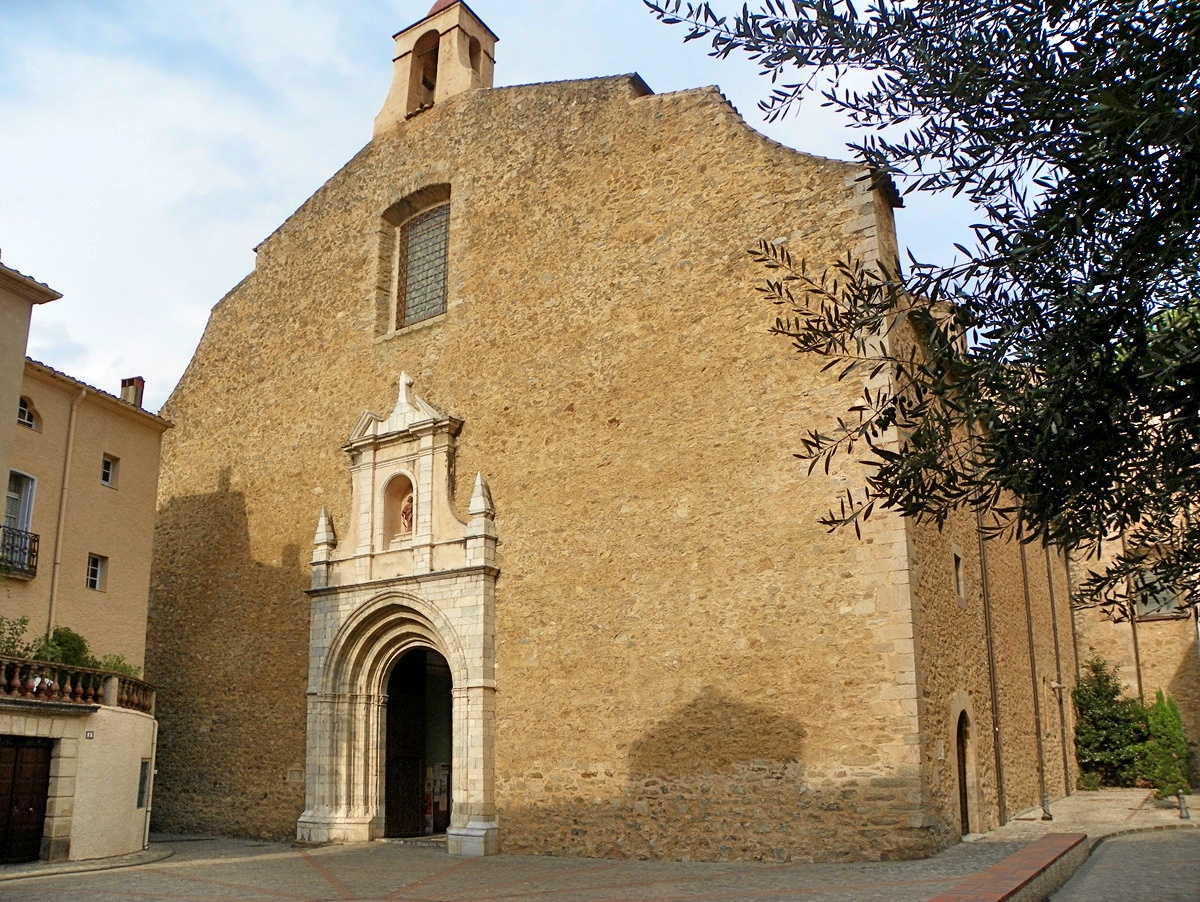
L'église Saint-Pierre.
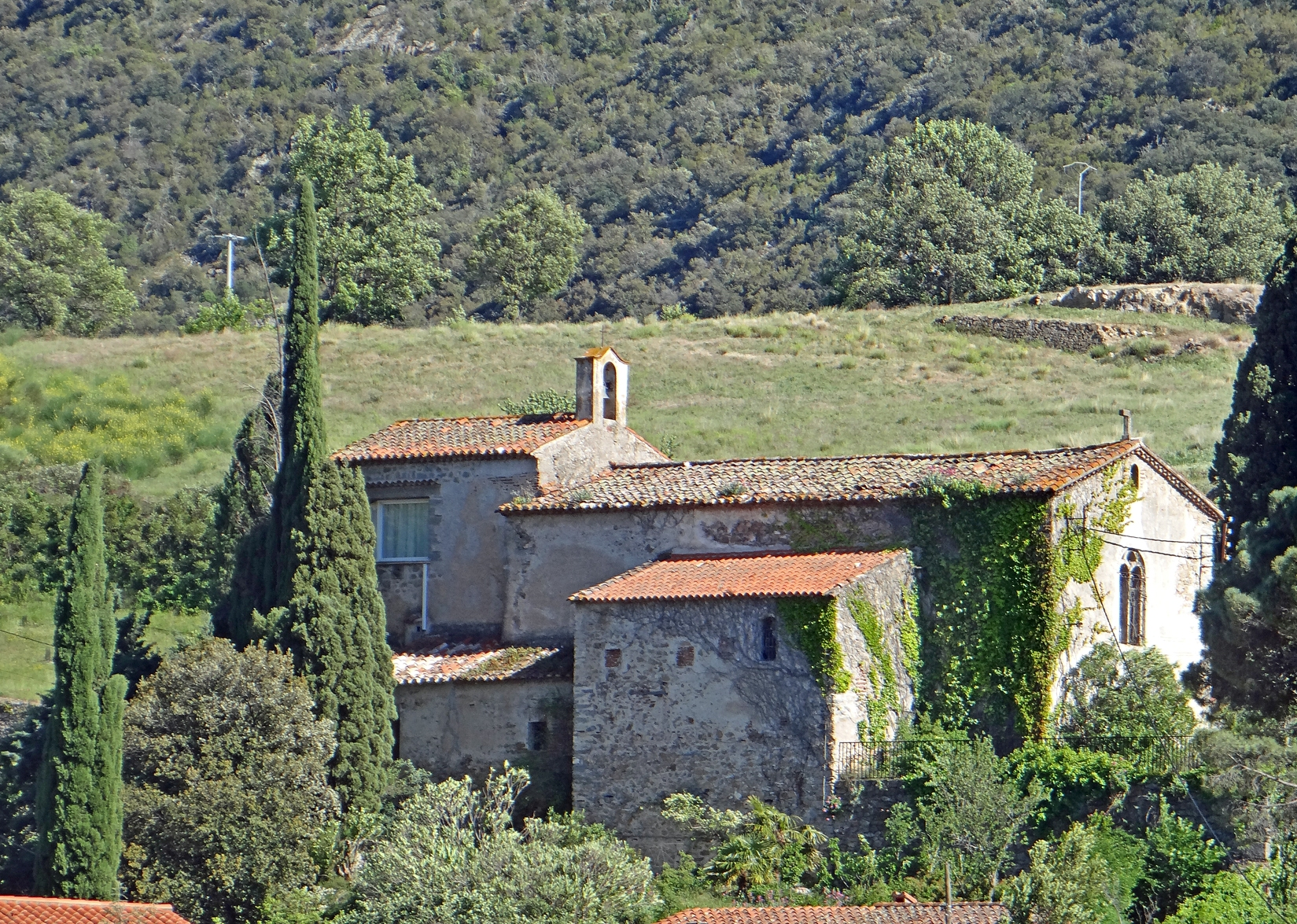
Le couvent des Capucins.
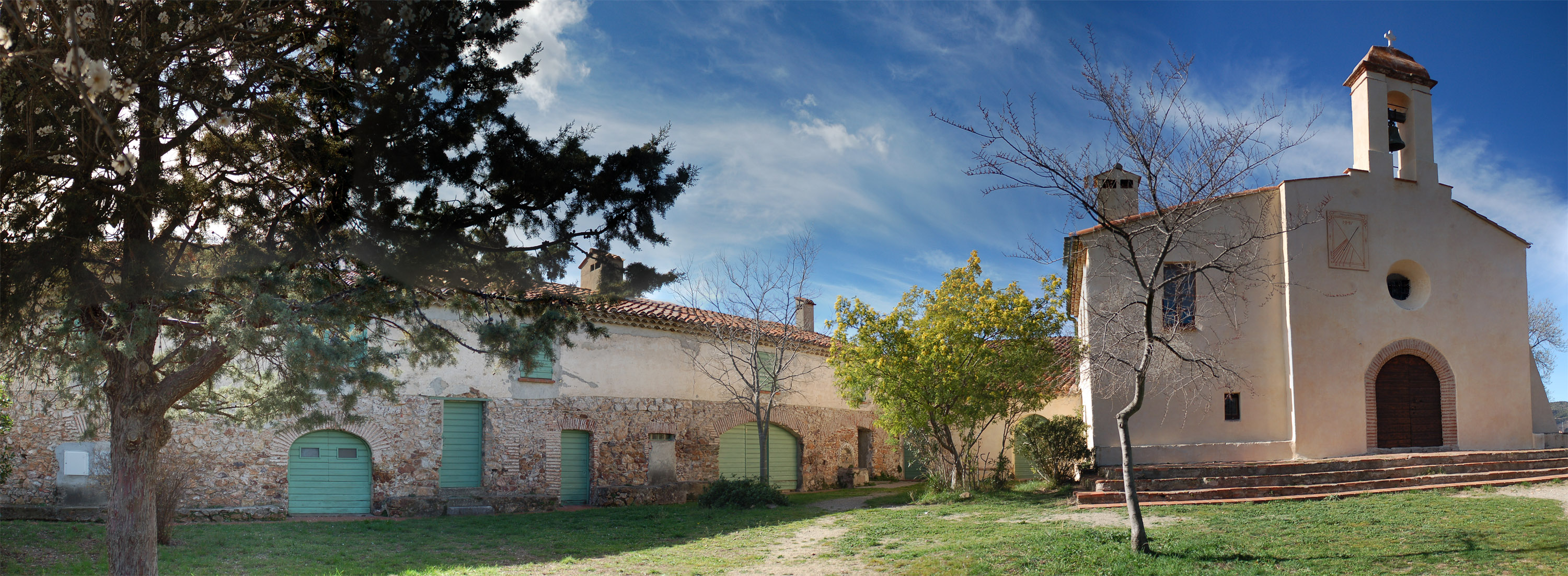
L'ermitage Saint-Ferréol.
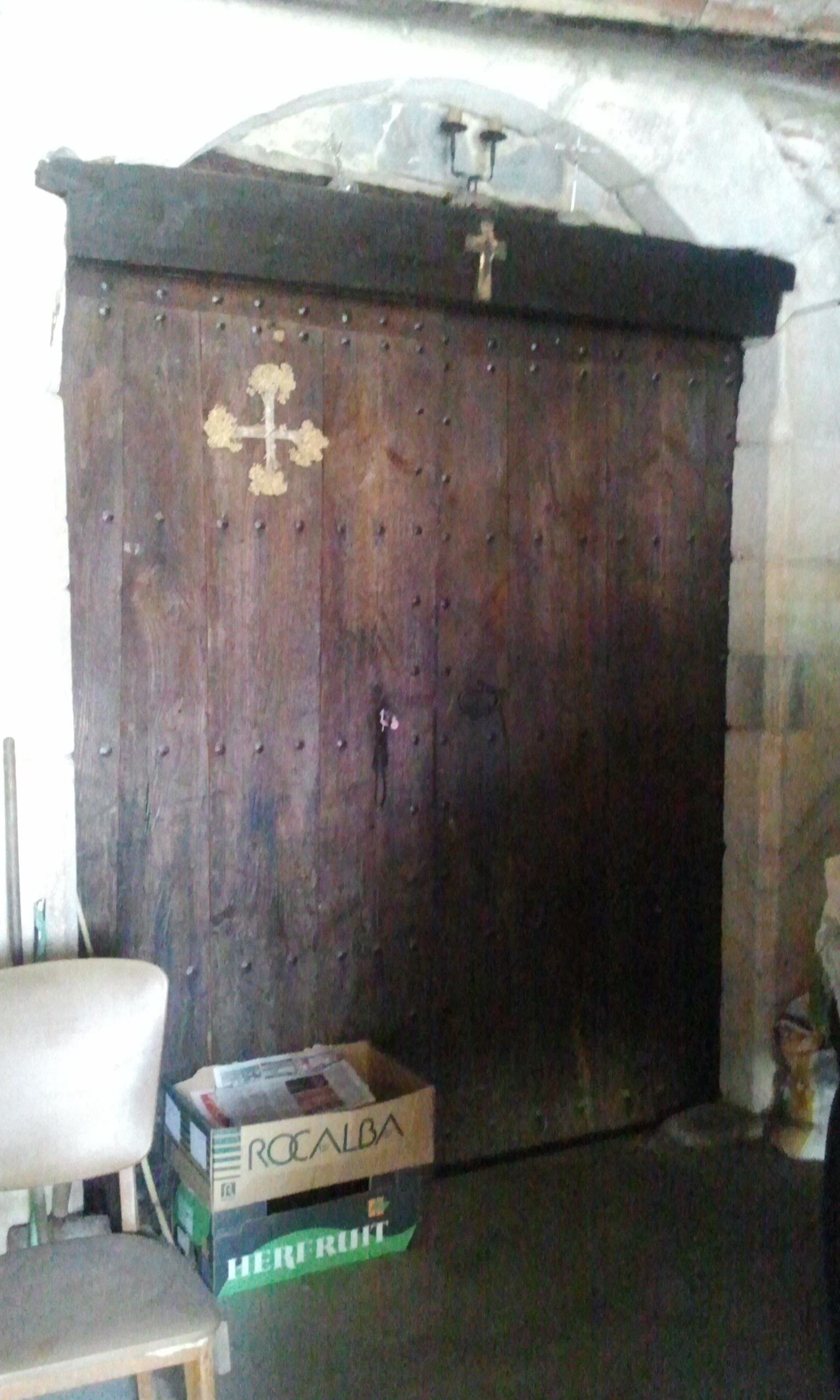
Porte de la chapelle Saint-Sébastien.
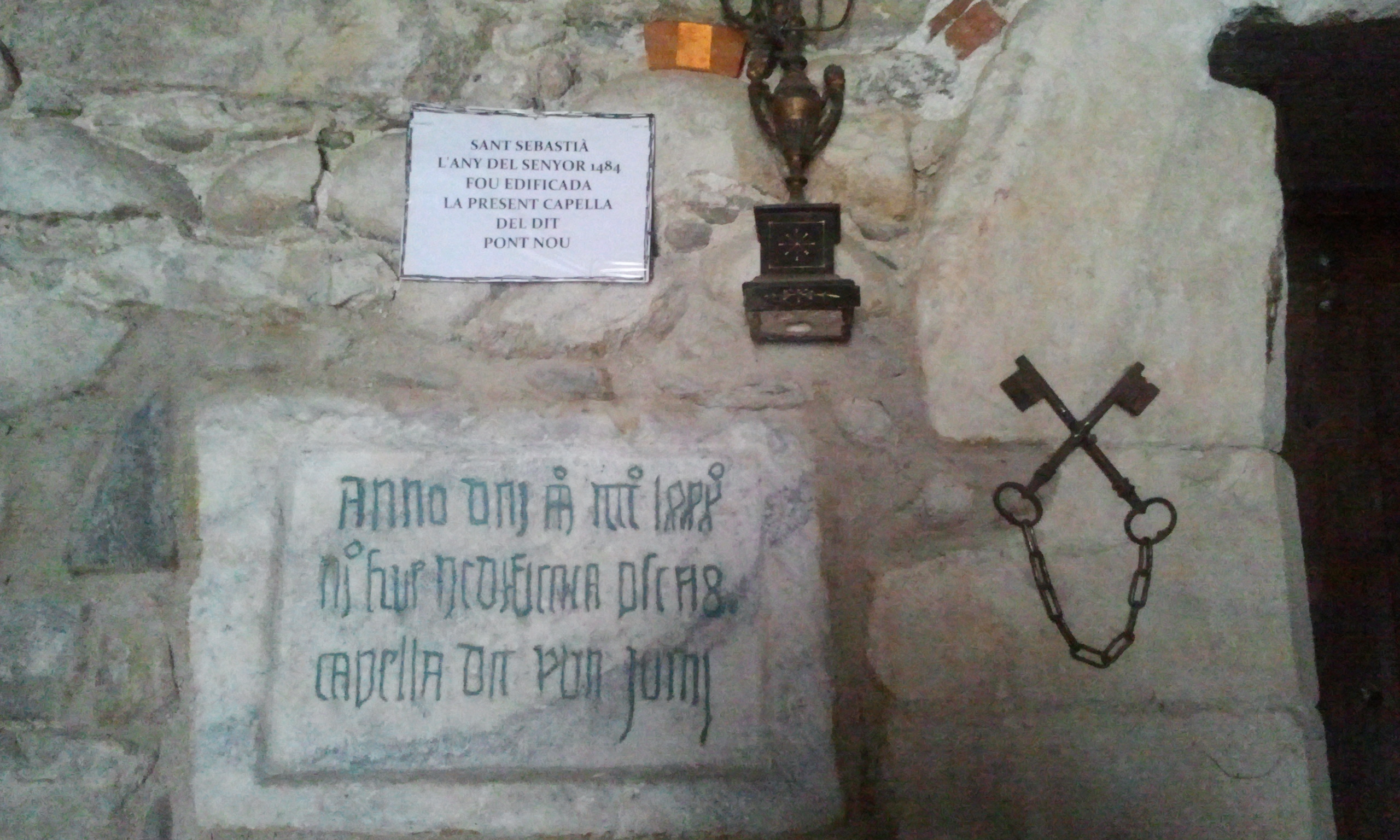
Inscription de la chapelle Saint-Sébastien.

### Monuments laïques
Au XXe siècle, la présence de nombreux peintres et de sculpteurs dans la ville favorise la diffusion d'œuvres d'art dans les rues de Céret. Au début de l'avenue Clemenceau, se profile en perspective la statue de la fille de Déodat de Séverac, Magalie de Séverac, par Manolo Hugué. Dénommée « La Catalane assise », elle trônait initialement, depuis sa réalisation en 1923, face au côté ouest de la place de la République, place du Barri à l'époque, et rendait hommage au compositeur Déodat de Séverac, dont le portrait créé par Gustave Violet figure en médaillon de bronze sur son socle. S'inspirant pour le visage d'une jeune Cérétane, Rose Carbonell dont il appréciait la grâce, il eut aussi recours à plusieurs autres jeunes modèles féminins locaux pour l'allure générale, afin de représenter cette jeune Catalane. Depuis le 13 juin 2020, elle s'élève au terme d'un cheminement d'acier gravé chronologiquement du nom de la plupart des peintres ayant œuvré, séjourné ou résidant à Céret, depuis le début du XXe siècle. À mi-parcours, cette liste passe sous le chambranle métallique d'une porte, affichant symboliquement par son ouverture une poésie sur l'olivier et l'équipement artistique en bas-relief du sculpteur et peintre Manolo Hugué, premier de cette longue cohorte d'artistes. Ce nouvel espace dallé de pierres des Albères enrubannées de pierres plus claires de Girona, rapprochant minéralement les deux Catalognes, met en scène cet « Hommage aux Peintres », architecturé sous le concept et la direction de Sarah Wickenburg, pour mieux valoriser la perspective scandée de l'œuvre métallique du sculpteur catalan Quim Domène.
Le monument aux morts de Céret ( Classé MH (1994)) est une pleureuse, œuvre d'Aristide Maillol.
Le portal de France ( Inscrit MH (1949)) et la porte d'Espagne constituent les vestiges des anciens remparts de Céret.
La fontaine des Neuf Jets ( Classé MH (1910)) est la principale fontaine de la ville, construite en 1313 sur la place du même nom et remodelée plusieurs fois au fil du temps. Le lion situé à son sommet est ajouté en 1479. Dégradé lors de la féria 2011, il est remplacé en août 2013.
La fontaine de la Sardane de la Paix rendant hommage à Pablo Picasso et au massif du Canigou, sans oublier l'eau l'irriguant, est réalisée en 2012 par les artistes céramistes plasticiens Juliette et Jacques Damville,.
Le château d'Aubiry ( Inscrit MH (2006)) est construit à la fin du XIXe siècle à l'entrée de Céret, près de Saint-Jean-Pla-de-Corts, par l'architecte danois Viggo Dorph-Petersen à la demande de l'industriel Pierre Bardou-Job qui souhaitait l'offrir à son fils Justin.
Un monument de 1937 édifié en hommage aux constructeurs du canal d'arrosage est l'œuvre de Gustave Violet.
Enfin, le monument le plus important est sans doute le pont du Diable ( Classé MH (1840)). Son unique arche de pierre de 45,45 mètres d'ouverture résiste depuis le XIVe siècle aux crues du Tech. Cet ouvrage haut de 22,30 m et renforcé au XVIIIe siècle fait aujourd'hui partie d'un ensemble de trois ouvrages d'art traversant le Tech. En 1883, l'ingénieur général Paul Séjourné réalise le pont de chemin de fer. En 1939, le pont routier est mis en service.

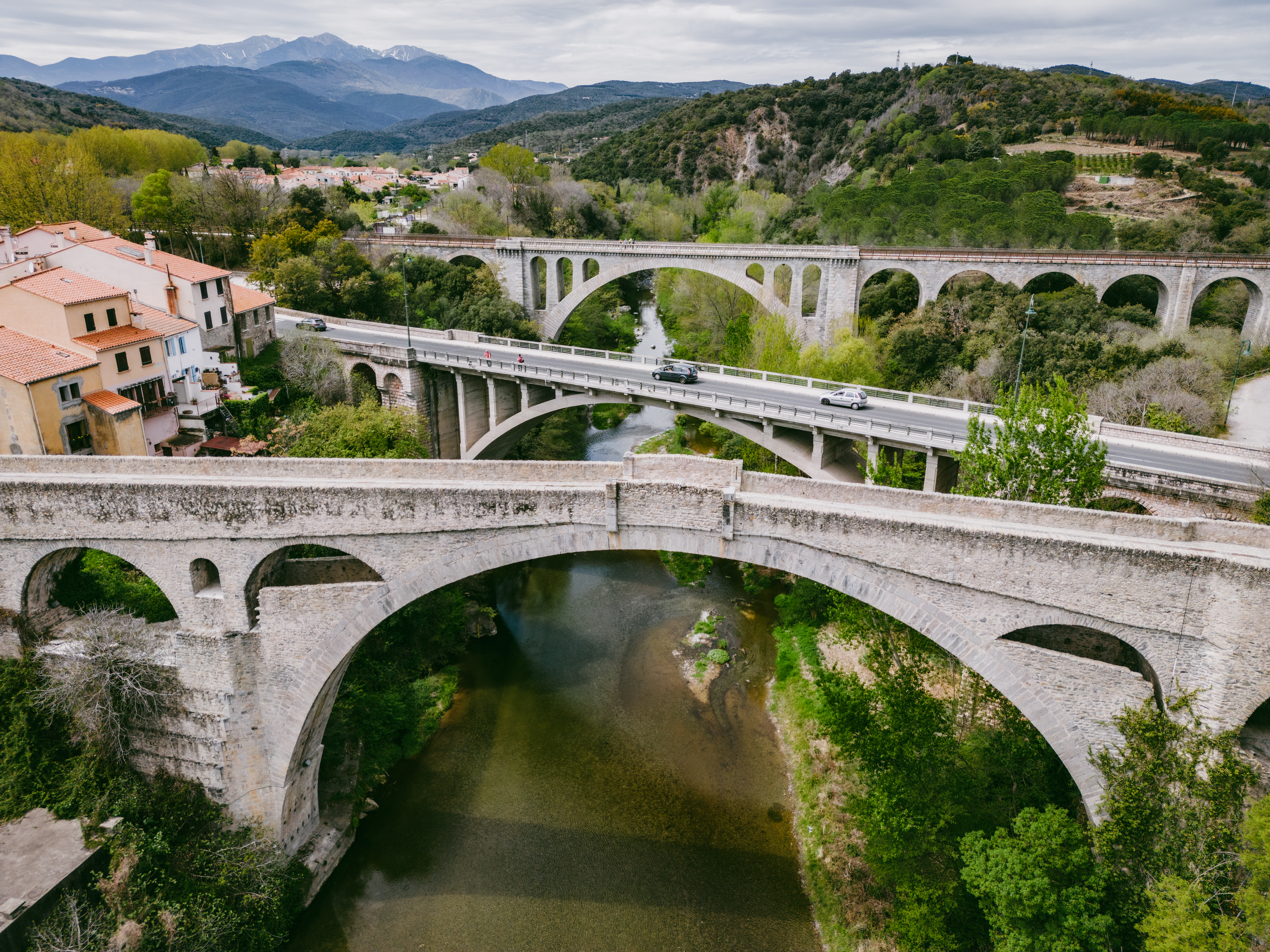
Les 3 ponts de Céret
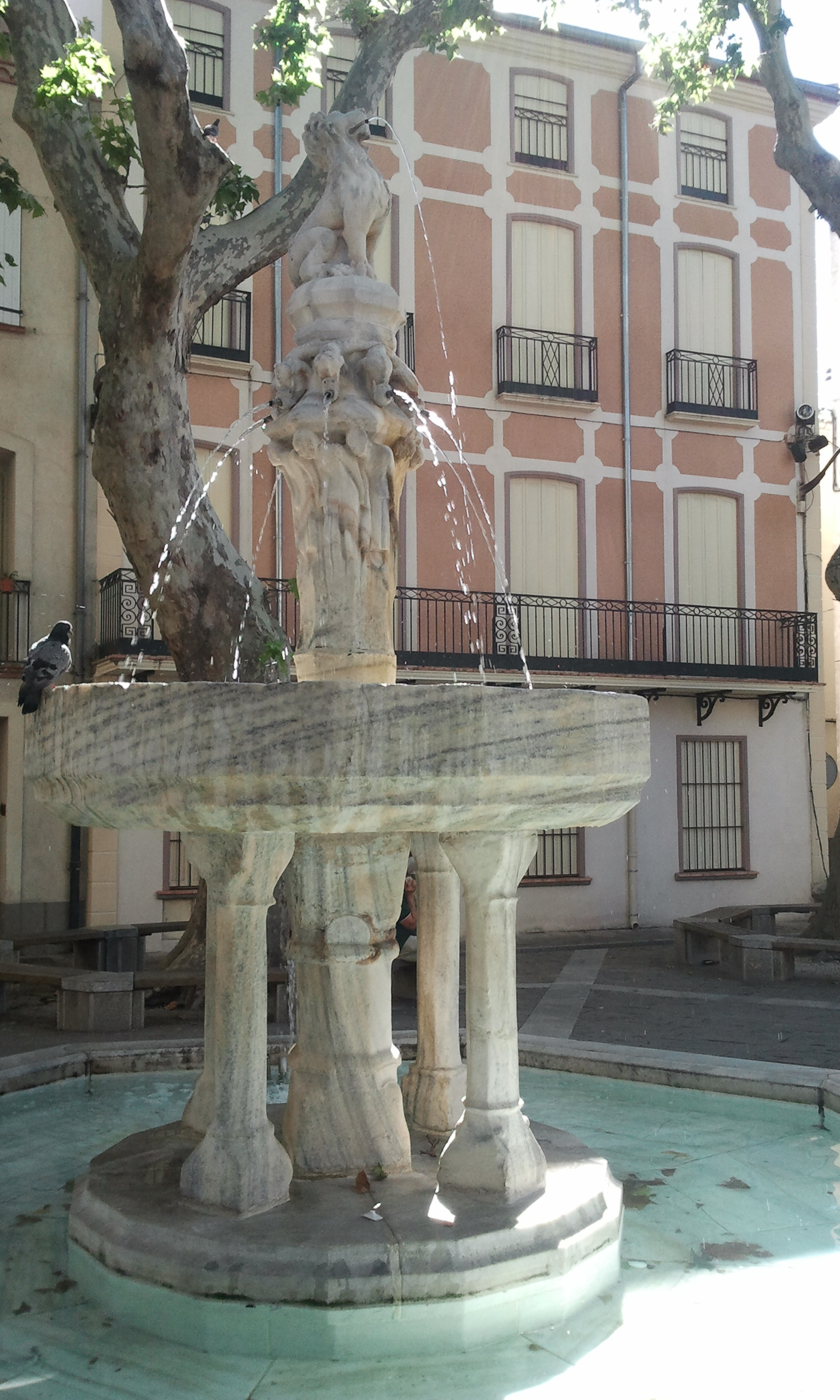
La fontaine des Neuf Jets.
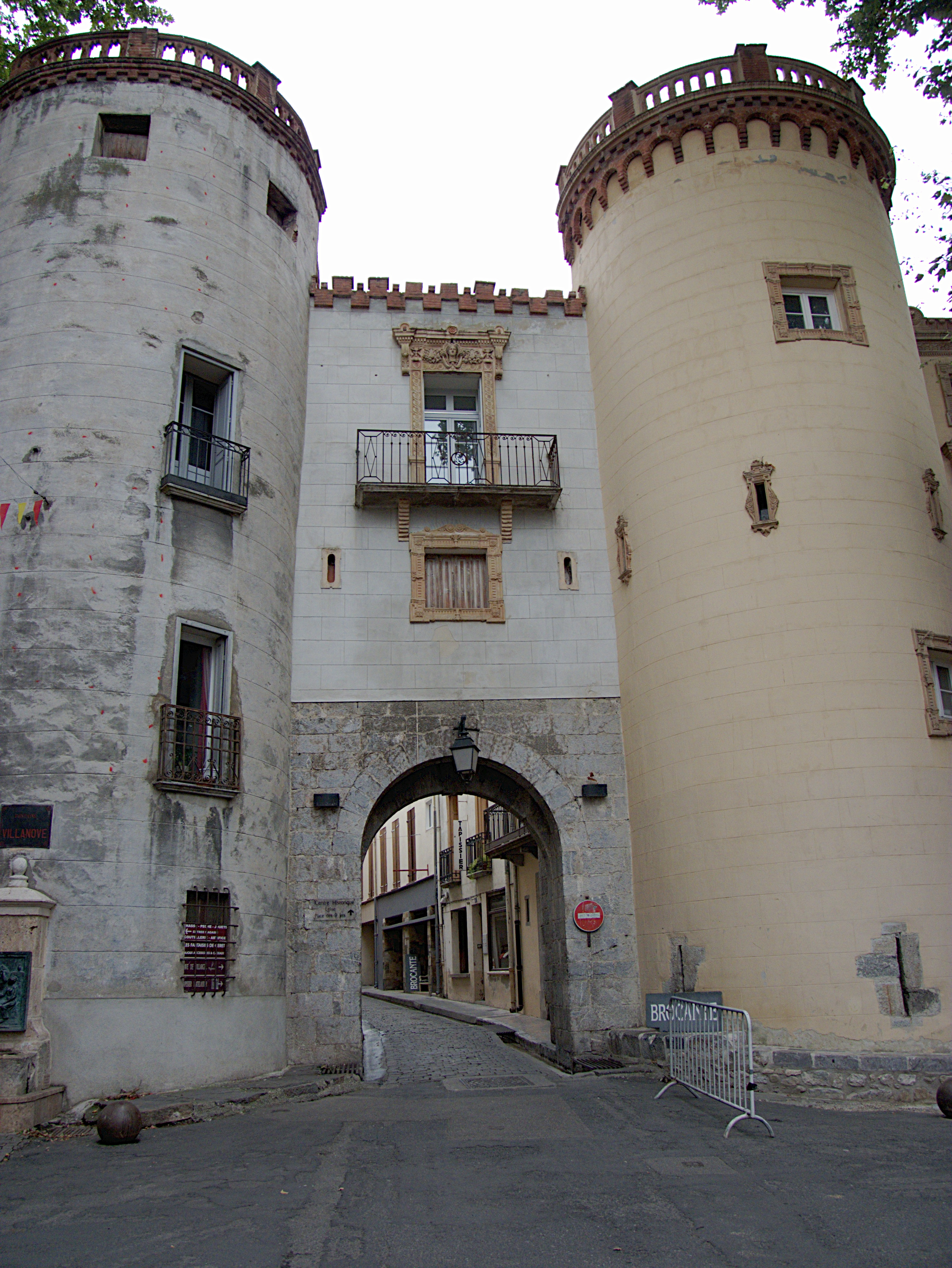
Le portal de France.
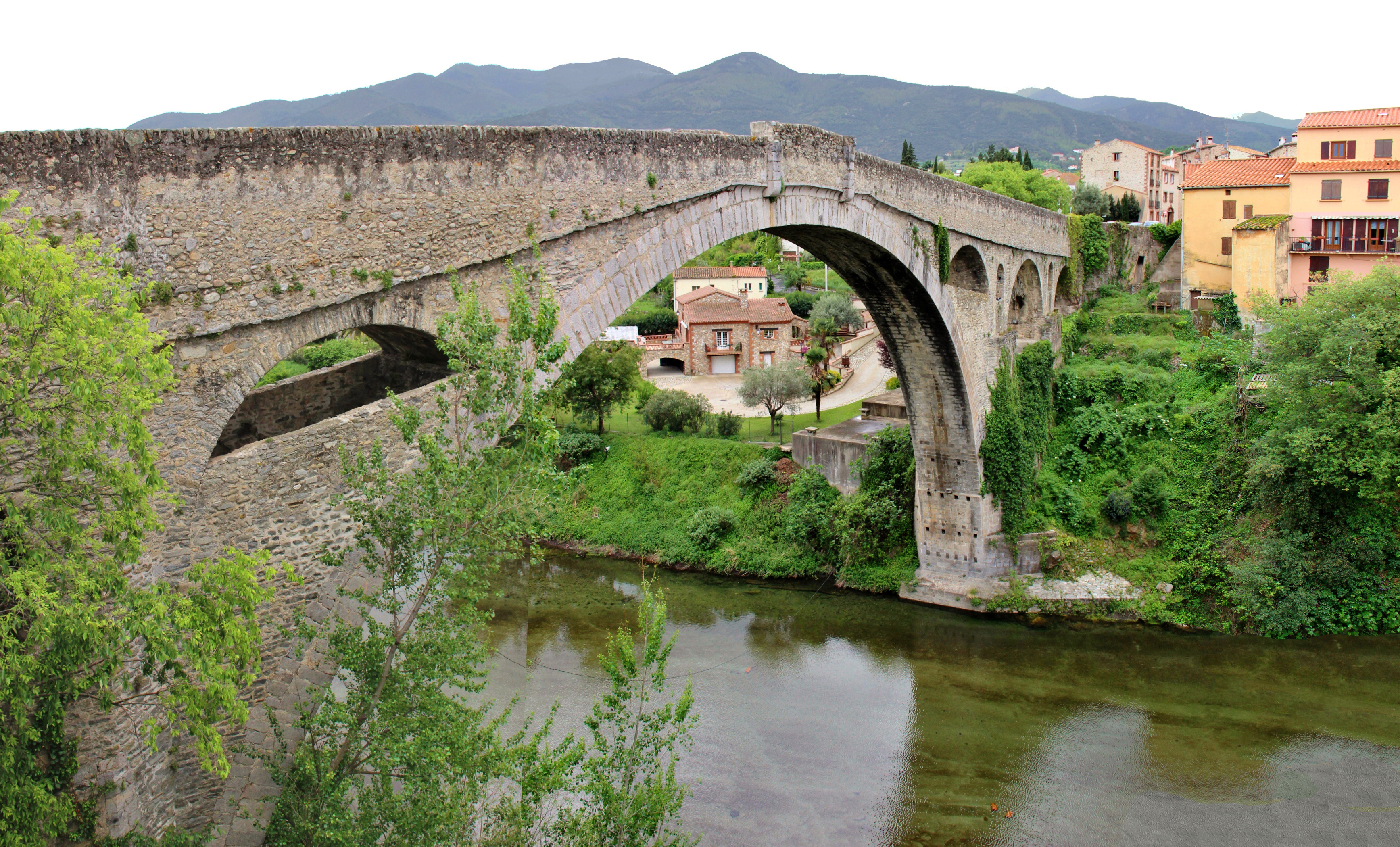
Le pont du Diable.

### Patrimoine culturel
- Musée d'art moderne de Céret : fondé par Pierre Brune et Franck Haviland et situé au centre-ville, le bâtiment actuel englobe les locaux de l'ancienne gendarmerie, de la bibliothèque ainsi que du musée d'origine, lui-même construit sur un ancien couvent carmélite.
- Maison du patrimoine Françoise-Claustre : musée archéologique.
- Musée des instruments : collections de l'ancien Centre international des musiques populaires et fonds Herzka-Nil.
- De nombreux lieux d'exposition, parmi lesquels : l'Espace Saint-Roch, la Capelleta, la salle Manolo, l'espace Pierre Mau, plusieurs galeries et ateliers d'artistes.

### Équipements culturels
- Médiathèque Ludovic Massé : inaugurée en 2007, elle occupe 1 200 m2 de la maison Companyo ;
- École de musique, dans le bâtiment de l'ancienne bibliothèque ;
- Salle de l'Union, salle municipale de spectacles et d'événements ;
- Salle de cinéma, privée.

### Personnalités liées à la commune
Les personnes listées dans la boîte déroulante ci-dessous sont liées à Céret.

#### Artistes

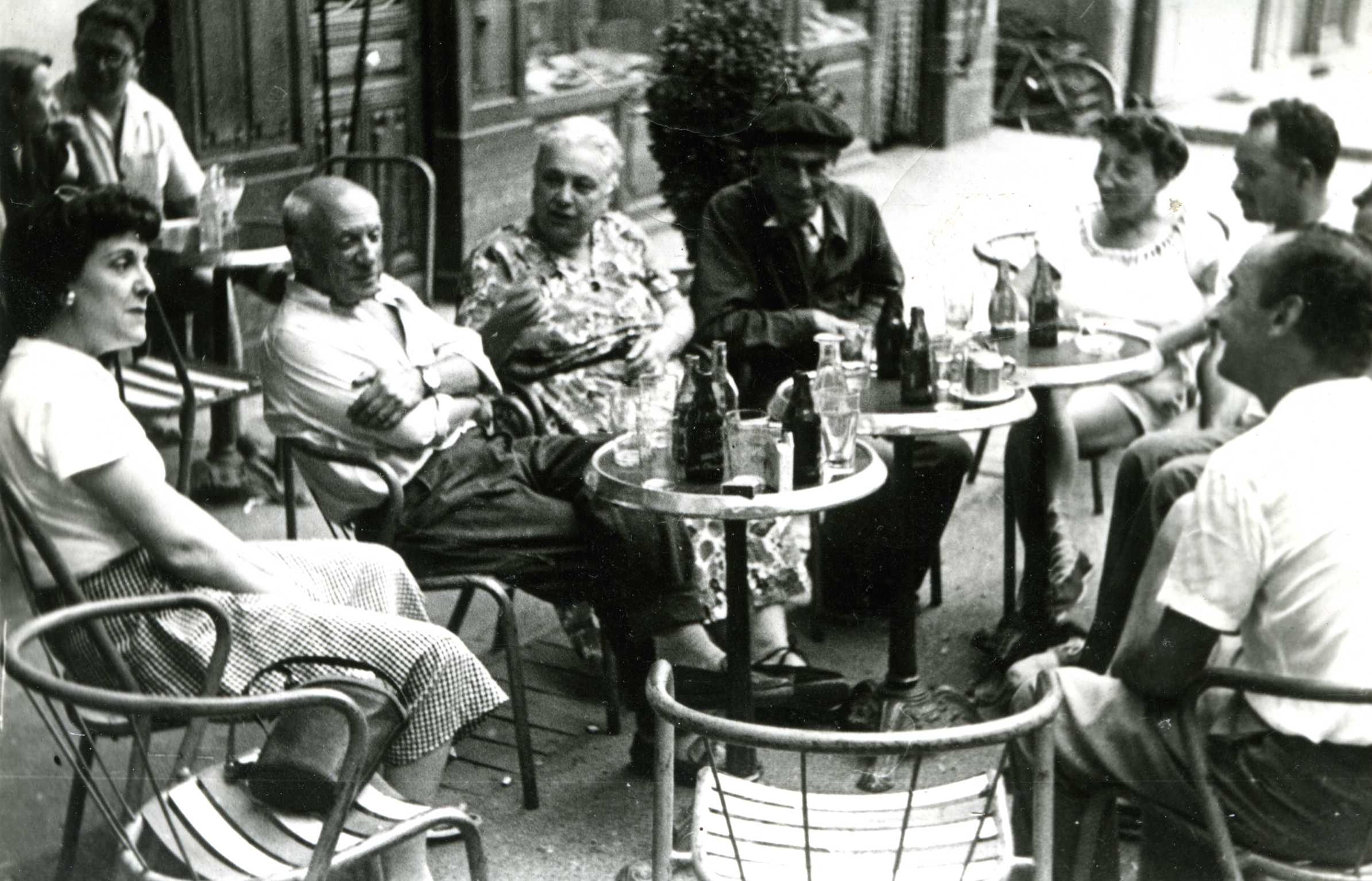
Les peintres Picasso à gauche, Pierre Brune au centre et Eudaldo, au second plan à droite, avec Consuelo Araoz à ses côtés, à Céret dans les années 1950.

La ville a attiré de nombreux peintres et sculpteurs.
Manolo Hugué et Frank Burty Haviland arrivent en 1909, recevant dès l'hiver 1910 le musicien compositeur Déodat de Séverac. Pablo Picasso et Georges Braque les rejoignent en 1911. Le poète Max Jacob avec le peintre Juan Gris viennent à Céret en 1913. Braque travaille avec Picasso entre 1911 et 1914 à l'élaboration de plusieurs œuvres cubistes, tandis que Franck Burty Haviland rachète l'ancien Couvent des Capucins de Céret en 1913. Pierre Brune acquiert le Castellas (ruine de l'ancien château fort) en 1916, lui permettant d'accueillir en 1918 Pinchus Krémègne et Chaïm Soutine, suivis en mars 1919 d'André Masson et Maurice Loutreuil, puis d'Auguste Herbin et de Juan Gris en 1920. Entre 1927 et 1929, Marc Chagall s'installe au mas Lloret.
Le peintre André Eulry vécut à Céret de 1955 à 1980, tout comme Pinchus Krémègne dans les mêmes années, y faisant construire sa maison-atelier en 1960 à proximité du Couvent des Capucins de Céret. Le musée d'Art moderne de Céret a consacré à tous ces peintres une exposition intitulée Céret, un siècle de paysages sublimés 1909-2009 en 2009.
En 2013, les artistes céramistes Juliette et Jacques Damville furent invités à y créer la fontaine de la Sardane de la paix en hommage à Picasso,, œuvre souvent renommée « Fontaine de Picasso ».
La comédienne Catherine Lachens est inhumée au cimetière de Ceret.

### Culture populaire

#### Légendes
Selon une tradition rapportée par l'historien catalan Vidal, l'hippogriffe, animal fabuleux, était censé vivre, au Moyen Âge, près de Céret, dans le Comté de Roussillon. On trouverait les traces de ses serres sur un rocher près du mas Carol.

#### Cinéma
Films tournés en partie à Céret :
- 1959 : L'Eau à la bouche
- 1959 : Le Bossu
- 1971 : Où est passé Tom ?
- 1972 : L'Ingénu
- 2010 : J'ai oublié de te dire...
- 2012 : L'Artiste et son modèle
- 2012 : Paradis perdu

#### Littérature
- Gil Graff, Céret noir, Perpignan, Mare nostrum, coll. « Les polars catalans », 2011, 143 p. (ISBN 978-2-36391-001-1)
- Jacques Lavergne, Peinture au pistolet à Céret, Perpignan, Mare nostrum, coll. « Les polars catalans », 2009, 317 p. (ISBN 978-2-908476-79-8, BNF 42008396)
- Magdalena et Nicolas Duffaut, Le cheval dans le cerisier, Brésilley, Éd. Chocolat ! jeunesse, 2013, 28 p. (ISBN 978-2-917516-38-6, BNF 43624296)[123]
- Dans son ouvrage L'Orme du mail, Anatole France fait débuter à Céret la carrière du préfet Worms-Clavelin [124]

#### Musique
- 2006 : Album Céret de toros, par Pascal Comelade[125] ;
- 2010 : Titre La demoiselle de Céret sur l'album Méditerranées de Renaud Garcia-Fons[126].

### Héraldique
| Blason de Céret | Blason  | D'azur à deux clefs d'argent passées en sautoir et reliées par une chaîne du même ; au chef d'or chargé de quatre pals de gueules. |
| Blason de Céret | Détails | Le statut officiel du blason reste à déterminer.                                                                                   |